# Storia degli ebrei in Francia
La storia degli ebrei in Francia — corrispondente al territorio attualmente occupato — sembra risalire al I secolo dell'era volgare, per poi proseguire fino ai giorni nostri, facendo in tal modo della presenza comunitaria ebraica francese una delle più antiche nell'intera Europa occidentale.
Giunti nel territorio della Gallia, poco dopo la Conquista della Gallia (58-51 a.C.) ad opera degli eserciti di Giulio Cesare, gli ebrei vi rimasero sotto la dinastia dei Merovingi prima e dei Carolingi poi, conoscendo un periodo di relativa prosperità. Nel corso dell'XI secolo la Francia medievale divenne un centro fiorente di apprendimento della cultura ebraica: era abitata a settentrione dalle comunità degli Aschenaziti — ove fiorì nella Champagne la scuola di Rashi e dei suoi continuatori Tosafisti — mentre in meridione trovò un notevole sviluppo la storia degli ebrei in Provenza e Linguadoca.
La situazione cominciò a deteriorarsi fortemente con l'avvio della Prima crociata (1095-99), per poi proseguire con i processi pubblici intentati contro il Talmud (1240-42) e le espulsioni, inizialmente temporanee ed in seguito definitive. Un millennio dopo la loro istituzione non esistettero praticamente più ebrei nel regno di Francia. Le uniche comunità di un certo peso e rilievo, poste comunque al di fuori dei confini del regno, rimangono gli "Ebrei del papa" ad Avignone (vedi Contado Venassino) e quelli dell'Alsazia.
Circa un secolo dopo l'espulsione degli ebrei dalla penisola iberica (1492), alcuni cripto-ebrei originari del regno del Portogallo iniziarono ad insediarsi a Bordeaux e a Bayonne. Nel corso del XVII secolo anche gli ebrei alsaziani e della Lorena si vennero a ritrovare sotto la giurisdizione francese, a seguito della pace di Westfalia (1648).
Gli ebrei francesi furono i primi europei a godere dell'emancipazione ebraica, che venne loro concessa all'inizio della Rivoluzione francese, sia nel territorio metropolitano che nelle colonie. Tuttavia il "franco-giudaismo", nell'ambito della laicità in Francia, viene a corrispondere con un accresciuto antisemitismo in Francia il quale - persistendo nonostante l'uguaglianza giuridica - si esaspera in particolar modo nel contesto dell'affare Dreyfus (1895) prima e sotto il governo di Vichy (1940-44) poi, il quale attuò una politica di attivo collaborazionismo con il nazionalsocialismo.
Brutalmente isolata dal resto della popolazione e perseguitata con un particolare zelo dalla Milice française, 75.000 ebrei furono deportati e morirono durante l'occupazione tedesca della Francia nord-occidentale nei campi di concentramento nazisti, soprattutto rifugiati provenienti dall'Europa orientale e dalla Germania nazista; ma anche 24.000 ebrei francesi (corrispondenti al 10% dell'intera popolazione ebraica metropolitana) persero la vita. Il 75% della popolazione ebraica francese riuscì tuttavia a sopravvivere al conflitto.
La Quarta Repubblica francese rimase nonostante tutto la scelta naturale per molti ebrei costretti a lasciare l'Egitto e le ex colonie francesi del Nordafrica tra gli anni cinquanta e sessanta, dopo che questi paesi raggiunsero l'indipendenza. La comunità ebraica francese, fino a questo momento in primo luogo composta da aschenaziti assimilati, tende a farsi sempre più sefardita ed attaccata alle tradizioni dell'ebraismo ortodosso.
Nel XXI secolo la Quinta Repubblica francese ha la più grande popolazione ebraica europea e la terza per dimensioni nel mondo intero, dopo Israele e gli Stati Uniti d'America (vedi Storia degli ebrei negli Stati Uniti d'America). Ai giorni nostri comprende 478.000 persone, che vivono principalmente nella capitale Parigi e nella regione dell'Île-de-France oltre che a Lione, Marsiglia, Tolosa, Strasburgo e Nizza; tutte le proprie tendenze ed affiliazioni religiose interne vi si trovano rappresentate, dai Charedì ultra-ortodossi agli assimilati laici i quali generalmente contraggono matrimonio interreligioso.
Altre stime danno fino a 550-600.000 persone, ma il risultato dipende in larga parte dall'auto-definizione adottata (vedi "Chi è ebreo?").
Tuttavia a partire dal 2010 la comunità si trova a dover affrontare una nuova ondata di antisemitismo, con le sue matrici nell'islamismo, che si traduce in attacchi spesso mortali ad istituzioni e individui tra cui i più gravi sono stati gli attentati di Tolosa e Montauban del 2012 e la cattura di ostaggi all'Hyper Cacher a Porte de Vincennes nel 2015. Infine, con le elezioni presidenziali del 2017, l'ascesa sempre più radicata degli estremisti suscita una forte inquietudine.
Circa 200.000 ebrei di nazionalità francese vivono attualmente in Israele a seguito dell'Aliyah.

## Primo millennio
Secondo la Jewish Encyclopedia del 1906 "i primi insediamenti degli ebrei in Europa sono oscuri: a partire dal 163 prima dell'era volgare ci sono prove di ebrei presenti a Roma [...] Nell'anno 6 vi furono ebrei a Vienne e nella Gallia Celtica; nell'anno 39 a Lugdunum (corrispondente all'odierna Lione)".

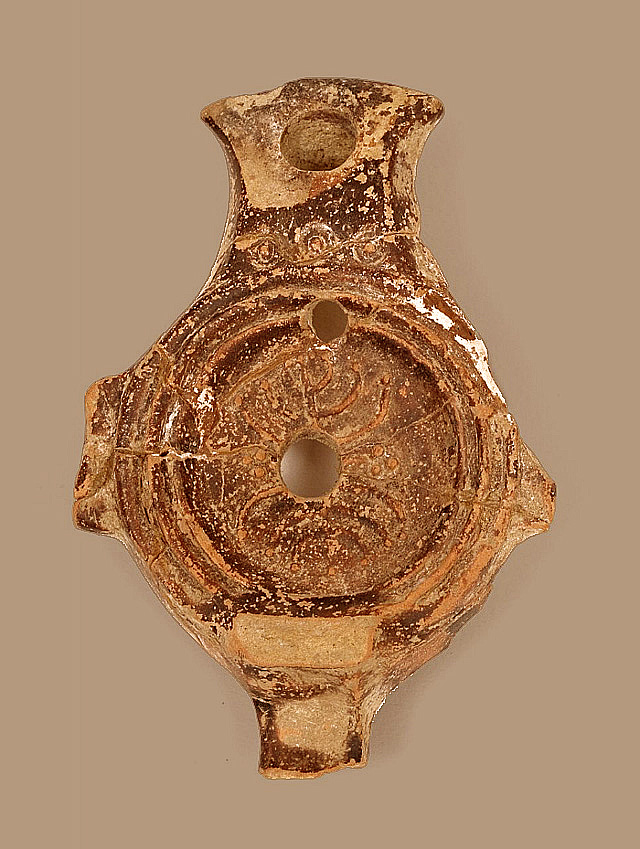
Lampada a olio ebraica rinvenuta a Orgon

### Epoca gallo-romana e merovingia
Il primo ebreo famoso che venne ad abitare in Gallia sembra sia stato Erode Archelao, figlio di Erode il Grande e mandato in esilio a Vienne da Augusto nell'anno 6. Diversi reperti, rinvenuti principalmente nella valle del Rodano, testimoniano la presenza ebraica durante il I secolo, tra cui una lampada ad olio adornata con i candelabri a sette braccia (vedi Menorah) scoperti nel 1967 ad Orgon.
Nel territorio gallo posto sotto il controllo dell'amministrazione romana gli ebrei godono, secondo il diritto romano e la Constitutio Antoniniana (212), del medesimo status civico-giuridico di tutti gli altri loro concittadini. Pare abbiano mantenuto relazioni cordiale con il resto della popolazione, anche dopo l'introduzione del cristianesimo.
Un racconto dell'apologetica cristiana elogia Ilario di Poitiers (morto nel 366) per aver abbandonato la società ebraica. Gli imperatori Teodosio II (408-50) e Valentiniano III (425-55) inviarono un decreto ad Amatius, prefetto della Gallia (9 luglio del 425), che vietava agli ebrei e ai pagani di praticare la legge mosaica o di tenere uffici pubblici (i militandi), affinché i cristiani non dovessero essere soggetti - a causa del loro incitamento - a cambiare la loro fede. Al funerale di Ilario di Arles nel 449 gli ebrei e i cristiani si mescolarono in folle piangenti, mentre i primi salmeggiarono in ebraico. Dall'anno 465 la Chiesa prese ufficialmente atto della presenza degli ebrei nel territorio francese.
Nel VI secolo gli ebrei possedettero svariate sinagoghe negli ex centri amministrativi romani situati sulle principali rotte commerciali e vengono documentati a Marsiglia (la leggenda narra che la stessa Maria Maddalena sia sbarcata da una navicella di fortuna nei pressi delle città), Arles, Uzès, Narbona, Clermont-Ferrand, Orléans, Parigi e Bordeaux. In armonia con il codice teodosiano e secondo un editto dell'imperatore Costantino I datato 331, gli ebrei furono organizzati in gruppo religioso in tutto l'Impero romano. Ebbero pertanto rabbini, Chazzan e altri funzionari. Lavoravano inizialmente principalmente come commercianti, poiché era vietato loro di possedere la terra; servirono in seguito anche come esattori delle tasse, marinai e medici.
Con tutta probabilità rimasero sotto la legge romana fino al trionfo del cristianesimo, con lo status stabilito da Caracalla, sulla base dell'uguaglianza tra tutti i concittadini. Il clero cristiano continuò a partecipare ad alcune festività ebraiche; talvolta si verificarono matrimoni interreligosi e gli ebrei proseguirono a fare proselitismo. Preoccupato per i cristiani che adottavano abitudini religiose ebraiche, il terzo Consiglio di Orléans (539) avvertì i fedeli contro le "superstizioni" ebraiche, ordinando loro al contempo di astenersi dai viaggi di domenica. Nel VI secolo una comunità ebraica prosperava a Parigi; costruirono una sinagoga sull'Île de la Cité, ma furono successivamente cacciati dai cristiani i quali eressero al suo posto sullo stesso sito una chiesa.
Alla fine del VI secolo possono incontrare una varietà di situazioni diverse. Gregorio di Tours riferisce che nel 576 una sommossa popolare ha condotto alla distruzione totale della sinagoga di Clermont e dopo la quale gli ebrei della città avrebbero accettato il battesimo. Al contrario l'ebreo parigino Priscus, consigliere reale di Chilperico I (561-84), rifiutò la conversione senza alcun danno; mentre il re la richiese a tutti gli altri ebrei della capitale (vedi  Lettres sur l’histoire de France.).
All'inizio dell'Alto Medioevo, come dimostra lo storico Bernhard Blumenkranz, la popolazione cristiana sembra coesistere con gli ebrei senza molti problemi. A volte anche li supporta. Quando Priscus veene ucciso a Parigi nel 582 da Pathir, un convertito recente, la folla si ammassò per inseguirlo; l'assassino riuscirà a fuggire dopo essersi rifugiato assieme ai suoi servi all'interno di una Chiesa, ma uno dei servitori rimarrà ucciso selvaggiamente.

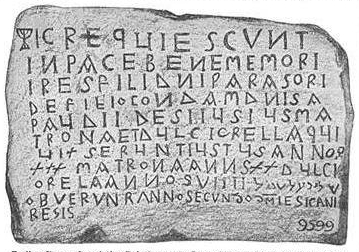
Epitaffio ebraico di Narbonne (689)

Nel 629 il re Dagoberto I propose di espellere tutti gli ebrei che non avessero abbracciato il cristianesimo. Nessun'altra menzione degli ebrei è stata trovata a partire dal suo regno e fino a quello di Pipino il Breve (750 circa)]. Ma nel Midi, allora conosciuto come Septimania e dipendenza dei re Visigoti spagnoli, gli ebrei continuarono a vivere e prosperarono. A quest'epoca (689) risale la prima iscrizione ebraica conosciuta in Francia, quella di Narbona; questi ebrei, principalmente mercanti, rimasero popolari presso il popolo il quale spesso si ribellò assieme a loro contro la dominazione visigota.

### Periodo carolingio
Gli ebrei godettero di uno status relativamente favorevole durante il regno di Carlo Magno (la loro presenza è attestata da documenti), riuscendo ad accedere ad alte posizioni ufficiali regolamentate legalmente. Il sovrano ad esempio utilizzò un ebreo per portare merci preziose dalla Palestina; un altro di nome Isaac venne inviato nel 797 con due ambasciatori da Hārūn al-Rashīd. Fu egli che, tornato nell'802 ad Aquisgrana, presentò all'imperatore i regali ricevuti, tra cui vi era anche un elefante.
Gli scambi diretti con l'Oriente erano fortemente diminuiti con la forte presenza dei Saraceni nell'area del Mar Mediterraneo a seguito dell'espansione islamica. Il commercio e l'importazione di prodotti come l'oro, la seta, il pepe nero o il papiro scomparvero quasi del tutto sotto i Carolingi. I commercianti ebrei Radaniti rimasero quasi l'unico gruppo a mantenere aperte le vie commerciali.
Re Carlo fissò una formula per il giuramento ebraico allo Stato; permise agli ebrei di intraprendere azioni legali contro i cristiani. Non venne consentito di imporre ai cristiani di lavorare la domenica, mentre gli ebrei non furono però autorizzati a scambiare valuta, vino o grano. Legalmente gli ebrei appartenevano all'imperatore e avrebbero potuto essere giudicati solo da lui in persona. I numerosi consigli provinciali che si vennero a creare durante il suo regno non si preoccuparono delle comunità ebraiche.
L'Impero carolingio (800-888) ospitò molte comunità ebraiche, che avevano le proprie scuole e godevano direttamente della protezione imperiale. Alcuino di York e Rabano Mauro ebbero modo di consultarsi con gli studiosi ebrei mentre stavano lavorando nel contesto della loro opera esegetica. Ludovico il Pio (814-33) rimase fedele ai principi paterni e diede una protezione rigorosa agli ebrei in ragione delle loro estese attività nell'ambito del commercio e ne rispettò i beni.
Come già suo padre prima di lui anche Ludovico credette che la "questione ebraica" avrebbe potuto essere risolta con la graduale conversione; secondo lo studioso medievale JM Wollace-Harill alcune persone però credevano che questa tolleranza minacciasse l'unità cristiana dell'Impero, il che portò al rafforzamento dei Vescovi a spese dell'Imperatore. San Agobardo di Lione (779-841) ebbe numerosi incontri con gli ebrei francesi; scrisse di quanto fossero diventati ricchi e potenti. Alcuni studiosi come Jeremy Cohen suggeriscono che la convinzione di Agobardo nei riguardi della potenza ebraica contribuì al suo coinvolgimento in rivolte violente che tentarono di detronizzare Ludovico nei primi anni dell'830..
Le suppliche di Agobardo a Papa Gregorio IV ottennero il sostegno papale per il rovesciamento dell'imperatore; ma questi, tornato al potere nel 834, depose con la forza Agobardo dal suo incarico, con la costernazione dello Stato della Chiesa. In questo periodo circolarono anche voci - mai confermate - sul fatto che la seconda moglie di Ludovico, Giuditta di Baviera, si fosse convertita all'ebraismo, poiché non avrebbe accettato l'"Ordinatio" per il loro primo figlio.
Gli ebrei furono impegnati soprattutto nelle esportazioni, in particolar modo quelle verso la Palestina. Quando i Normanni sbarcarono sulle coste della Gallia narbonese furono scambiati per dei mercanti ebrei. Un'autorità dichiarò che i commercianti ebrei si vantavano di acquistare tutto ciò che piaceva loro direttamente dai vescovi e dagli abati. Isaac, che fu inviato da Carlo Magno nel 797 con due ambasciatori dal quinto Califfo degli Abbasidi, era probabilmente uno di questi mercanti. Si diceva che avesse chiesto al califfo di Baghdad il permesso di far istruire gli ebrei della sua città da un rabbino di Narbona.
Nell'VIII secolo gli scambi tra Occidente ed Oriente vennero realizzati esclusivamente dai mercanti ebrei; rappresentarono l'unico collegamento rimasto tra Islam e Cristianità dopo che gli arabi conquistarono la penisola iberica. Questi mercanti furono chiamati Radaniti; grandi viaggiatori, uomini di profonda cultura, conoscitori di molte lingue, mantennero i contatti tra la civiltà occidentale e il mondo musulmano.
Tuttavia a partire dalla metà del IX secolo diversi concili tesero a limitare la libertà degli ebrei, diffondendo l'idea che essi fossero sempre pronti a tradire; mentre a Bordeaux vennero sospettati di aver consegnato la città nelle mani dei Vichinghi nell'848 Incmaro di Reims accusò il medico personale ebreo di Carlo il Calvo (843-877), Sdechias, di averlo fatto avvelenare.

## I capetingi (987-1096)

### Prime persecuzioni
La vita relativamente pacifica degli ebrei sotto i Carolingi aiutò e sostenne lo svilupparsi di nuove comunità tra cui le più importanti si stabilirono a Tolosa, Carcassonne, Chalon-sur-Saône, Sens e Metz.
Ma con la rapida erosione del potere carolingio il destino degli ebrei cominciò a divenire completamente dipendente dalla buona volontà del potere locale. Nel 987 Ugo Capeto fu il primo della dinastia dei Capetingi ad ascendere al trono francese. L'XI secolo testimoniò delle prime persecuzione indotte dall'antigiudaismo. Fu anche intorno all'anno 1000 che venne fondata la comunità alsaziana.
Vi furono persecuzioni diffuse a partire dal 1007 o 1009. Questi atti, istigati da Roberto II di Francia (987-1031) - soprannominato "il Pio" - vengono descritte in un pamphlet ebraico il quale afferma inoltre che il re contava sui suoi vassalli per distruggere tutti gli ebrei presenti nelle loro terre che non avrebbero accettato il battesimo e che molti vennero uccisi. Roberto è accreditato per aver sostenuto le conversioni forzate dell'ebraismo locale, nonché la violenza della plebaglia contro gli ebrei che si rifiutarono di piegarsi. Roberto "il Pio" è noto per la sua intolleranza religiosa e per l'odio che ha scatenato contro tutti i cosiddetti "eretici"; fu lui che ripristinò l'abitudine dell'Impero romano d'oriente di annientare gli eretici attraverso la morte sul rogo.
Sotto il regno di Riccardo II di Normandia (996-1026) gli ebrei di Rouen subirono persecuzioni talmente spietate che molte donne, per sfuggire alla furia della folla, saltavano nel fiume e si annegavano. Un notabile della città, Jacob b. Jekuthiel, studioso del Talmud, cercò di intercedere con papa Giovanni XVIII per fermare le persecuzioni nella Lorena (1007).
Jacob intraprese il cammino verso Roma, ma fu imprigionato con la moglie e i quattro figli dal duca Riccardo; riuscì a scampare da morte certa, ma non si è mai venuti a sapere come. Lasciò il figlio maggiore Giuda come ostaggio, mentre lui assieme alla moglie e ai tre figli rimasti ripartirono alla volta di Roma. Riuscì a convincere il papa con sette pezzi d'oro e duecento livre; il "Santo Padre" mandò quindi subito un inviato speciale da re Roberto per intimargli di interrompere le persecuzioni.
I cronisti dell'epoca, Ademaro di Chabannes e Rodolfo il Glabro, accreditarono false accuse di complicità tra ebrei e musulmani, accusandoli di compiere spedizioni congiunte contro i cristiani con l'incentivo di distruggere il Santo Sepolcro. Se si dovesse credere ad Ademaro, che scrisse nel 1030, i sentimenti antiebraici si accrebbero nel 1010 dopo che gli ebrei occidentali avevano indirizzato una lettera ai loro correligionari orientali, avvertendoli di un movimento militare cristiano intrapreso contro i Saraceni. Secondo Ademaro i cristiani, avvertiti da papa Sergio IV, rimasero letteralmente sconvolti dalla notizia dell'avvenuta distruzione della Basilica del Santo Sepolcro a Gerusalemme da parte dei musulmani nel 1009.
La reazione europea alla voce passata di bocca in bocca fu di sgomento e shock. Il monaco dell'Abbazia di Cluny "il Glabro" non mancò di accusare apertamente gli ebrei per la distruzione. Nel 1010 Alduino, il vescovo di Limoges (990-1012), offrì agli ebrei della propria diocesi la scelta tra il battesimo e l'esilio. Per un mese i teologi disputarono con gli ebrei - ma senza molto successo - e solo pochissimi di loro abbandonarono la propria fede; altri si uccisero e il resto fuggì o fu espulso dalla città.
Esortazioni simili avvennero anche in altre città francesi. In seguito Roberto I di Normandia (1028-35) concordò con i suoi vassalli in modo che tutti gli ebrei i quali non avessero accettato di farsi battezzare avrebbero dovuto essere eliminati; la minaccia venne messa in esecuzione tanto che molti ebrei scelsero il suicidio..
"Il Glabro" riferisce che gli ebrei di Orléans avrebbero mandato in Oriente - tramite un mendicante - una lettera che provocò l'ordine della distruzione del "Santo Sepolcro"; egli aggiunge che quando il crimine venne scoperto fu decretata ovunque la loro espulsione; alcuni furono cacciati dalle città, altri vennero messi a morte, mentre alcuni si uccisero; solo in pochi rimasero nel territorio. Il conte Paul Riant (1836-1888) affermò che tutta la vicenda inerente ai presunti rapporti di complicità tra gli ebrei e i "maomettani" fosse solo una di quelle leggende popolari di cui le cronache del tempo abbondarono.
Nuove agitazioni si verificarono attorno al 1065; allora i combattimenti contro i Mori nell'ambito storico della Reconquista fornirono un ulteriore pretesto per compiere massacri antiebraici. Fatti che avvennero copiosamente anche se Papa Alessandro II condannò le uccisioni. Alessandro II scrisse a Béranger, Visconte di Narbonne e a Guifred, vescovo della città, lodandoli per aver impedito la strage degli ebrei nel loro distretto e ricordando loro che Dio non approvava lo spargimento di sangue; il papa ammonì anche Landolfo VI, duca di Benevento, "che la conversione degli ebrei non deve essere ottenuta con la forza". Nello stesso anno poi reclamò però anche una crociata che avrebbe dovuto scatenarsi contro i "Mori" di al-Andalus.
Altre regioni dell'attuale territorio francese rimasero tuttavia ben più accoglienti, ad esempio la contea di Champagne la cui provincia venne però inglobata tra i sossedimenti reali alla morte di Filippo IV di Francia (1314); una prospera comunità ebraica brillò intellettualmente a Troyes. Per quanto riguarda il Midi tra il 1000 e il 1300 esso conobbe un'autentica "età dell'oro" ebraica in città come Narbona, Lunel e Montpellier.

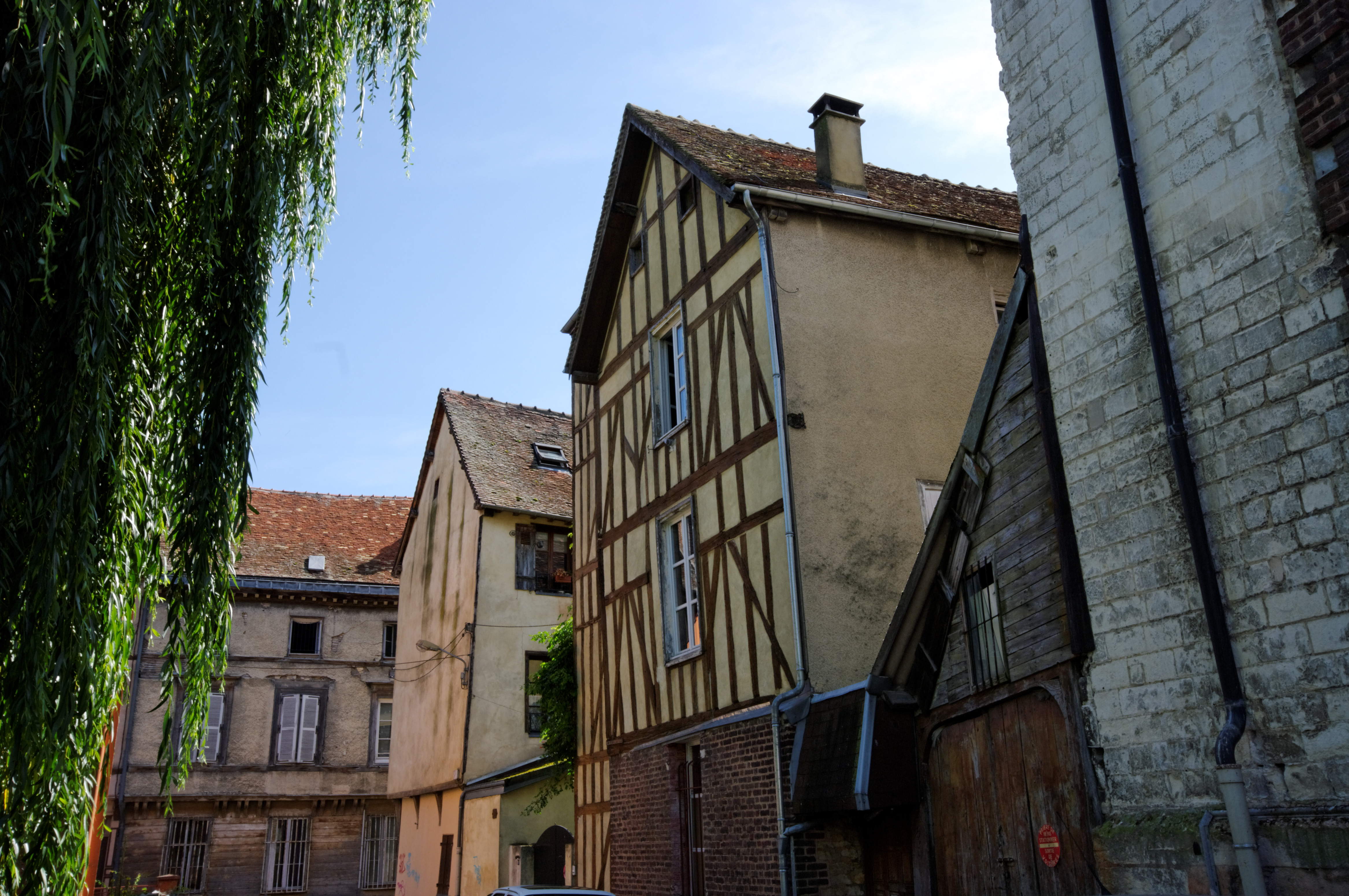
Area dell'antico quartiere ebraico a Troyes

### Nasce la letteratura ebraica francese
La tranquillità che ancora era prevalente nella terra di Champagne permise la diffusione di una letteratura ebraica francese, in special modo connessa alla poesia liturgica (le Piyyut) ove venivano evocate le sofferenze d'Israele e la sua invincibile speranza; ma più spesso era un semplice esercizio scolastico senza aspirazione, destinato piuttosto a divertire istruendo. In seguito sopravvenne l'esegesi biblica, la semplice interpretazione del testo (la Peshat) la quale riflette una fede completa nell'interpretazione tradizionale e fondata preferibilmente sul Midrash.
Ma fu soprattutto il Talmud e i suoi commentari ad essere maggiormente studiati; questo testo, assieme agli scritti dei Gaon - ed in particolare i loro "responsa" - vennero riveduti, copiati e trattati come codice legale (un corpus juris). Nuovamente commentati e studiati sia per esercitare la dialettica che per riflettere sulle loro conseguenze pratiche.
Il più celebre studioso dell'inizio dell'XI secolo fu Gershom ben Judah (960-1028) il quale visse tra Metz e Magonza. Divenne uno dei primi dottori della legge degli Aschenaziti; vietò la poligamia e il ripudio della sposa senza il suo consenso. Anche se insegnò ad innumerevoli allievi tra cui Eliahou ben Menahem, il suo autentico successore fu l'illustre Rashi (nato 12 anni dopo la sua morte). Nella medesima epoca Joseph Tov Elem, rabbino a Limosino e Anjou, creò la prima unione regionale delle comunità ebraiche.

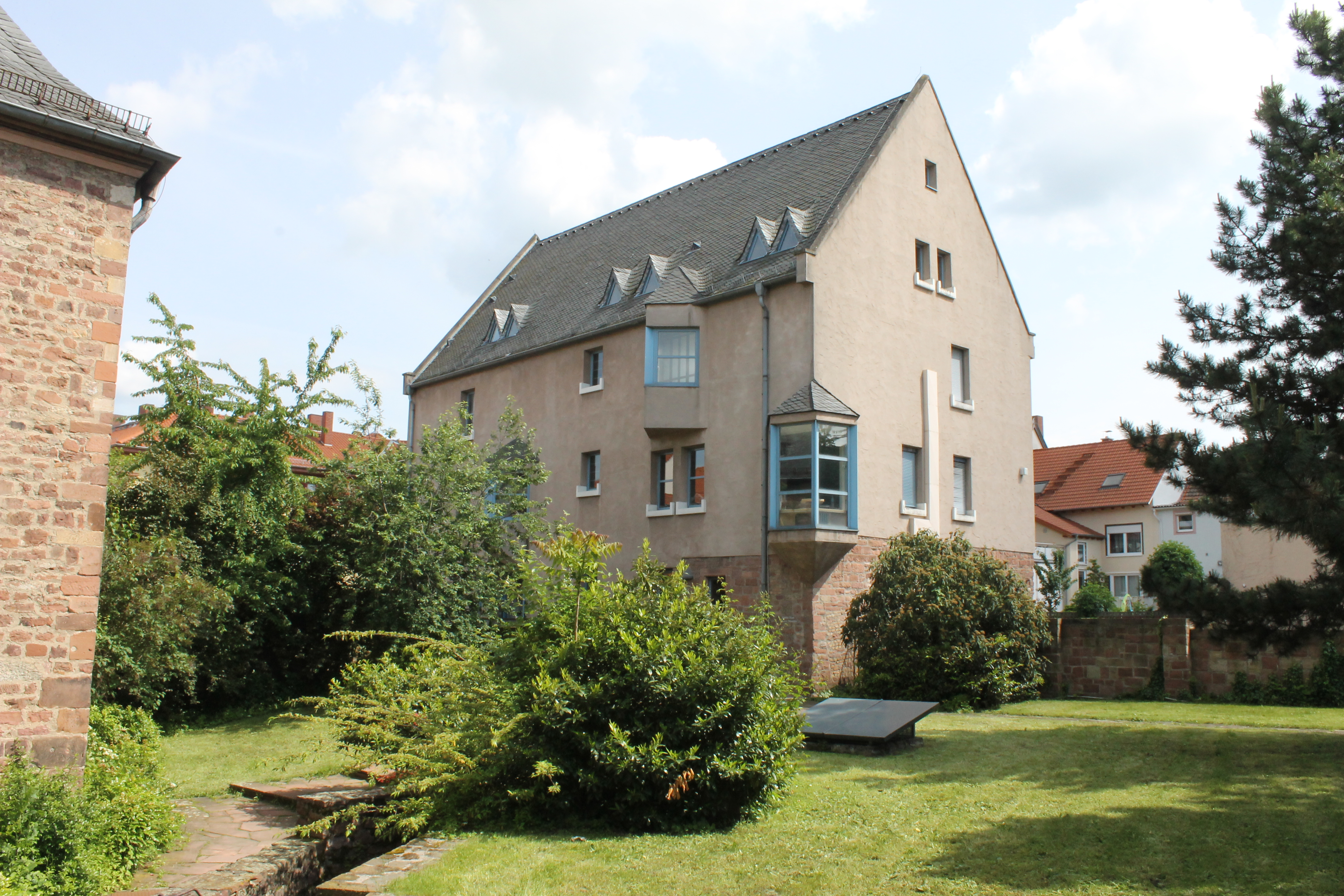
L'abitazione di Rashi ai giorni nostri

### Rashi
La grande figura che domina la seconda metà dell'XI secolo sulla totalità dell'ebraismo francese fu Salomon ben Isaac, meglio conosciuto come Rashi (1040-1106). Egli incarna il "genio" ebraico nella Francia settentrionale; il suo attaccamento e la sua fervida fede, la sua pietà - ardente ma senza alcuna traccia di misticismo - costituiscono il riflesso della sua professione di rabbino a Troyes e della propria occupazione come vignaiolo.
Il suo commento sulla Tanakh (in particolare la Torah) rappresenta un'esegesi tanto semplice quanto naturale; esso costituisce una specie di repertorio del Midrash e serviva per l'edificazione, ma anche avanzava il gusto di cercare il semplice e più vero significato della Bibbia.. Nei suoi commenti biblici si avvalse delle opere dei contemporanei. Tra questi si deve citare Moshe haDarshan, capo della scuola di Narbonne, il fondatore degli studi esegetici in Francia e Menachem b. Helbo.
I suoi commenti sul Talmud, spesso punteggiati da parole francesi trascritte in caratteri ebraici, sono una delle principali fonti di informazione sulla lingua francese del tempo. È stato definito anche per essere stato il "primo vero intellettuale francese". Le sue opere si distinguono per la loro chiarezza, lo stile diretto e la scrittura semplice, concisa e inalterata, pienamente adatta al suo soggetto.
Il suo commentario talmudico, che è stato il prodotto di un lavoro gigantesco, ha eclissato le opere simili di tutti i suoi predecessori; per la sua chiarezza espositiva ha reso più facile lo studio dell'intera raccolta e presto divenne il suo complemento indispensabile. Ogni edizione del Talmud che è mai stata pubblicata da questo momento in poi porta il suo commento stampato.

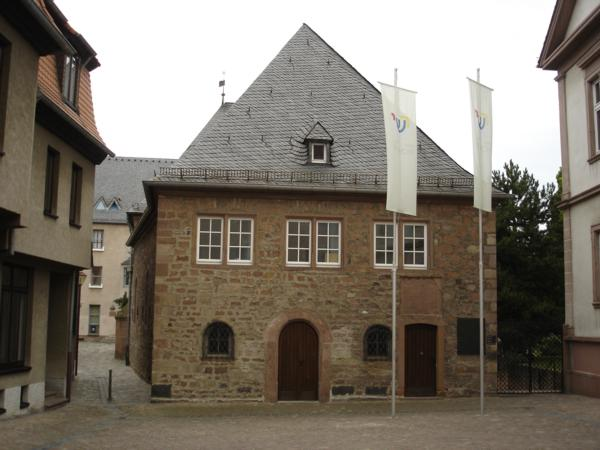
La sinagoga di Worms dove studiò Rashi

La scuola talmudica (la Yeshivah) istituita a Troyes - suo luogo di nascita - dopo aver seguito gli insegnamenti dei rabbini di Worms e Magonza, divenne immediatamente celebre. Intorno alla sua sedia si riunirono R. Shamuel b. Meïr (Rashbam) e Shemariah ben Mordecai, suoi nipoti; anche Shemaria, Giuda b. Nathan e Isaac ben Asher ha-Levi continuarono il suo lavoro insegnandovi qui, assieme a Rivam e Simha ben Samuel di Vitry, il compilatore del più antico Machzor tuttora conservato; questo centro rabbinico è all'origine della scuola dei Tosafisti i quali forgiarono fino al XIV secolo la reputazione dell'ebraismo francese.
I commenti e le interpretazioni del Talmud di questa scuola sono la base e il punto di partenza della tradizione degli Aschenaziti su come interpretare e comprendere la spiegazione talmudica delle leggi bibliche. In molti casi queste interpretazioni differiscono sostanzialmente da quelle dei Sefarditi, che si traducono in differenze tra come si dovrebbe applicare nella pratica la legge e le diverse Mitzvah.

## Prima crociata e XII secolo
Nell'XI secolo il racconto del cronista Rodolfo il Glabro accredita l'ipotesi di un complotto ebraico ad Orléans volto alla distruzione del Santo Sepolcro; nonostante la sua "implausibilità" la voce ebbe, come descritto, conseguenze gravi per gli ebrei. Anche se in territorio francese sembra abbiano sofferto meno per gli eventi connessi alle Crociate rispetto ai loro correligionari tedeschi, la Prima crociata predicata da Pietro l'Eremita rappresentò un autentico disastro.
I crociati rinchiusero gli ebrei di Rouen in una chiesa e sterminarono, senza fare alcuna distinzione di età o sesso, tutti coloro che rifiutarono il battesimo; questi massacri vengono ricordati nella liturgia ebraica col termine Gzeirot Tatnav (גזירות תתנו). Anche gli ebrei orleanesi e quelli di Limoges vennero espulsi.
I massacri più gravi si verificarono lungo la valle del Reno; a migliaia vennero assassinati dai crociati ed intere comunità scomparvero del tutto. A Strasburgo furono attaccati nel 1146 a seguito della predicazione fanatica di un monaco chiamato Radhulpe o Rodholp.

All'epoca della prima e della Seconda crociata (1147-49) vennero fatte circolare due delle affermazioni più comuni dell'antigiudaismo cristiano, cioè che gli ebrei s'impegnavano in omicidi rituali (vedi accusa del sangue) e che praticassero con estrema facilità l'usura; l'accusa di omicidio rituale sarebbe stata legata alla volontà degli ebrei di ripetere la crocifissione di Gesù uccidendo i cristiani. Questi temi propagandistici dell'antisemitismo divennero sempre più frequenti alla fine del XII secolo e culminarono a Blois nel 1171 con la morte sul rogo di 31 ebrei.
Per quanto riguarda l'accusa di usura essa derivò dal fatto che il prestito su interesse, assimilato ad essa, rimaneva vietato ai cristiani ma non agli ebrei; quindi essi divennero spesso i banchieri privati sia dei ricchi che dei poveri. L'accusa di usura fu un'ottima maniera per consentire ai mutuatari di liberarsi molto semplicemente dei propri debiti. Ad un tale riguardo Abelardo nel suo testo intitolato Dialogo di un filosofo con un ebreo e un cristiano fa parlare l'ebreo della sua opera di usuraio, dicendo di non poter possedere alcun campo, vigneto o terra e che pertanto solamente per questa ragione egli si ritrova costretto a praticare l'usura.
Ma nonostante l'ostilità che li circondò gli ebrei del XII secolo ebbero lo stesso un'intensa vita spirituale. Come già detto la scuola dei Tosafisti si sviluppò nella Champagne, in particolare a Ramerupt attorno alla figura di Rabbenu Tam, uno dei nipoti di Rashi, ma anche in Borgogna, a Parigi e in Normandia. Si organizzarono anche grandi incontri di rabbini provenienti da tutto il paese a Troyes dove, secondo Rabbenu, esistettero ben due sinagoghe.
Allo stesso modo anche il Midi godette di un fiorente stile di vita ebraico, molto ben illustrato dalle vicende della famiglia Ibn Tibbon, nonostante continuassero - seppur sporadicamente - accese manifestazioni di antigiudaismo.

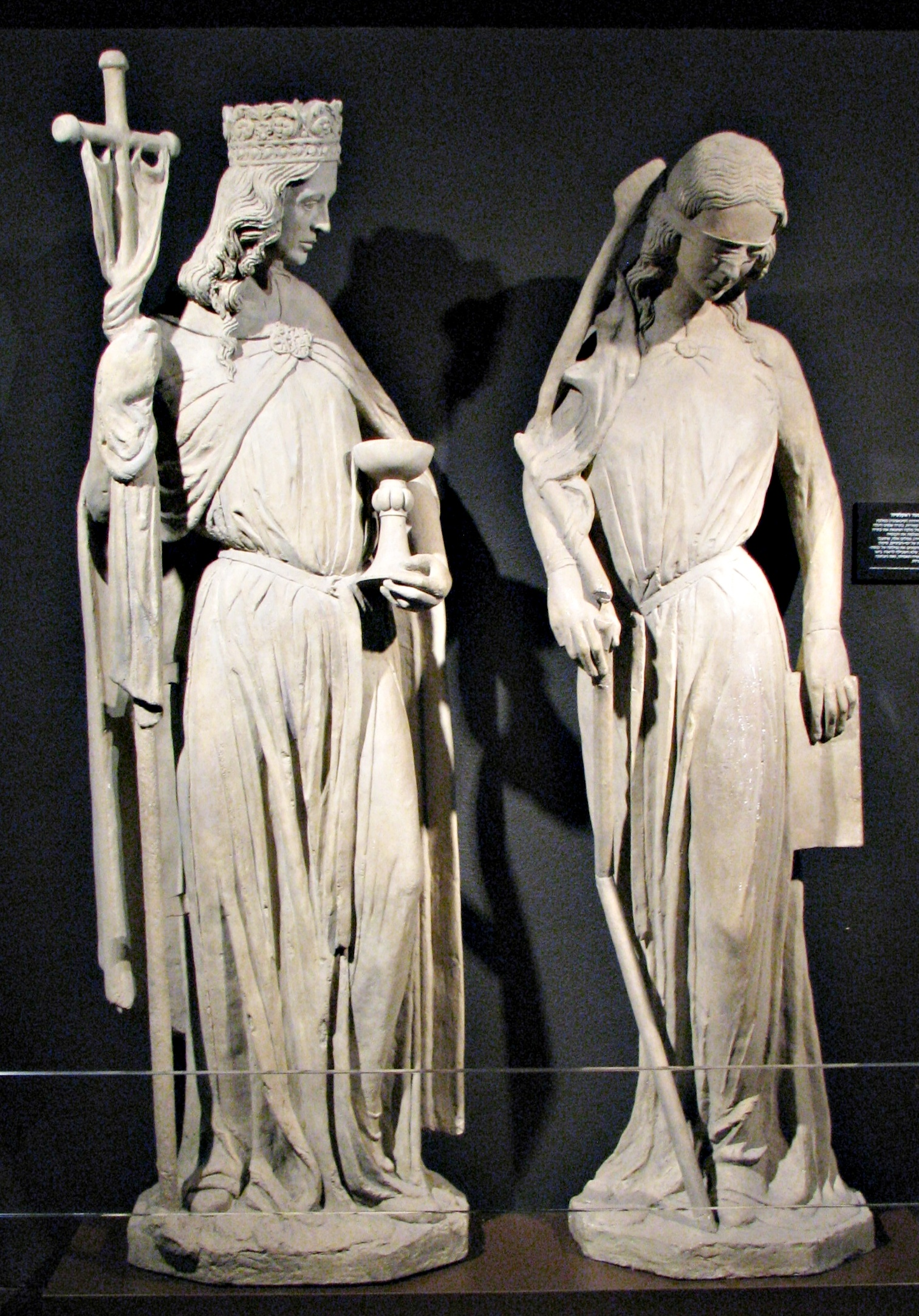
"Ecclesia trionfante e Sinagoga sconfitta" nella Cattedrale di Strasburgo

Nella regione dell'Alsazia, da quando Beniamino di Tudela narrò di diversi israeliti "saggi e ricchi" di Strasburgo, la Chiesa iniziò a propagare un'immagine negativa degli ebrei, come venne ben evidenziato in seguito dalla celebre statua raffigurante la "Sinagoga bendata e armata con una lancia spezzata".
Quest'immagine è del tutto simile a quella parigina posizionata sul portale centrale della facciata principale della Cattedrale di Notre-Dame; esso è circondato da due statue, una che rappresenta la "Chiesa trionfante" e l'altra la "Sinagoga sconfitta", fatte ricostruire da Eugène Viollet-le-Duc dopo la loro distruzione avvenuta durante la rivoluzione francese. La statua ha gli occhi velati da un serpente per mezzo di una fasciatura, una lancia spezzata, una corona caduta a terra e le tavole della legge (i Dieci Comandamenti) abbassate.
Il parallelismo con l'immagine ecclesiale tuttavia indica però anche l'importanza assunta dalla comunità ebraica parigina nel corso dell'XI secolo, quando venne per la prima volta innalzata la cattedrale.

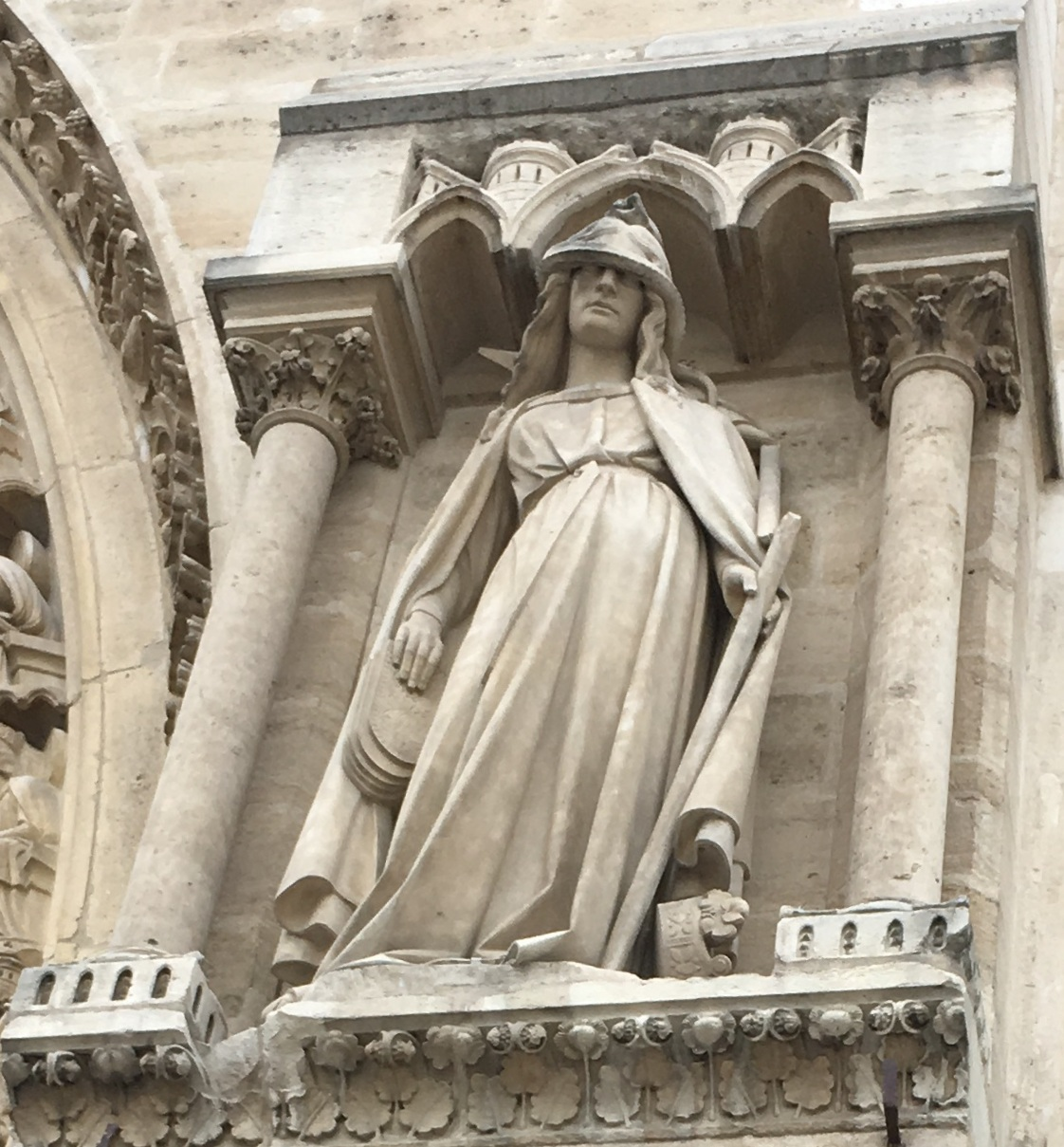
La "Sinagoga accecata" all'esterno della Cattedrale di Notre-Dame

## Espulsioni e ritorni

### Espulsione e richiamo 1182-1198
Verso la fine del XII secolo iniziò lo sviluppo intensivo dell'attività economica e Parigi godette di un'ampia espansione attraverso cui parteciparono anche gli ebrei. Ma la popolazione cristiana presto divenne gelosa e invidiosa di loro tanto che Filippo II di Francia raccolse le voci di queste denunce; egli vide in loro i nemici della fede nonché dei pericolosi concorrenti per la nuova borghesia mercantile. Il 10 marzo del 1182 un decreto del sovrano depredò gli ebrei di tutti i loro beni e li costrinse ad abbandonare il regno.

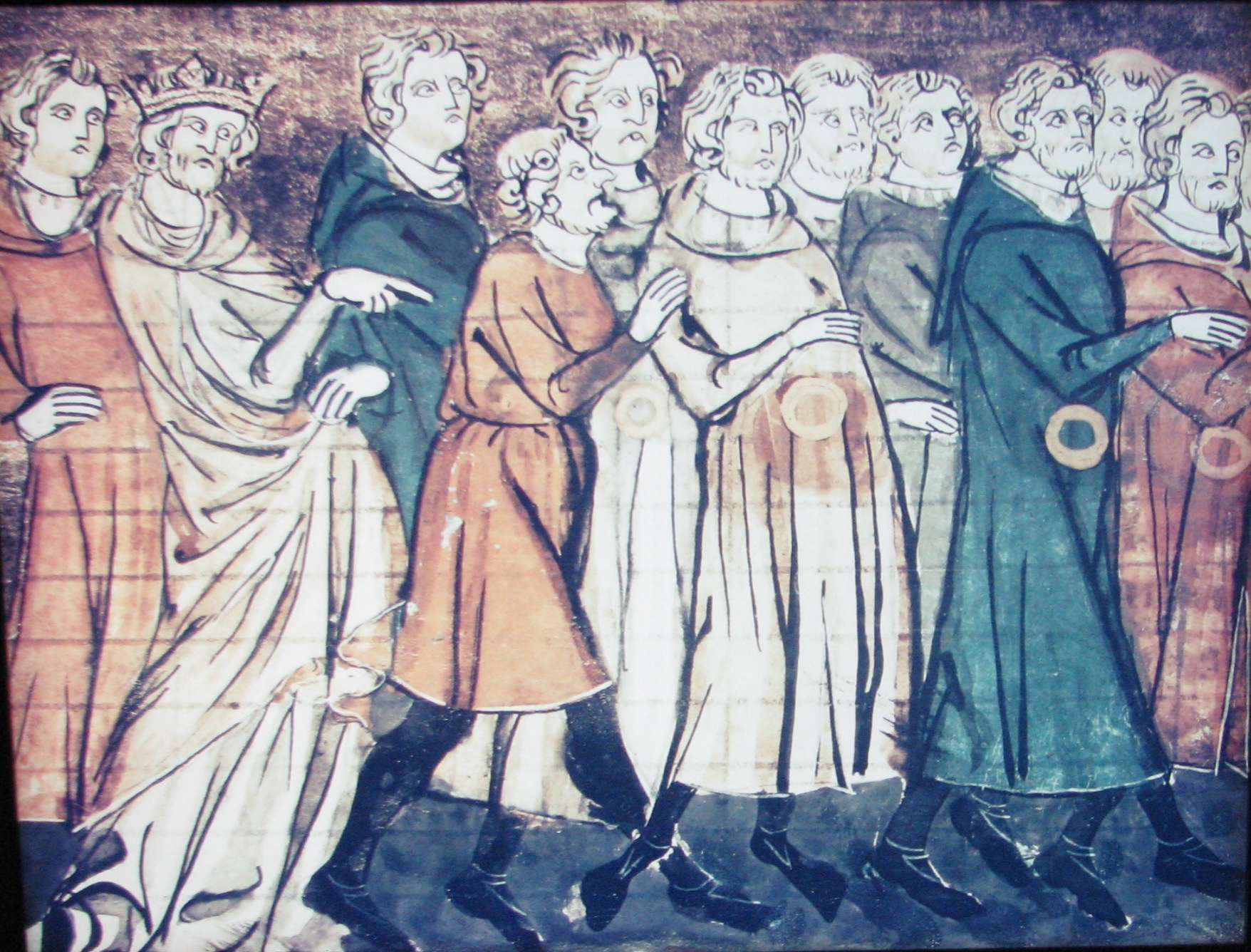
L'espulsione degli ebrei nel 1182. Miniatura tratta dalle Grandes Chroniques de France.

Le sinagoghe si trasformarono in chiese, le proprietà degli ebrei vennero ridistribuite alla nobiltà o alle corporazioni. Il re inaugurò così un modello di espulsione-spoliazione il quale si ripeterà tale a quale ancora molte volte nel corso della storia. Gli ebrei migrarono il più vicino possibile, al di fuori del dominio reale, nella Champagne o in Borgogna, ma anche più a sud verso la Provenza; questa prima espulsione insegnò alla comunità di non investire in immobili bensì in gioielli e contanti, sempre negoziabili e facilmente trasportabili.
Nel 1198 il sovrano richiamò gli ebrei. Non assunse una tale decisione per un senso tardivo di compassione, ma con un intento d'interesse ben preciso in quanto gli ebrei - per la loro professione di finanziatori - contribuivano sostanzialmente alla crescita economica dell'intero paese; inoltre venne fatta applicare una tassa speciale per ciascuna delle loro transazioni.
Questo ritorno nel regno si accompagnò ad un reciproco accordo di estradizione stipulato con Tebaldo III di Champagne; infine il re fece degli ebrei i "Servi della Corona" (vedi servitù della gleba), privandoli in tal modo dell'eventuale protezione concessa loro dalla Chiesa. Da questo momento in poi rimasero completamente soggetti all'arbitrarietà regale e dei suoi vassalli.

Le varie espulsioni e migrazioni ebraiche nel continente europeo tra il 1100 e il 1600

La pratica dei "trattati reciproci di estradizione" si diffuse in tutta la Francia dopo il 1198. I signori che intendevano imporre una tassa pesante (caption, letteralmente "cattura") sugli ebrei che vivevano all'interno della propria giurisdizione (dominium) firmarono accordi con i loro vicini; l'entrata degli ebrei nei suoi domini veniva proibita reciprocamente, così da "trattenerli" nei luoghi di tassazione. Ciò sorse in risposta alla comune migrazione ebraica - di fronte a una caption - in un diverso dominium; spesso acquisirono il diritto di risolvere indebitamente il problema con "donazioni" al loro nuovo signore. Nel maggio del 1210 la corona negoziò tutta una serie di trattati con i vicini dei "domini reali" e "catturò" i suoi ebrei con un cospicuo prelievo fiscale.
Dal 1223 in poi, tuttavia, i duchi e conti di Champagne si rifiutarono di firmare tali trattati ed inoltre anche di affermare il diritto asserito dalla corona di forzare le politiche di non estradizione sui suoi baroni. Tali trattati sono diventati obsoleti dopo l'ordinanza di Luigi IX di Francia (1230), quando divenne illegale la migrazione ebraica interna tra le diverse Signorie. Questa ordinanza - il primo capitolo della legislazione pubblica in Francia sin dai tempi Carolingi - dichiarò anche alto tradimento il rifiutare la non-conservazione.
All'inizio del XIII secolo tuttavia l'istituzione ecclesiastica si fece più dura e diffidente nei confronti degli ebrei del re tanto che nel 1205 Papa Innocenzo III protestò ufficialmente contro la protezione che il sovrano aveva loro dato; il papa fu anche dell'opinione di far annullare i debiti verso gli ebrei ai signori reali che accettavano di battersi sotto l'insegna della croce. Il re però non accettò la proposta.

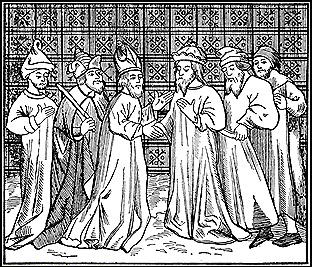
Un raduno di rabbini ebrei (XIII secolo)

### Sorte degli ebrei di Linguadoca
Alla fine del XII secolo gli ebrei di Linguadoca e della Contea di Tolosa conobbero una brillante vita intellettuale e sperimentarono una situazione di pace generale.
Il legato del papa, che lanciò la Crociata albigese, non solo rimproverò il conte Raimondo VI di Tolosa di consentire al catarismo di svilupparsi, ma anche di favorire esplicitamente gli ebrei. Questi non furono massacrati come i Catari dopo essere stati sconfitti, ma la contea tolosana passò di mano dopo la morte di Raimondo VII di Tolosa (1249), divenendo possedimento di Alfonso di Poitiers, fratello di "San Luigi" (Luigi IX di Francia).
Da allora gli ebrei soffrirono di un'arbitrarietà simile a quella che governava sopra di loro nel regno di Francia; imposizioni forzate e minacce di espulsione con l'obbligo d'indossare una rotella identificativa da portare sopra gli abiti. Molti ebrei allora migrarono in direzione della Provenza, sottomessa al casato Angiò.

### 1223-70
Con Luigi VIII di Francia (1223-26) e in particolar modo con Luigi IX di Francia (1226-70) lo status socio-politico ebraico venne caratterizzato sempre più dalla crescente influenza dello Stato della Chiesa, senza dimenticare l'interesse della "Corona". Luigi VIII in un'ordinanza del 1223 proibì gli interessi sui prestiti concessi dagli ebrei e chiese ai vassalli di raccogliere entro tre anni il rimborso del capitale a nome degli ebrei.
Luigi IX "il Santo" continuò questa stessa politica combinando l'ostilità verso il prestito su interesse all'ebraismo in generale. Da par suo poi condannò senza riserve i prestiti su interesse e rimase meno sensibile alle considerazioni fiscali addotte dal nonno Filippo II di Francia. Nel dicembre del 1230 egli obbligò diversi signori a vietare agli ebrei di concedere prestiti; ma allo stesso tempo fu fatto ripubblicare l'ordine del 1223 che proibiva i prestiti a tasso d'interesse, dimostrandone in tal modo la non applicazione.
Nel 1234 il sovrano liberò i propri sottoposti da 1/3 dei loro debiti nei confronti degli ebrei; ordinò poi che tale somma venisse restituita a coloro che già l'avevano rimborsata; proibisce infine l'imprigionamento dei cristiani o la vendita dei loro immobili al fine di rimborsare i debiti dovuti agli ebrei.

#### Processo al Talmud
Alcuni ebrei convertiti al cristianesimo cominciarono a diffondere l'idea che i testi ebraici oltraggiassero il "Signore" Gesù Cristo. Uno di loro, un certo Nicolàs Donin nativo di La Rochelle, aveva studiato con Yechiel di Parigi prima di divenire abate; riuscì ad ottenere da Papa Gregorio IX nel 1239 una bolla pontificia di condanna del Talmud.
Ne scaturì un vero e proprio processo che condusse alla dichiarazione finale: "il Talmud è un libro infame!" Furono pertanto solennemente bruciati a Place de l'Hôtel-de-Ville 12.000 manoscritti talmudici e altri libri ebraici alla presenza del capo-funzionario dei commercianti parigini e del clero tutto. Molte altre controversie avvennero durante il regno di "San Luigi", ogni qual volta a rischio e pericolo degli ebrei.

#### Crociata dei pastori
Sotto l'influenza di un monaco e con il sostegno della madre del re, Bianca di Castiglia, migliaia di pastori e montanari presero le armi in pugno — come fossero dei novelli crociati — con l'intento precipuo di andare a liberare "San Luigi", caduto prigioniero durante la Settima crociata (1248-1254); questa spedizione popolare fallì dopo essersi scontrata con il clero, ma non prima di essere riuscita a massacrare gli ebrei di Bourges.

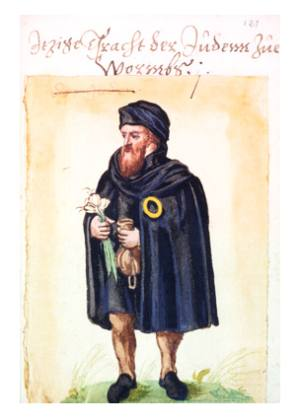
Un ebreo di Worms con la rotella identificativa di colore giallo apposta sopra l'abito, dello stesso tipo di quella in uso anche in territorio francese (XVI secolo).

#### Imposizione della rotella
Nel 1269 "San Luigi" impose agli ebrei d'indossare una rotella di riconoscimento, così come venne stabilito dal Concilio Lateranense IV già nel 1215. La rotella fu un pezzo di panno rotondo di colore giallo, raffigurante i celeberrimi "30 denari" del tradimento di Giuda Iscariota; gli ebrei dovettero apporla sui propri vestiti.
Per Jacques Le Goff nella sua opera Saint Louis: "queste concezioni e questa pratica, questa politica di feroce antigiudaismo, hanno creato la base del più tardo antisemitismo. San Luigi è una pietra miliare sulla strada verso l'antisemitismo cristiano, occidentale e francese".

### 1270-1285
L'avvento di Filippo III di Francia non mutò considerevolmente il destino degli ebrei del regno di Francia. Essi rimasero soggetti ad un numero considerevole di discriminazioni, rafforzate di volta in volta da diverse ordinanze.
Due eventi importanti si verificarono a livello politico; alla morte dello zio Alfonso di Poitiers avvenuta nel 1271 le sue terre tornarono sotto il controllo diretto del re. Gli ebrei di Tolosa e Aquitania condivisero quindi completamente il destino dei loro correligionari già presenti nel regno. D'altra parte nel 1274 Filippo cedette il Contado Venassino allo Stato della Chiesa, il cui governo permise agli ebrei di rimanere nel territorio di Avignone fino allo scoppio della rivoluzione francese: furono denominati gli "Ebrei del papa".
Sotto Filippo III gli ebrei cominciarono a subire l'Inquisizione, introdotta inizialmente in Francia per combattere gli Albigesi. Infatti nel 1267 Papa Clemente IV nella sua bolla pontificia intitolata Turbato Corde decretò che gli ebrei convertiti al cristianesimo e poi tornati all'ebraismo dovessero essere sottoposti all'autorità degli inquisitori. Nel 1278 gli ebrei tolosani seppellirono un cristiano convertito all'ebraismo nel loro cimitero; per questo atto percepito come proselitismo il loro rabbino Isaac Malès venne condannato dal tribunali inquisitoriale alla morte sul rogo.

### 1285-1314: persecuzioni, spoliazione ed espulsione
Filippo IV di Francia "il Bello" fu il sovrano più duro verso gli ebrei che ci fosse mai stato, tanto che non ve ne furono mai molti sotto le sue dirette dipendenze durante il suo regno. Inoltre la moglie Giovanna I di Navarra era contessa della Champagne, territorio ove si era già stabilita una ricca comunità ebraica e protetta fin dai tempi dei Duchi e conti di Champagne. Già nel 1288 13 ebrei vennero condannati dall'Inquisizione alla morte sul rogo a Troyes per un presunto caso di omicidio; due anni dopo si verificò il cosiddetto "miracolo di Billettes", un caso di accusa di profanazione delle ostie attribuita a un ebreo.
Prima della sua ascesa al trono Filippo si compromise notevolmente facendo affari con gli ebrei. Quando la moglie prese possesso della Champagne nel 1284 egli riuscì ad ottenere dagli ebrei un pagamento per poter confermare il loro diritto di residenza all'interno della provincia. Nel corso degli anni successivi li protesse contro la Chiesa per conservarsi una fonte sempre disponibile di reddito.
Il censimento degli ebrei parigini (1.500 su 150.000 abitanti) consente di stimare che sotto Filippo gli ebrei rappresentavano l'1% dell'intera popolazione il cui dato però diminuì in maniera costante fino all'esilio permanente proclamato nel 1394. Lo storico Gérard Nahon stima che la popolazione ebraica francese del tempo ammontasse a 100.000 anime, concentrata soprattutto nell'Île-de-France, nella Champagne, in Normandia, nei Paesi della Loira e nella Linguadoca meridionale.
Nel 1292 venne stabilita una nuova imposta per gli ebrei e di cui il re ne riscosse interamente i proventi; tre anni dopo furono arrestati e tenuti prigionieri, avendo otto giorni di tempo per poter essere riscattati, altrimenti sarebbero stati venduti a beneficio del "Tesoro reale". Ulteriori imposte vennero ancora riscosse nel 1299 e nel 1303.
Ma nel 1306 le casse reali risultarono essere nuovamente irrimediabilmente vuote; il re prese quindi la decisione di far "uccidere la gallina dalle uova d'oro", per utilizzare l'espressione della Jewish Encyclopedia. Fece arrestare gli ebrei, il che voleva significare l'esilio e il sequestro delle proprietà, inclusi i loro crediti, senza neanche rendere il servizio ai suoi vassalli di liberarli dai debiti contratti. Il numero totale degli ebrei esiliati è stato stimato in 100.000.
Il poeta Goffredo di Parigi deplorò quest'atto nella sua cronaca in rima e si rammaricò del fatto che i creditori ebrei fossero molto più buoni degli stessi cristiani in tali faccende. L'esilio venne realizzato in condizioni assai difficili; il cronista Giovanni di San Vittore annotò che gli ebrei dovettero pagare per essere in grado di lasciare il regno e che molti di loro morirono in mezzo alla strada a causa dell'esaurimento e della sofferenza.
Il regno nel frattempo era cresciuto rispetto alla prima espulsione comminata da Filippo II di Francia nel 1182; questa volta gli ebrei dovettero rifugiarsi nei paesi circostanti, in Alsazia, nella Contea di Savoia e in Provenza, ma alcuni giunsero fino alla penisola italiana, nei territori tedeschi e nella penisola iberica. Ai giorni nostri esistono famiglie "Tsarfati" (che significa "francese" nella lingua ebraica), "Narboni", "Bedersi" (da Béziers) ecc. Ciò secondo la diffusa abitudine di nominare le persone dal nome della città o del paese da cui traevano le proprie origini.
Anche se gli ebrei furono richiamati nel 1315 quest'espulsione segnò la fine dell'ebraismo francese nel Medioevo. Proprio come la revoca dell'Editto di Nantes che condannò gli Ugonotti all'esilio nel 1685, questa decisione fu secondo lo storico Siméon Luce (1833–1892) un completo disastro per la vitalità economica francese: "colpendo gli ebrei Filippo il Bello, allo stesso tempo, prosciugò una delle fonti più feconde della prosperità finanziaria, commerciale e industriale del suo regno".

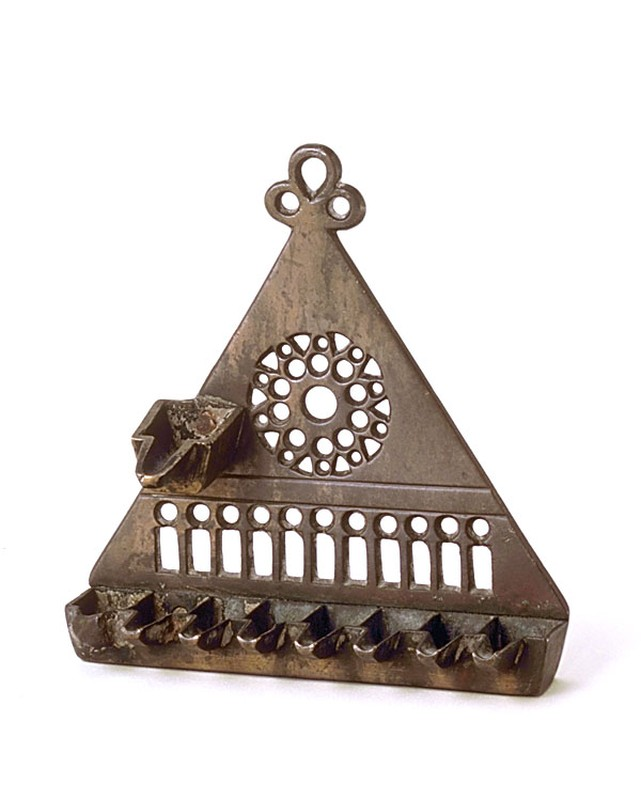
Una Chanukkiyah (lampada) per Chanukkah datata a prima del 1394

### Dal richiamo del 1315 all'espulsione definitiva del 1394

#### Richiamo del 1315
Costituisce un fatto eccezionale che il richiamo del 1315 avvenne in special modo sotto la pressione del "clamore del popolo", questo almeno secondo i termini dell'ordinanza. Fu così che Luigi X di Francia li richiamò, anche se solo per 12 anni, con molta probabilità per avere la facoltà di derubarli nuovamente come aveva già fatto suo padre prima di lui. Ma in queste condizioni è probabile che ben pochi ebrei volessero ritentare la fortuna all'interno dei confini reali. Questo richiamo risultò un'operazione tanto più vantaggiosa per il re quanto negativa per gli ebrei i quali vennero pesantemente tassati secondo i loro redditi precedenti al 1306: ciò portò nelle casse reali 122.500 livre.

#### Seconda crociata dei pastori e espulsione del 1323
Non dobbiamo attendere i 12 anni concessi da Luigi X per vedere gli ebrei nuovamente colpiti. Nel 1320 la seconda spedizione della Crociata dei pastori provocò, lungo il suo percorso, una serie di massacri di ebrei nel Sud-Ovest della Francia.

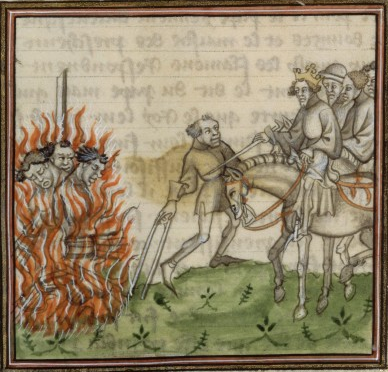
Morte sul rogo per lebbrosi e ebrei (XIV secolo)

La conseguenza di tale rivolta fu paradossale, ma spesso la si rinviene nella storia dell'antisemitismo; il potere incolpò gli ebrei di aver prodotto problemi di ordine sociale solamente con la loro presenza. Secondo tale logica avrebbero dovuto essere gli ebrei a dover essere puniti e pertanto vennero per l'ennesima volta espulsi in virtù di un'ordinanza del 24 giugno del 1322, ma fatta eseguire l'anno successivo. Il pretesto venne dato a seguito dell'accusa di avvelenamento dei pozzi: gli ebrei avrebbero gettato un malato di lebbra dentro un pozzo, infettando così l'acqua potabile. · 

#### Persecuzioni in Alsazia: massacro di San Valentino
Le comunità ebraiche si moltiplicarono in Alsazia all'inizio del 1300, con tutta probabilità a causa dell'espulsione dal regno di Francia. Ma già nel 1336 un movimento insurrezionale minacciò pesantemente gli ebrei i quali dovettero cercare rifugio a Colmar nel 1337, sotto la protezione delle autorità imperiali ed episcopali.
L'epoca più terribile fu quella della "Peste nera" quando la peste infestò l'intero continente europeo tra il 1347 e il 1349. I n Alsazia e altrove gli ebrei vennero nuovamente sottoposti all'accusa di avvelenamento dei pozzi. A Strasburgo nel febbraio del 1349 gli ebrei vennero condannati alla morte sul rogo (vedi pogrom di Strasburgo) e, contemporaneamente, anche quelli di Colmar furono bruciati vivi nel sito che prese poi il nome di Judenloch (la "fossa degli ebrei").
Anche dopo i disordini gli ebrei sopravvissuti, che avevano trovato scampo nelle campagne circostanti, poterono ritornare per qualche tempo in città. Questi eventi segnarono la trasformazione dell'ebraismo alsaziano il quale divenne eminentemente rurale per i successivi quattro secoli.

#### Richiamo del 1360
Nel 1356 Giovanni II di Francia cadde prigioniero degli inglesi a seguito della battaglia di Poitiers; venne chiesto un riscatto di 3 milioni di corone per liberarlo. L'erede Carlo V di Francia, desideroso di rimpinguare le finanze reali, ebbe l'idea di rinegoziare il ritorno degli ebrei per vent'anni e con la promessa di lievi imposte: una tassa d'iscrizione di quattordici fiorini per capofamiglia e di un fiorino per ognuno dei suoi membri, più sette fiorini all'anno per il combustibile di riscaldamento (la legna) e un fiorino ulteriore per ogni membro della famiglia.
Le condizioni negoziate dal delfino non furono troppo sfavorevoli ma Giovanni II, che rimaneva più ostile del figlio nei confronti degli ebrei, ripristinò l'obbligo di indossare la rotella di riconoscimento. Pare in ogni caso che ben pochi ebrei fossero ansiosi di tornare.

#### Espulsione finale del 1394: bilancio di più di un millennio di presenza ebraica in Francia
Carlo V "il Saggio" protesse gli ebrei per tutto il periodo del proprio regno e prolungò il loro diritto di residenza. Il suo successore, dal 1380, Carlo VI di Francia ("il Folle") fu invece molto più influenzabile. Sotto il pretesto del ritorno all'ebraismo di un ebreo precedentemente convertito il sovrano firmò il 17 settembre del 1394 un decreto che vietava agli ebrei di rimanere nel regno; permise semplicemente loro di realizzare i propri crediti e di vendere le proprietà, proteggendoli poi nel viaggio verso i confini durante l'inverno del 1395.
La comunità ebraica francese viene stimata ai tempi di Luigi IX di Francia da 50 a 100.000 persone distribuite in tutto il territorio. Secondo lo storico Gérard Nahon, anche se esistette ancora un certo habitat rurale ebraico vi era per lo più una chiara tendenza in direzione dell'urbanizzazione, con le abitazioni ebraiche che spesso corrispondevano alla vicinanza di una sede amministrativa municipale.
Secondo il monaco Michel Pintoin (1350-1421) della Basilica di Saint-Denis il re firmò questo decreto a seguito delle pressanti insistenze in merito ricevute da parte della regina Isabella di Baviera ("Chron. de Charles VI." ii. 119).

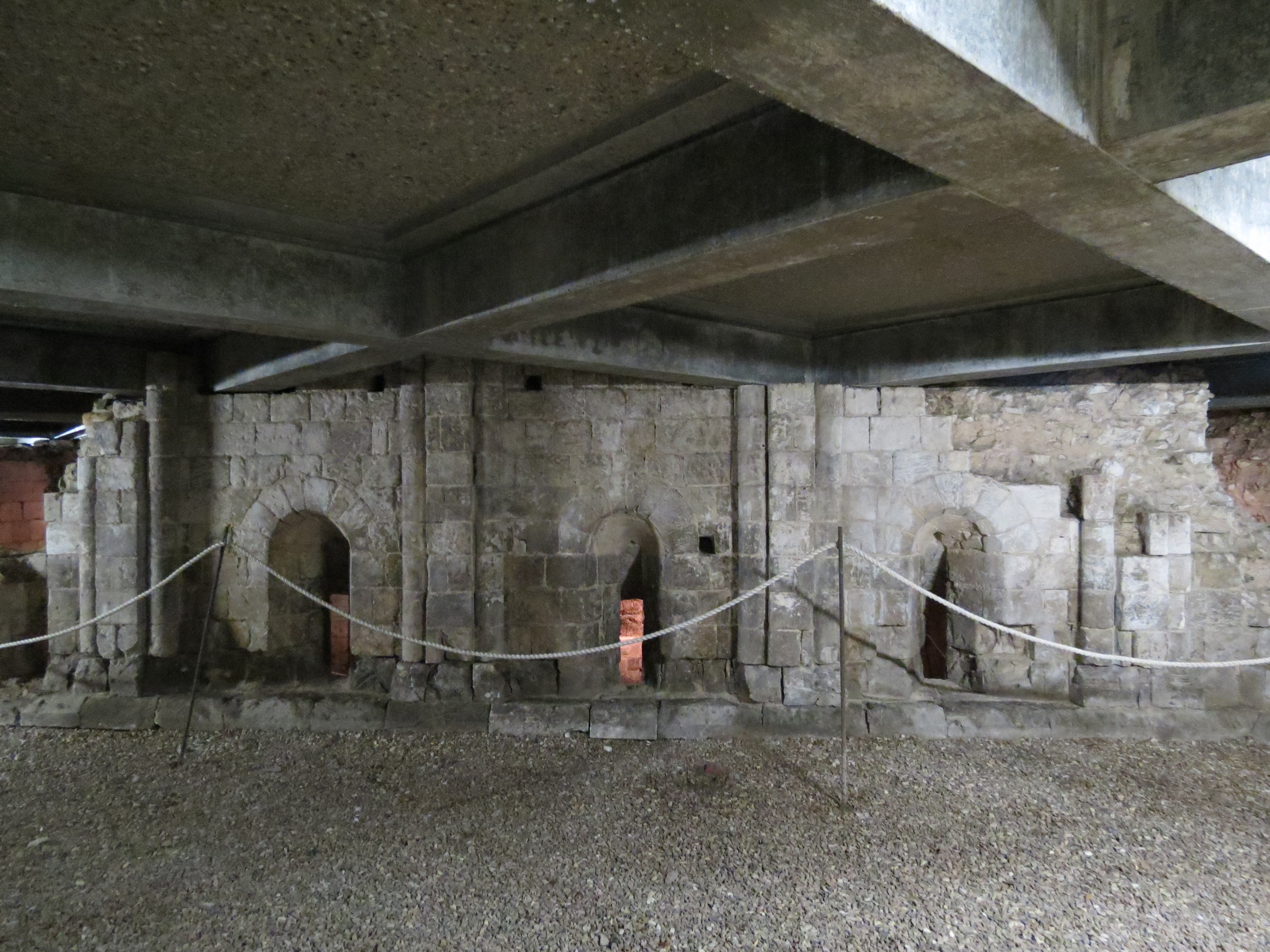
I resti perimetrali esterni della "Maison sublime"

Rimangono a tutt'oggi ben poche prove materiali sui XIV secoli di presenza ebraica in Francia fino al 1394; un edificio (denominato "Maison sublime") seppellito sotto il palazzo di corte di Rouen; una casa che aveva anche la funzione di sinagoga del XIII secolo a Rouffach; un luogo per il Mikveh dello stesso periodo a Strasburgo (nel Quartiere ebraico) e un altro a Montpellier; infine lapidi ebraiche visibili soprattutto al museo "Hôtel de Cluny" a Parigi.
L'archeologo ed esperto in storia dell'arte Camille Enlart poteva scrivere nel 1929: "molte sinagoghe esistevano in Francia nel Medioevo. Erano più o meno importanti secondo il numero e la fortuna delle varie comunità presenti. Durante le ripetute persecuzioni improntate dall'antigiudaismo più acceso tutte le sinagoghe furono distrutte e i cimiteri vicini vennero profanati".
Ma in più di 400 cittadine e villaggi francesi esistono un vicolo, una via o un intero quartiere ebraici i quali rammentano sia l'attuazione della presenza rurale che la sua scomparsa nel corso del XIV secolo, con l'eccezione della storia degli ebrei in Alsazia e degli "Ebrei del papa". La mappa di queste "strade degli ebrei" fornisce una panoramica sull'insediamento ebraico medioevale; identifica le comunità alsaziane e provenzali e un capillare numero di fondazioni in tutto il settentrione francese, in particolare nella Champagne e in Normandia fino alla Bretagna superiore.
Sul piano spirituale l'eredità risulta essere incommensurabile, innanzitutto grazie a Rashi, i cui commenti sulla Torah e sul Talmud - così come quelli dei Tosafisti a lui succeduti - sono ancora attualmente oggetto di numerosi commenti. Per quanto riguarda la scienza profana essa ha beneficiato notevolmente dell'opera dei medici ebrei stabiliti a Montpellier o a Lunel e grazie alla famiglia Ibn Tibbon la quale ha tradotto i trattati antichi o arabi sulla medicina. La lingua francese stessa è stata arricchita dalla presenza ebraica.

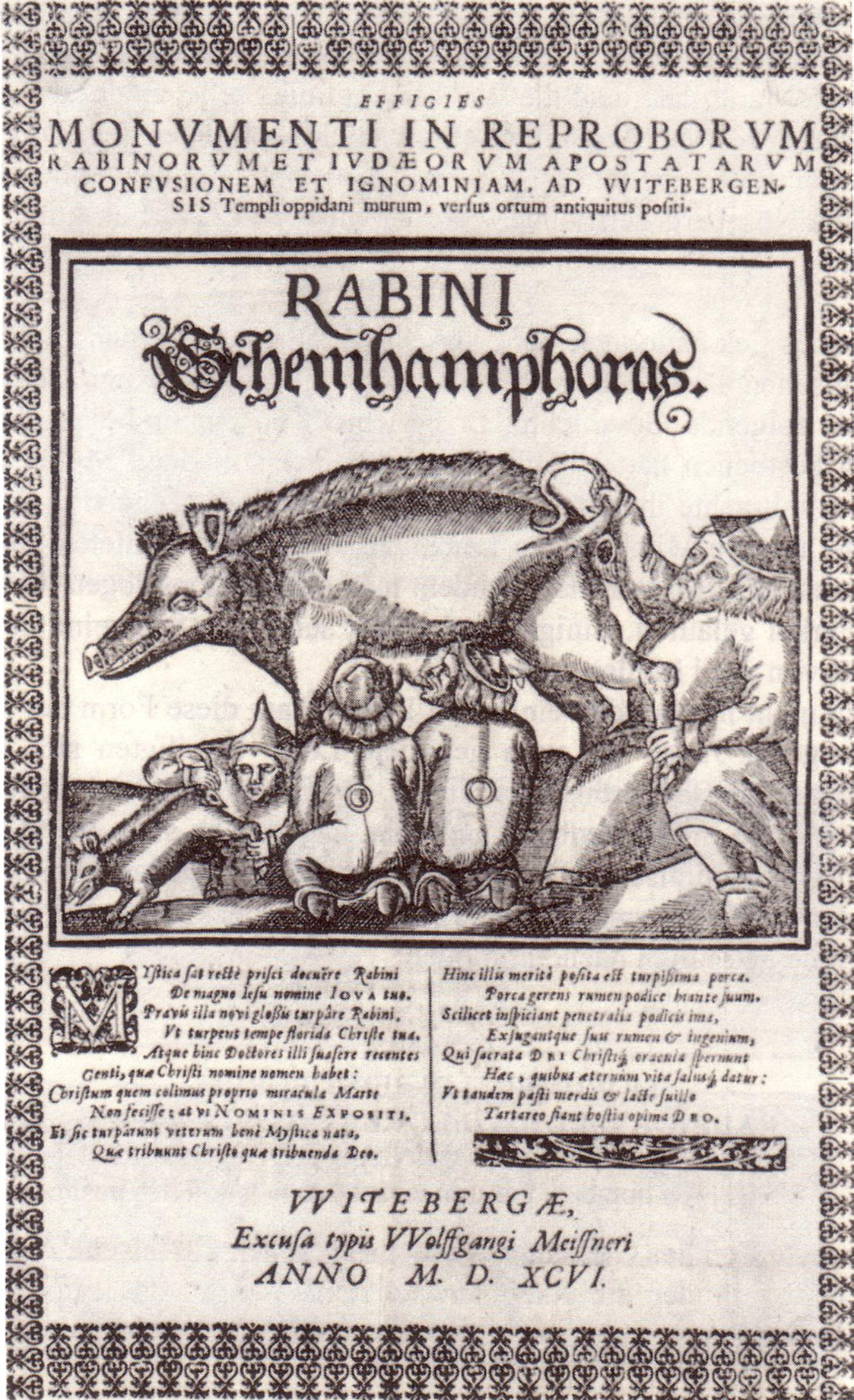
Un libello arricchito con lo Judensau Wittenberg, 1596.

Gli ultimi secoli del Basso Medioevo hanno anche lasciato in eredità alcuni dei temi propagandistici dell'antisemitismo cristiano i quali sono stati successivamente sempre più presi in considerazione, come l'accusa di profanazione delle ostie, l'accusa del sangue, l'accusa di avvelenamento dei pozzi e l'usura.
Una chiara rappresentazione di questo odio è ancora visibile sulla Cattedrale di Strasburgo attraverso la statua della "perfida sinagoga bendata" o nella Collegiata di San Martino a Colmar con lo Judensau (una caricatura che mostra una scrofa mentre allatta i suoi maialini assieme agli ebrei). Sarà solamente con papa Giovanni XXIII e il Concilio Vaticano II prima (1962-65) e con papa Giovanni Paolo II poi che si mise finalmente la parola fine a ciò che lo storico Jules Isaac definisce "l'insegnamento del disprezzo".

#### Vita sociale ebraica medioevale
Fino al XIII secolo gli ebrei risultarono essere, nonostante tutto, assai ben integrati nel tessuto sociale francese. I loro abiti non furono costretti a portare alcun segno distintivo tranne che in Alsazia ove portavano papillote arrotolati in cui si avvolgevano i capelli e cappelli a punta. Il loro linguaggio fu quello della popolazione circostante, come testimoniano alcune traduzioni conosciute di testi liturgici; ma i loro nomi rimasero essenzialmente biblici, mentre quest'uso scomparve gradualmente tra i cristiani. Con l'inizio delle espulsioni dai loro luoghi di residenza a partire dal XII secolo gli ebrei hanno cominciato ad aggiungere sempre la città d'origine al proprio cognome.
In territorio francese si abituarono molto presto a riunirsi in quartieri specifici (Juiverie, il quartiere ebraico), il che facilitò la loro vita religiosa attiva, l'educazione dei figli e il rispetto per il Casherut con il rituale di macellazione. Già nel IX secolo un quartiere di questo tipo esistette a Vienne; ma alcuni secoli dopo — da una scelta libera qual era stata fino ad allora — divenne un obbligo e nel 1294 gli ebrei parigini dovettero stabilirsi esclusivamente entro il perimetro di 4 strade.
Ebbero svariate sinagoghe, spesso più d'una per città, come testimoniato dalle aste pubbliche di vendita di locali a seguito dell'espulsione del 1306. Le scuole elementari avrebbero potuto essere gratuite, come dimostrato dagli atti notarili del 1407 ad Arles; per quanto riguarda le scuole ebraiche l'autore Benjamin de Tudèle ne cita numerose presenti in tutto il Midi, a Narbona, Montpellier e Marsiglia, mentre nel contempo Rashi e i suoi seguaci crearono le "dinastie degli studiosi".

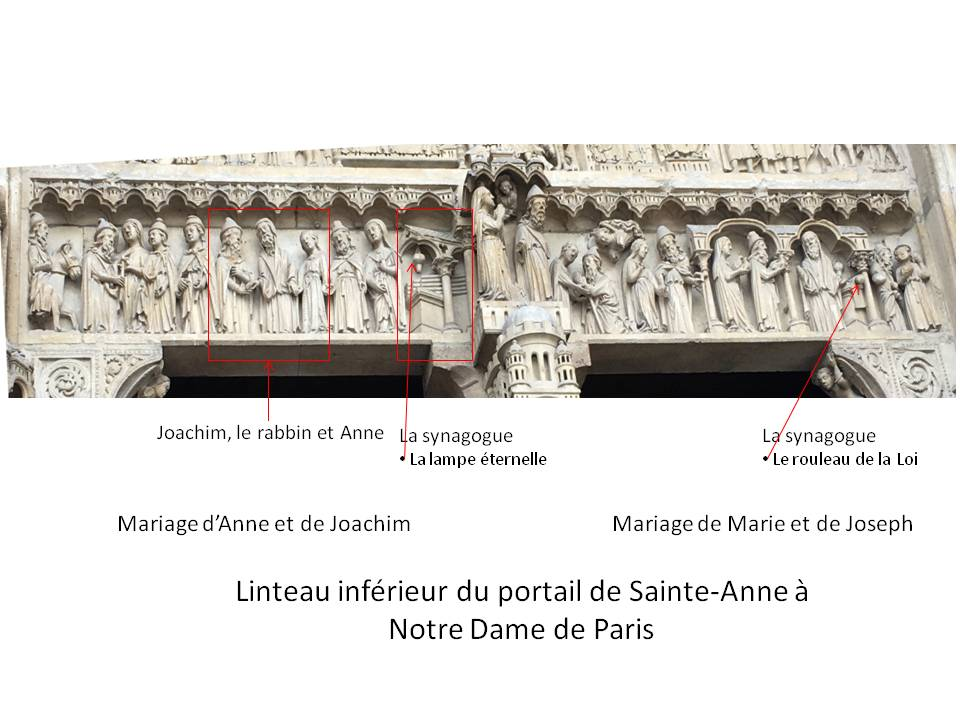
Lato inferiore del portale di Anna della Cattedrale di Notre-Dame

La parte orizzontale inferiore del portale dedicato a Anna nella Cattedrale di Notre-Dame a Parigi, che rappresenta i matrimoni di Anna e di sua figlia Maria, mostra gli ebrei e la sinagoga così come lo scultore li vede: indossano un cappello a punta, il rabbino porta sulle spalle il Talled, mentre la sinagoga viene rappresentata dalla sua lampada perennemente accesa, dai Sefer Torah (rotoli della legge) e da altri libri.

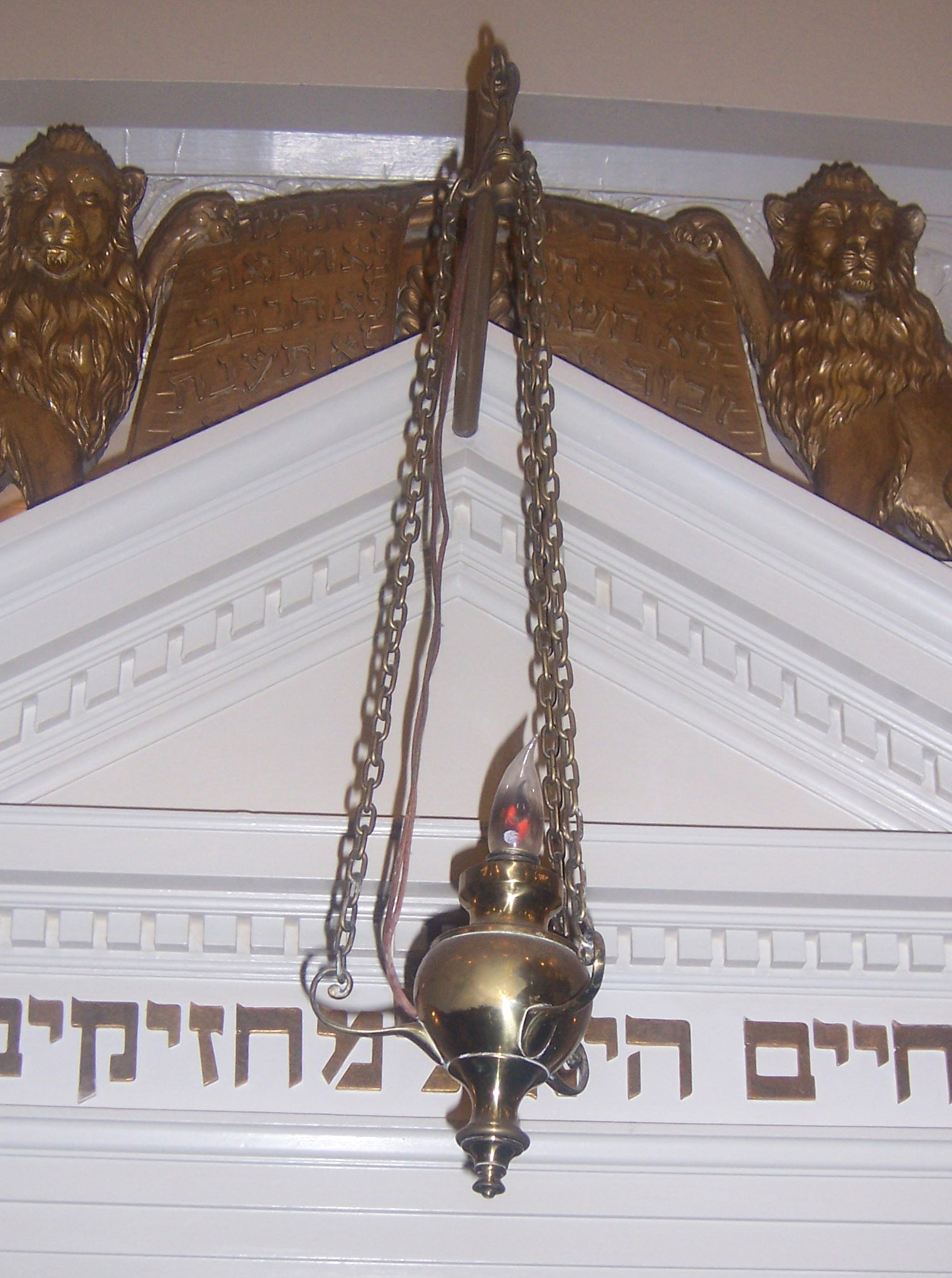
Una "lampada eterna" davanti all'Aron haQodesh

Al principio del Medioevo, come già accennato, gli ebrei non sembra avessero limitazioni nell'ambito della propria vita professionale e lo stesso Carlo Magno impiegò alcuni ebrei per le sue ambasciate. Fino al XII secolo molti di loro di diedero alla viticoltura; tuttavia, da quel momento in poi, le numerose restrizioni introdotte lasciarono disponibili ben poche attività, tra cui il commercio, il credito e la medicina.

#### Credito e commercio
A seguito del quasi monopolio del commercio internazionale tenuto nelle mani dei Radaniti il credito divenne, nel Basso Medioevo, una delle attività ebraiche più ordinarie in quanto i prestiti a tasso d'interesse risultarono indispensabili per qualsiasi impresa; almeno teoricamente questo rimaneva vietato ai cristiani. I mutuatari furono sia ricchi che umili. Dal XIII secolo il prestito divenne una delle attività più importanti dell'ordine francescano di nuova fondazione; ciò liberò la strada ai massacri degli ebrei sia nella penisola italiana che nei territori tedeschi. Questo almeno secondo quanto ne dice il giornalista e polemista Bernard Lazare.
Dopo Filippo II di Francia il prestito di denaro venne rigorosamente regolamentato dalla legge; si poterono fissare tassi fino al 46%. Tuttavia questa rimase spesso solamente una delle attività tra le altre per gli ebrei, come dimostrato dai libri contabili della famiglia Héliot di Vesoul; all'inizio del XIV secolo questa famiglia fa piccoli crediti ai poveri, mentre ai ricchi anche fino a diverse centinaia di livre. Ma la sua fortuna derivò principalmente dal commercio all'ingrosso o dalla vendita al dettaglio di vari prodotti e tessuti: gli Héliot furono anche associati ai cristiani per il trasporto di beni o vino dai loro vitigni.

#### Medicina
Anche se gli ebrei non parteciparono alla fondazione della facoltà medica a Montpellier, come alcuni avevano invece affermato, vi furono numerosi medici ebrei, specialmente nel Midi. Abbiamo già veduto il contributo dato dagli Ibn Tibbon alla conoscenza dei medicinali arabi e antichi. A Parigi nel 1292 esistettero 4 medici ebrei su un totale di 37; anche a Manosque ce n'erano 4. Questi medici si occuparono sia di ebrei che di cristiani. Il concilio avignonese del 1337 limitò la pratica medica per gli ebrei imponendo emolumenti di ben due volte inferiori ai medici ebrei rispetto a quelli dovuti ai cristiani.

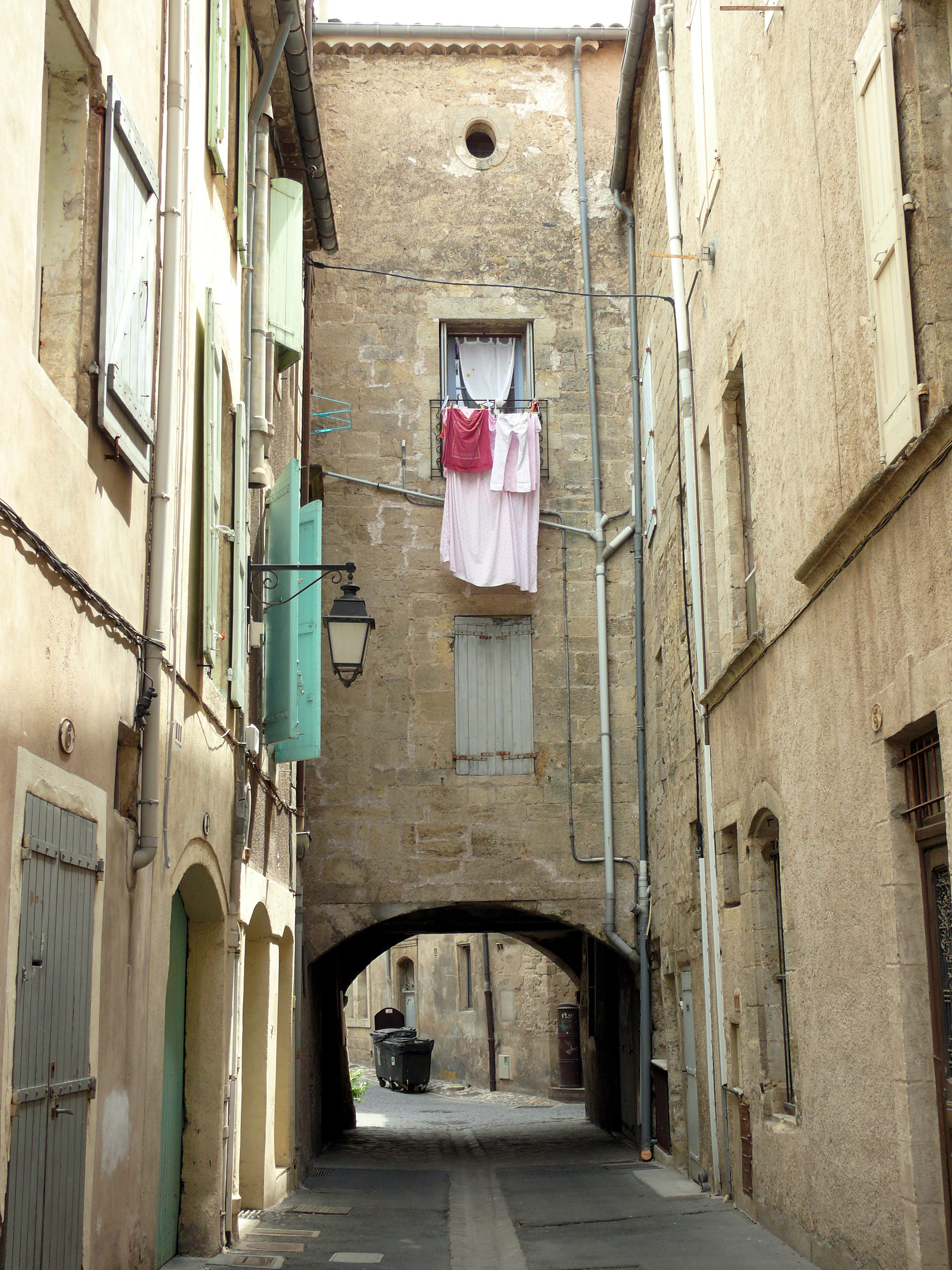
L'ingresso del ghetto a Pézenas

## Dal 1394 al 1789
Dopo il 1394 il regno di Francia non poté più contare sugli ebrei, ma l'editto di espulsione risparmiò quelli della regione del Delfinato recentemente annesso. Al di fuori dei confini reali le comunità ebraiche però rimasero presenti: in Alsazia, nel Ducato di Lorena, nel Ducato di Savoia, in Provenza e nel Contado Venassino. La "Contea Franca" di Besançon divenne temporaneamente un rifugio per gli ebrei espulsi dal territorio reale. Queste comunità, soggette a differenti regimi giuridici, ebbero destini sostanzialmente separati durante i 4 secoli che precedettero l'avvio della rivoluzione francese.
Quando all'inizio del XVII secolo gli ebrei ricominciarono nuovamente a entrare in Francia parve rendersi necessario un nuovo decreto il quale, in data 23 aprile del 1615 e con l'imprimatur di Luigi XIII di Francia (detto "il Giusto"), impedì espressamente ai cristiani, sotto la pena di morte e la confisca dei beni, di proteggere gli ebrei o anche solo di conversare con loro.

### Partenza degli ebrei del Delfinato
Nel 1349 il trattato stipulato a Romans-sur-Isère, tramite cui il Delfinato venne riunificato alla Francia, stabilì espressamente che non avrebbero dovuto esservi cambiamenti nel governo degli ebrei; pertanto, come tali, essi non vennero espulsi nel 1394. La popolazione ebraica, limitata a poche decine di famiglie, lasciò gradualmente la provincia a causa della discriminazione - tra cui vi erano la pressione fiscale eccessiva e l'accusa del sangue - ciò nonostante le misure fatte adottare dal futuro Luigi XI di Francia per trattenerli.

### Persecuzione e migrazione degli ebrei di Savoia
Il Ducato di Savoia in questo periodo non faceva ancora parte del regno: verrà annessa solo alla metà inoltrata del XIX secolo. Nel corso del XV secolo le persecuzioni furono eminentemente scatenate dall'antigiudaismo - ossia furono prettamente di origine religiosa - e provenivano soprattutto dagli ebrei convertiti (i "nuovi cristiani") come l'esponente dell'inquisizione Ponce Feugerons.
Nel 1416 il duca Amedeo VIII di Savoia fece sequestrare tutti i libri ebraici con l'intento di farli esaminare dai censori cristiani. Il 18 luglio i libri di preghiera, le Tanakh e la letteratura scientifica (per lo più testi di fisica e fisiologia) vennero restituiti ai loro proprietari, mentre il restante patrimonio librario fu minuziosamente esaminato da due medici ebrei convertiti, Pierre de Mâon e Guillaume Saffon del monastero dell'ordine francescano annesso alla Cattedrale di Chambéry.
Molti ebrei subirono l'imprigionamento e la tortura; tra questi vi era anche il gran rabbino Yohanan Trèves, un rifugiato a seguito dell'espulsione del 1394 il quale sarà nominato nel 1426 guida di tutti gli ebrei del Sacro Romano Impero. Sotto tortura uno dei maestri della legge confermò il carattere ereticale e ingiurioso nei confronti della cristianità tutta del Talmud. L'inchiesta portò ad una condanna e i 17 gennaio del 1417 i libri ebraici furono dati alle fiamme e gli ebrei dovettero riacquistare dal duca il diritto di rimanere; coloro che vennero rilasciati dovettero impegnarsi a non studiare più i testi talmudici.
Nel corso degli anni 1460 gli ebrei continuarono ad essere perseguitati sotto diverse accuse: procurato aborto, accuse di omicidio, pratiche di magia e insulti contro il duca; furono condannati a multe elevate. A partire da questo momento nella storia savoiarda non si ritrova più alcuna traccia di ebrei ad eccezione di Chambéry dove una piccola comunità sarebbe esistita almeno fino al XVIII secolo.
A Nizza, appartenente al territorio savoiardo, esistette una comunità ebraica del tutto simile a quelle presenti nei vicini centri urbani della penisola italiana. A partire dal 1733 gli ebrei dovettero risiedere nel Ghetto (223 persone nel 1736); questo viene ricordato dalla "rue Benoît Bunico" (in dialetto nizzardo Carriera de la juderia). Bunico è il nome del membro del parlamento cittadino che nel 1848 fece abolire l'obbligo di residenza nel ghetto (già parzialmente messo in atto a seguito dell'occupazione della città da parte delle truppe francesi nel corso della Rivoluzione francese e del Primo Impero francese).

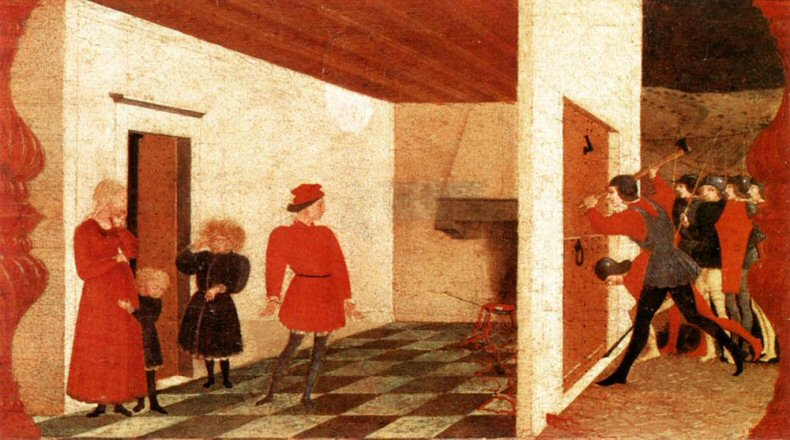
Pannello di Paolo Uccello che descrive l'accusa del sangue: gli ebrei sono stati traditi dalla scia sanguinolenta uscita dalla porta della loro abitazione (1467-69).

### Provenza
Sono state recentemente rinvenute prove archeologiche le quali attesterebbero una presenza ebraica in Provenza a partire da almeno il I secolo; le prime testimonianze documentali risalgono invece alla metà del V secolo e provengono da Arles. La presenza ebraica ha raggiunto un picco nel 1348, quando probabilmente era di circa 15.000 unità.
Nel 1481, per il gioco delle successioni, la regione cadde sotto il dominio regale. I privilegi degli ebrei provenzali furono confermati nel 1482. Tuttavia, a partire dal 1484, scoppiarono tumulti antiebraici, con saccheggi e violenze perpetrate da operai provenienti dall'esterno della regione assunti per la stagione del raccolto. In alcuni luoghi gli ebrei vennero protetti dai funzionari della città e furono dichiarati sotto la protezione regale. Nonostante ciò, prese il via un esodo volontario il quale si accelerò ulteriormente quando altri attacchi simili si ripeterono nel 1485: i disordini furono imputati agli stessi ebrei.
Secondo lo studioso Isidore Loeb, in un'edizione speciale della Revue des Études Juives (xiv. 162-183), circa 3.000 ebrei giunsero in territorio provenzale dopo che il Decreto di Alhambra promosso dai re cattolici di Spagna Isabella di Castiglia e Ferdinando II di Aragona portò all'espulsione tutti gli ebrei nel 1492.
Dal 1484 in poi una città dopo l'altra richiesero a gran voce l'espulsione, ma le domande vennero tutte ripetutamente respinte da Carlo VIII di Francia. Tuttavia Luigi XII di Francia in uno dei suoi primi atti come re nel 1498, emise un ordine generale di espulsione degli ebrei della Provenza. Anche se non applicato all'epoca l'ordine fu rinnovato nel 1500 e ancora una volta nel 1501. In quest'ultima occasione venne definitivamente implementato e l'ordine scattò il 31 luglio.
Gli ebrei provenzali ebbero la possibilità di trasformarsi in cristiani e un certo numero di loro scelse questa opzione, preferendo il battesimo all'ennesimo esilio. Tuttavia già nel 1512 - con l'intento di compensare almeno parzialmente la perdita dei ricavi causati dalla partenza degli ebrei - il re impose un balzello speciale, denominato "tassa dei neofiti", di 6.000 livre: colpì 122 famiglie in 16 diverse località.
Questi "nuovi cristiani", assieme ai loro discendenti, divennero presto gli oggetti della discriminazione sociale e delle calunnie, continuando ad esserlo per quasi tre secoli.
Durante la seconda metà del XVII secolo un certo numero di ebrei tentò di ristabilirsi in Provenza. Prima che la Rivoluzione francese ne abolisse l'entità amministrativa la prima comunità al di fuori del Sud-Ovest francese venne ricreata a Marsiglia.

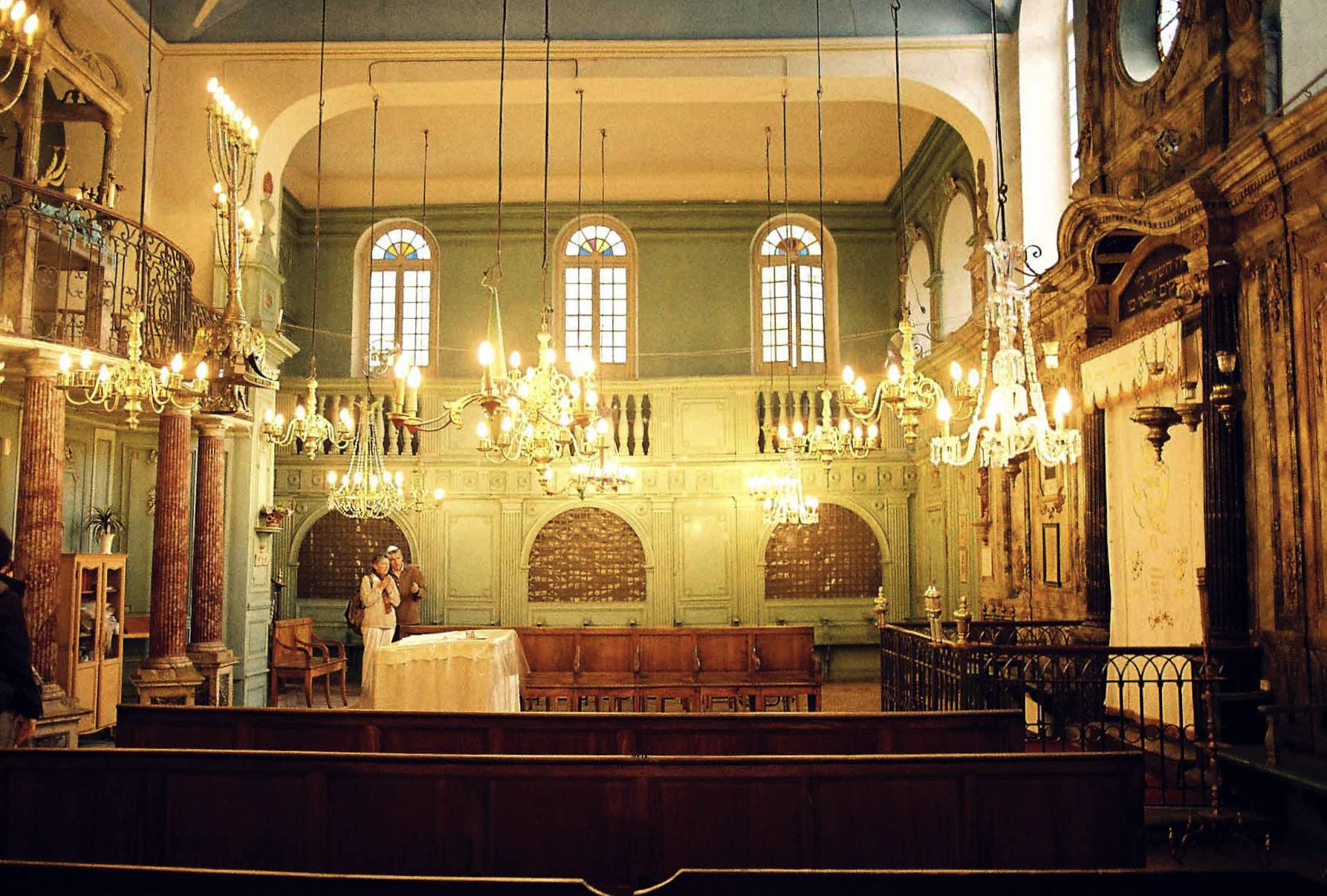
Interno della sinagoga di Carpentras (XVIII secolo), il più antico luogo di culto dell'ebraismo in attività ancora ai giorni nostri.

### Avignone e Contado Venassino
Avignone e il contado Venassino, sotto l'amministrazione dello Stato della Chiesa, risultò essere il rifugio più prossimo per i nuovi espulsi. Ma alla fine del XVI secolo essi vennero limitati tutti dentro i 4 quartieri a loro riservati ad Avignone, L'Isle-sur-la-Sorgue, Carpentras e Cavaillon, mentre vissero liberamente nel Principato di Orange fino al 1732.

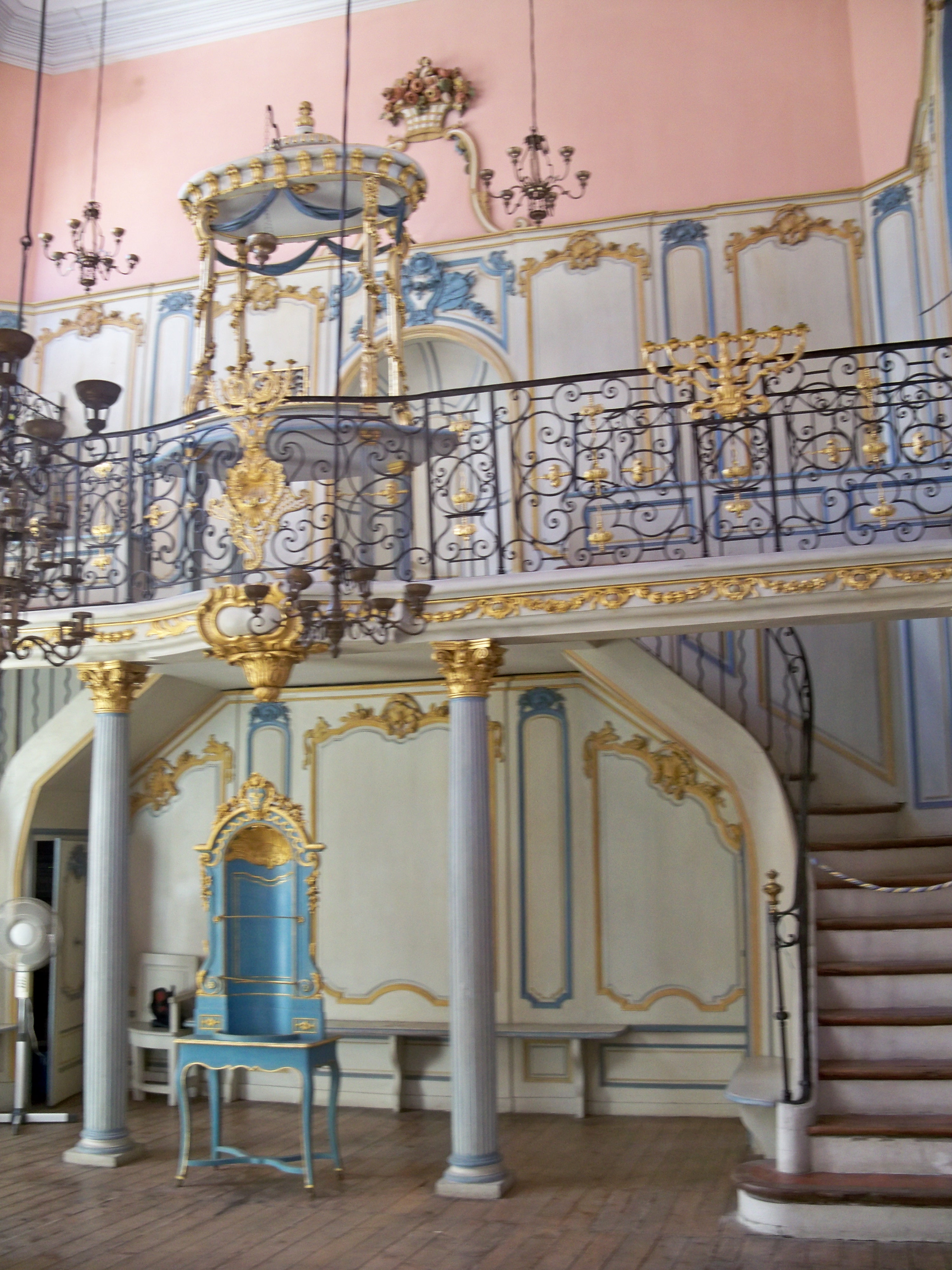
Interno della sinagoga di Cavaillon (XVIII secolo)

Con una relativa liberalizzazione del loro regime di vita nel corso del XVIII secolo, il miglioramento delle condizioni generali permise agli "Ebrei del papa" di sviluppare rinomate sale di preghiera sia a Cavaillon che a Carpentras, quest'ultima a tutt'oggi è la più antica sinagoga francese ancora in servizio.

### Metz e Lorena
Nel ducato di Lorena, la cui annessione inizia nel 1552 con l'assunzione dei Tre Vescovadi, le autorità permisero a 4 ebrei di stabilirsi a Metz con le loro famiglie; questo numero aumentò gradualmente nonostante l'opposizione dei notabili. Una sinagoga venne fatta costruire nel 1618 e fu visitata anche da Luigi XIV di Francia nel 1657.
Malgrado la pesante tassazione, istituita per "proteggere" gli ebrei dalle estorsioni dei signori locali e pagata fino al tempo della rivoluzione francese, la comunità si sviluppò nel corso del XVII secolo, anche se l'esistenza rimase estremante regolamentata e soggetta alla benevolenza o, meglio, all'arbitrarietà delle autorità locali e reali. Alla vigilia della Rivoluzione vi vivevano all'incirca 400 famiglie.
A Nancy, ancora indipendente, gli ebrei furono ufficialmente accettati a partire dal 1721, divenendo sudditi reali al momento dell'annessione del 1766 con la morte di Stanislao Leszczyński. Il numero di famiglie ebraiche stabilitesi nella Lorena, escludendo la Généralité di Metz, nel 1789 può essere stimato a 500.

### Alsazia
Fino all'annessione dell'Alsazia da parte del regno di Francia avvenuta nel 1648 gli ebrei alsaziani condivisero il comune destino dei loro correligionari del Sacro Romano Impero, vale a dire che dipendettero totalmente nei fatti dalle autorità locali, molto frammentate nella regione. Agli ebrei venne vietato di risiedere in città come Strasburgo e Colmar, ove la borghesia commerciale temette fortemente la loro presenza. Vi fu tuttavia una certa tolleranza nelle campagne, dove solo a loro era concesso di poter prestare denaro: non ebbero però alcun diritto di possedere terre.
L'avvenimento dell'annessione non cambiò molto per la comunità, anche se poté essere considerato un segno di progresso il fatto che il potere reale non tentò di espellerli. Essi rimasero sottoposti al Leibzoll (un pedaggio corporale speciale), che venne abolito solamente grazie all'ostinazione del politico Cerf Berr nel 1784. Tuttavia in quello stesso anno le Lettere patenti restrinsero ancora una volta notevolmente i diritti civili degli ebrei; nella loro generalità i governatori e gli amministratori fecero applicare fedelmente le ordinanze reali.

### Ebrei portoghesi nella Francia sud-occidentale

#### Dall'espulsione degli ebrei spagnoli alla promulgazione dellelettere patentinel 1723
L'espulsione degli ebrei dalla Spagna nel 1492 provocò l'esilio di migliaia di persone. Coloro che scelsero il regno di Portogallo incorsero in una nuova espulsione nel 1496 per opera di Manuele I del Portogallo. Tutti gli ebrei della penisola iberica si ritrovarono costretti a migrare verso Nord, nelle terre dei Paesi Bassi e d'Inghilterra o anche, poco dopo, in America del Nord.

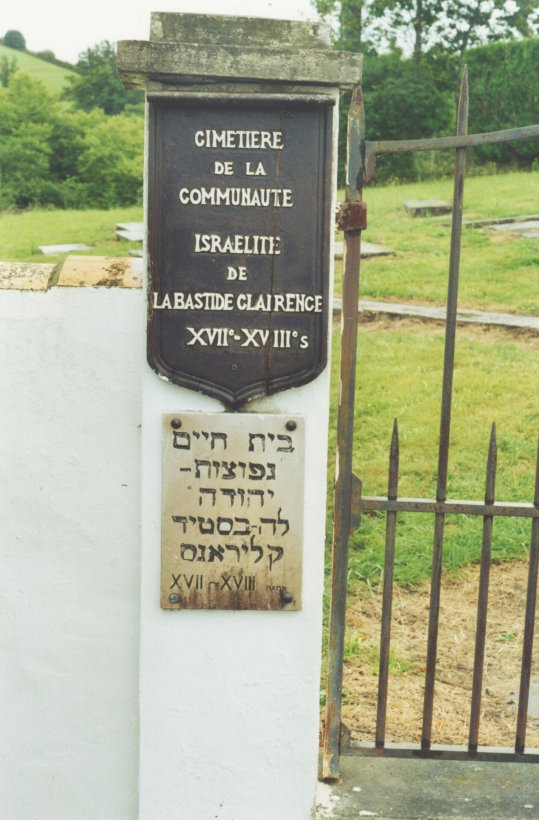
Il cimitero ebraico di La Bastide-Clairence

Alcuni di loro scelsero però di stabilirsi nel Sud-Ovest francese, cercando per quanto possibile di nascondere il proprio ebraismo. Nel 1550 Enrico II di Francia autorizzò le lettere patenti sotto la dicitura "nuovi cristiani". Nel 1600 fu organizzata la comunità di La Bastide-Clairence ed in seguito anche quelle di Peyrehorade e del quartiere Saint-Esprit nei sobborghi di Bayonne, infine giunsero a Bordeaux.
Nel 1723 ottennero, con il versamento di una tassa di 100.000 livre, delle nuove lettere patenti. Ufficialmente e giuridicamente, 230 anni dopo l'espulsione dalla Spagna, i Marrani francesi vennero riconosciuti come "giudei"; formarono una fiorente comunità. Le fattorie si limitarono ai vigneti che producevano vino Casher, mentre si dedicarono con impegno all'industria che trasformava le merci coloniali: questa divenne una specialità ebraica. I Gradis si specializzarono nello zucchero, i Dacosta nel cioccolato (introdotto per la prima volta in Francia proprio dagli ebrei di Bayonne). Altri furono medici, soprattutto a La Bastide-Clairence.

### 1723-1789
A Bordeaux il commercio internazionale all'ingrosso fu in gran parte un'attività ebraica. I loro affari inclusero il commercio via nave con i corsari, il settore bancario, gli armamenti, le assicurazioni e anche la tratta barbaresca degli schiavi oltre al trasporto merci verso le colonie americane, soprattutto nel Canada francese.
Alla vigilia della rivoluzione francese a Bordeaux vissero 2.400 ebrei, meno che a Saint-Esprit, ma si trovarono ad essere molto più influenti. Jacob Rodrigues Pereira venne accolto nel 1774 all'"Académie nationale des sciences, belles-lettres et arts de Bordeaux". Allo stesso tempo la città rimase limitata agli ebrei tanto che la comunità diminuì: dai 3,500 del 1750 scesero a 2.500 nel 1785.
Nel corso degli anni 1780 vi furono dai 40.000 ai 50.000 ebrei concentrati principalmente a Bordeaux, Metz e in poche altre città. Avevano diritti e opportunità molto limitati, a parte l'attività di prestito di denaro, ma il loro status non era illegale.

### Antille francesi
Numerosi ebrei olandesi emigrarono inizialmente a Recife nel Brasile olandese dal 1630 al 1654. Dovettero lasciare il paese quando l'impero portoghese riconquistò il controllo del territorio e ristabilì l'Inquisizione portoghese; alcuni si stabilirono così nelle Antille francesi e si afferma che la capitale della Guadalupa, Pointe-à-Pitre, debba il suo nome ad un ebreo olandese chiamato Peter o Pitre, a seconda della trascrizione in lingua francese.
Tuttavia gli ebrei abbandonarono le isole dopo essere stati espulsi nel 1683, atto confermato dal Code noir del 1685 il cui primo articolo impose "a tutti i nostri ufficiali di far uscire dalle nostre isole tutti gli ebrei che hanno stabilito la propria residenza, verso cui - per quanto riguarda i nemici dichiarati del credo cristiano - decretiamo il comando di farli partire entro tre mesi a decorrere dal giorno della pubblicazione di questa decisione".
Nel XVIII secolo gli ebrei tornarono nell'isola di Martinica, dove vennero tollerati solo fino allo scoppio della rivoluzione francese. Spesso furono i corrispondenti commerciali degli imprenditori di Bordeaux, come accadde ad esempio per la famiglia Gradis.

## Dal 1789 al 1815
Quando scoppiò la Rivoluzione vi erano 40.000 ebrei nel regno di Francia; quasi la metà di loro viveva in Alsazia, dove gli intendenti li descrivono come "poveri"; vittime di numerose discriminazioni fiscali oltre che nei diritti di residenza e proprietà privata. Rimasero anche esposti all'ostilità delle popolazioni circostanti poiché una delle loro attività principali fu il prestito su pegno.
La Sinagoga di Lunéville a Meurthe e Mosella venne fatta costruire nel 1786 a seguito dell'autorizzazione rilasciata direttamente da Luigi XVI di Francia, a condizione però che non fosse visibile dalla strada. All'epoca, fu il primo centro di culto fondato dai tempi del Medioevo e rimane uno dei più antichi sopravvissuti fino ad oggi.
Gli ebrei della Lorena videro la propria situazione migliorare nel corso del XVIII secolo e le sinagoghe sia di Lunéville che di Nancy testimoniano ancora oggi del recente miglioramento della loro situazione. Allo stesso modo gli "Ebrei del papa" furono molto meno confinati all'interno delle mura del proprio quartiere ebraico.
Per quanto riguarda gli ebrei di Bordeaux essi godettero di tutte le libertà concesse anche agli altri cittadini; parteciparono alla vita comunale, votarono alle elezioni per la convocazione degli Stati generali del 1789; a Parigi riuscirono addirittura ad ottenere il diritto di residenza e quello di potersi muoversi liberamente.
Grazie ad una lenta evoluzione delle idee la Rivoluzione permise una grande trasformazione dello status degli ebrei francesi.

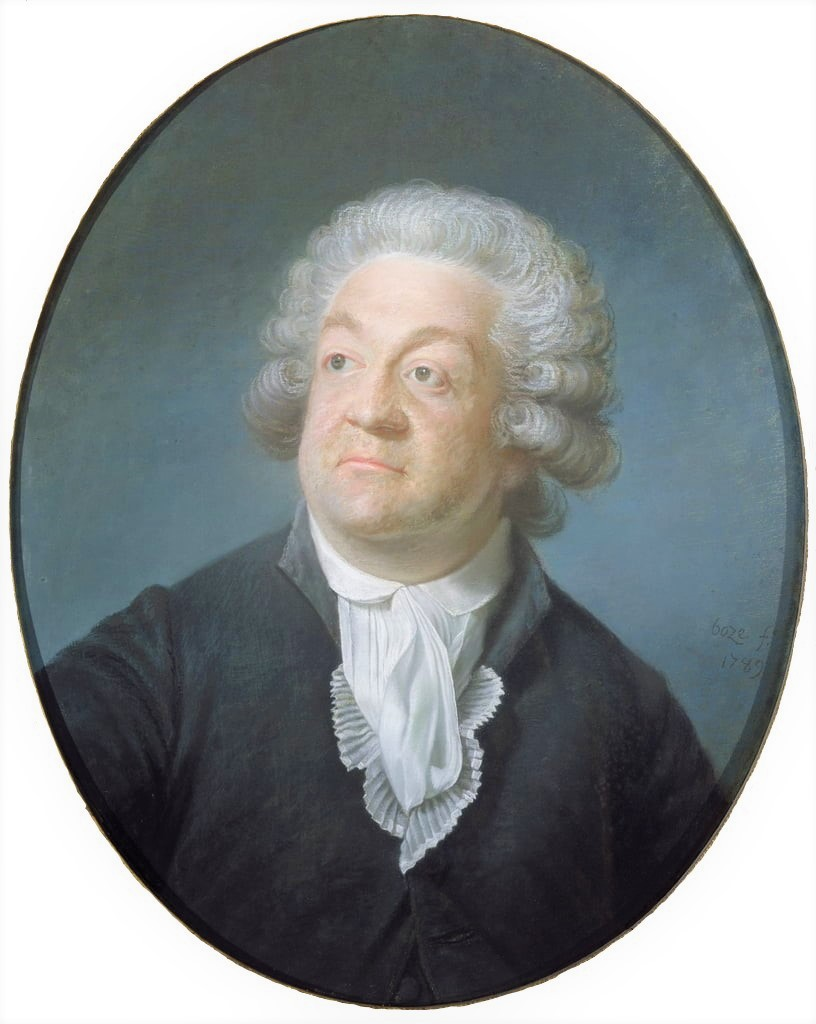
Ritratto di Honoré Gabriel Riqueti de Mirabeau

### Cammino verso l'emancipazione
La condizione ebraica era già notevolmente migliorata nella Repubblica delle Sette Province Unite dalla fine del XVI secolo e in Inghilterra dalla fine del XVII.
Ma fu soprattutto grazie al progredire della filosofia dell'Illuminismo che l'opinione pubblica si cominciò un poco alla volta a rendere conto dell'assurdità della situazione esistenziale in cui versavano gli ebrei. Il "Secolo dei Lumi" produsse in terra tedesca l'Haskalah, concezione della filosofia ebraica sviluppata da Moses Mendelssohn; la congiuntura di questi due movimenti, esterni e interni, contribuì a far accelerare gli eventi. Nel 1787 due personaggi che svolsero un ruolo di primo piano nella prima parte della Rivoluzione, Honoré Gabriel Riqueti de Mirabeau e Henri Grégoire, diedero alle stampe dei testi fondamentali.

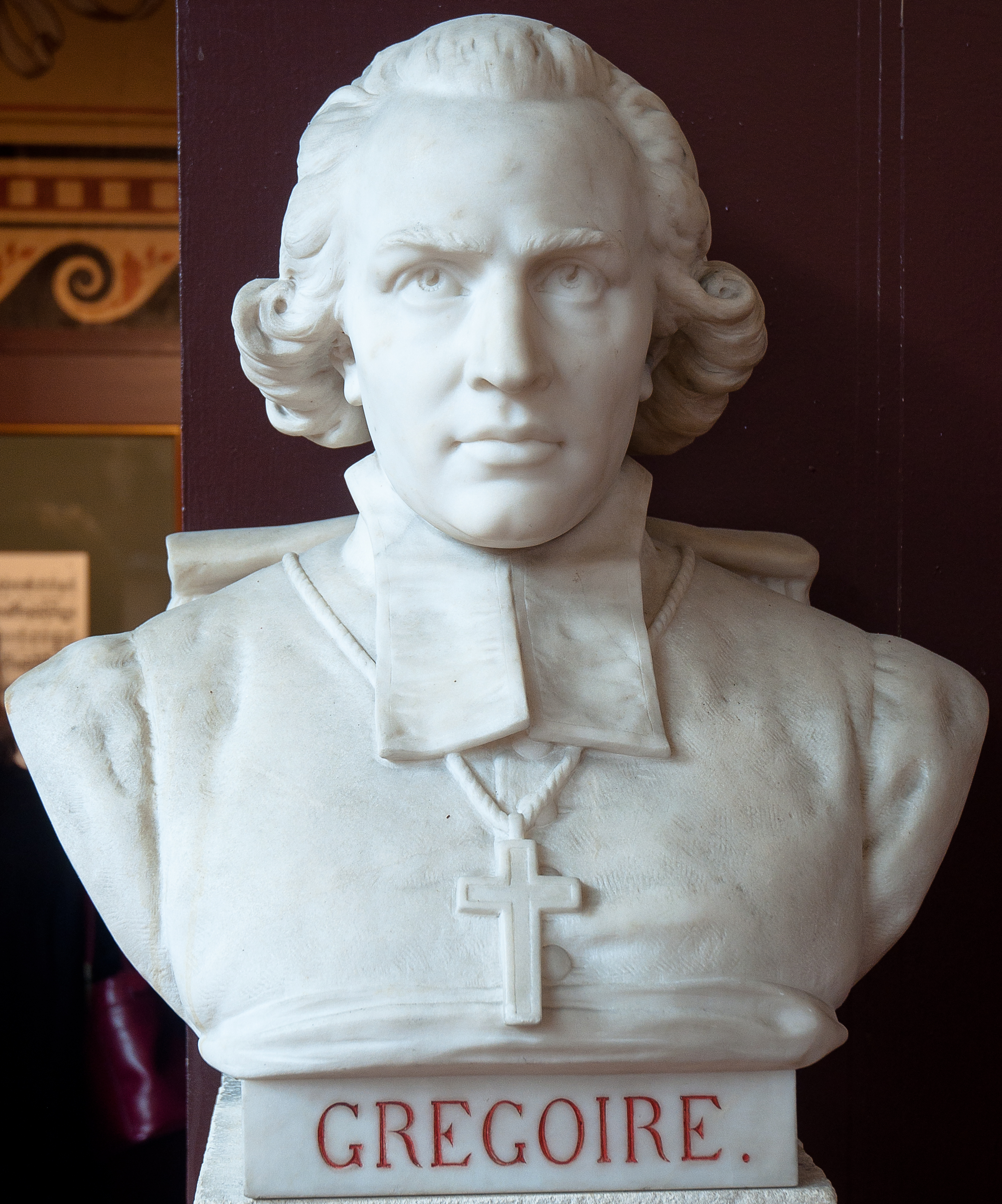
Busto in onore dell'abate Henri Grégoire

Mirabeau apprezzò l'opera di Mendelssohn e fece pubblicare Sur Moses Mendelssohn, sur la réforme politique des Juifs. Per quanto riguarda Gregoire egli scrisse il suo Essai sur la régénération physique, morale et politique des Juifs in risposta ad un concorso organizzato dalla "Société royale des Sciences et des Arts de Metz" la quale nel 1788 pose la questione: "Vi sono dei modi per rendere gli ebrei più felici e utili alla Francia?". Altri premiati furono l'avvocato protestante di Nancy Thiéry, e un ebreo d'origine polacca, Zalkind Hourwitz colla sua "Apologia dei ebrei".
A livello politico il principio della tolleranza progredì all'epoca di Luigi XVI di Francia, con le tappe chiave costituite dalla Patente di tolleranza emanata nel 1781 da Giuseppe II d'Asburgo-Lorena la quale concesse la libertà di culto ai protestanti così come agli ebrei; la soppressione dei pedaggi corporali in Alsazia nel 1784; l'editto di Versailles del 1787, emesso per influenza diretta di Guillaume-Chrétien de Lamoignon de Malesherbes (ministro delle minoranze religiose) il quale concesse lo status civile a tutti i non cattolici francesi. Tuttavia il Parlamento francese, seguendo l'esempio di quello di Metz, vi aggiunse una clausola che escludeva gli ebrei.
Alla vigilia della Rivoluzione nel Sud-Ovest (principalmente Bordeaux e Bayonne) e a Avignone si erano stabiliti 10.000 Sefarditi, mentre 50.000 Aschenaziti (né integrati né assimilati) vivevano nel'Alsazia e nella Lorena.

### Convocazione degli Stati generali ecahiers de doléances
Gli ebrei parteciparono all'elezione dei delegati agli Stati generali del 1789 esattamente come tutti gli altri soggetti giuridici del paese; questo però solamente a Bordeaux e Bayonne, mentre in Alsazia-Lorena e a Parigi questo diritto venne loro negato.
Cerf Berr si rivolse a Jacques Necker e riuscì così ad ottenere, al momento dell'apertura dei lavori, il diritto per gli ebrei esclusi dell'Est di poter nominare a loro volta dei delegati. Sei di loro giunsero il 31 agosto - dopo il voto della Dichiarazione dei diritti dell'uomo e del cittadino - e trasmisero i propri cahiers de doléances: tra di essi vi fu anche David Sintzheim, che divenne il primo Gran rabbino di Francia sotto il Primo Impero Francese.
Le rimostranze espresse nei cahiers richiesero naturalmente l'applicazione della legislazione generale anche a tutti gli ebrei e l'abolizione delle imposte speciali a cui si trovavano sottoposti. Quanto ai cahiers dei cristiani essi talvolta menzionarono gli ebrei per denunciare l'usura che questi esercitavano o per limitarne i diritti matrimoniali. Vi furono anche dei cahiers più avanzati rispetto al proprio tempo come quelli della nobiltà di Troyes i quali osservarono che "la differenza di opinione in materia religiosa non dovrebbe disunire i cittadini": richiesero pertanto che gli Stati generali si impegnassero a creare una legislazione a favore dei non cattolici, al livello d'estensione ritenuto più opportuno.

### Emancipazione all'inizio della Rivoluzione
La presa della Bastiglia (14 luglio 1789) fu l'inizio di tutta una serie di tumulti scatenatisi nell'intero paese i quali assunsero una connotazione anti-ebraica in Alsazia, dove i contadini attaccarono le abitazioni: si rifugiarono nelle chiese sotto la protezione del vescovi. Henri Grégoire non mancò di descrivere tali eventi durante la sessione del 3 agosto dell'Assemblea nazionale costituente e richiese la completa emancipazione ebraica: "facciamo che i cittadini ebrei, rigenerati sia fisicamente che moralmente, acquisiscano un temperamento più sano e robusto, l'Illuminazione e la Probità".
L'Assemblea condivise l'indignazione del prelato ma non prese comunque alcuna decisione nei riguardi dell'emancipazione; rimase intimidita dai deputati alsaziani, in particolare da Jean-François Rewbell. Su esplicita richiesta di Théodore Cerf Berr, rappresentante degli ebrei alsaziani nonché figlio di Cerf Berr, l'Assemblea concesse la protezione delle autorità pubbliche agli ebrei nel corso della seduta del 28 settembre. Il 14 ottobre Berr-Isaak Berr si rivolse all'Assemblea presentando le rivendicazioni ebraiche.
Dal 21 al 24 dicembre del 1789 la "questione ebraica" venne nuovamente discussa dall'Assemblea; Honoré Gabriel Riqueti de Mirabeau, Henri Grégoire, Maximilien de Robespierre, Adrien Duport, Antoine Barnave e il conte Stanislas de Clermont-Tonnerre misero in atto tutta la loro eloquenza per far ottenere una risoluzione favorevole all'emancipazione.
Il conte pronunciò quelle parole che caratterizzarono l'assimilazione ebraica francese nei due secoli successivi: ""dobbiamo negare gli ebrei come nazione e concedere tutto agli ebrei come individui. Non devono fare un corpo politico o creare un ordine nello Stato. Devono essere cittadini individuali". Questa visione assimilazionista nello spazio pubblico non deve nascondere la sua tolleranza delle pratiche ebraiche nello spazio privato; questa frase del suo discorso decisivo venne preceduta da: "per quanto riguarda l'insocialità essa rappresenta un'esagerazione... esiste difatti forse una legge che mi obbliga a mangiare una lepre, e a mangiarla proprio con te?"
Gli ebrei di origini portoghesi e spagnole più quelli di Avignone, che avevano goduto fin dal 1787 di tutti i diritti civili come francesi naturalizzati, furono dichiarati cittadini a pieno titolo con una maggioranza di 150 voti il 28 gennaio del 1790. Ma il decreto non si applicò agli ebrei alsaziani e loreni e questo a causa di ripetuti disordini e di una forte opposizione da parte dei membri provinciali appoggiati dal clero; questo causò un rinvio della decisione.
Dopo il fallimento del gennaio 1790 un nuovo tentativo venne compiuto il 27 settembre, pochi giorni prima della dissoluzione dell'Assemblea nazionale costituente. Adrien Duport, membro del club dei Giacobini, salì improvvisamente sul podio della tribuna e dichiarò: "credo che la libertà di religione non consente alcuna distinzione nei diritti politici dei cittadini a causa delle loro convinzioni. La questione dell'esistenza politica degli ebrei è stata sospesa. Tuttavia, i turchi, i musulmani e gli uomini di tutte le sette sono autorizzati a godere dei diritti politici in Francia. Chiedo che il rinvio sia revocato e che, pertanto, venga decretato che gli ebrei possano godere dei diritti di cittadinanza attiva".

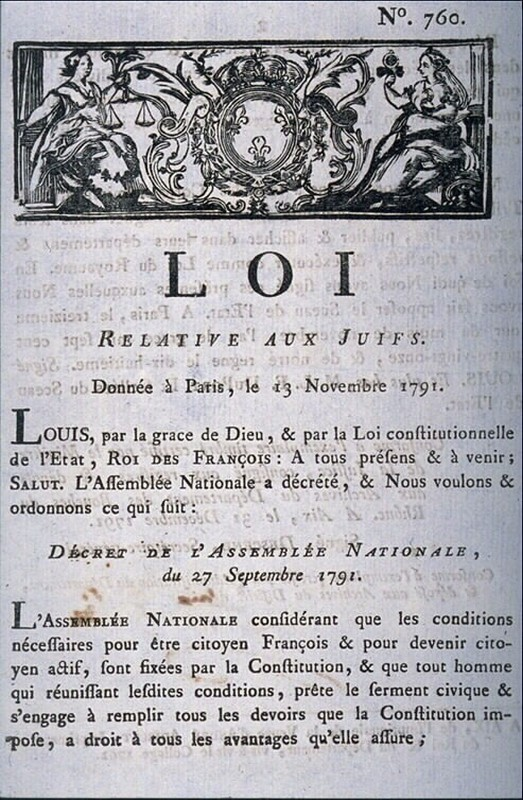
Loi relative aux Juifs, il decreto del 1791 che diede agli ebrei la piena cittadinanza.

Questa volta la proposta venne accettata pienamente. L'Assemblea approvò la legge il giorno seguente e si sciolse due giorni più tardi. Il 13 novembre Luigi XVI di Francia ratificò il provvedimento che dichiarava cittadini francesi tutti gli ebrei.

### Il "Terrore"
L'ebraismo francese divenne così, come il deputato alsaziano Schwendt scrisse ai suoi elettori, "nient'altro che il nome di una religione distinta". Tuttavia in Alsazia, specialmente nel Basso Reno, i reazionari non cessarono le loro agitazioni e gli ebrei rimasero ancora una volta vittime di discriminazione, con molte delle loro sinagoghe saccheggiate.
Durante il Regime del Terrore l'ebraismo, assieme a tutte le altre religioni presenti in territorio francese, subirono la messa in atto della feroce ostilità del potere venutosi a costituire. A Bordeaux i ricchi commercianti ebrei vennero pesantemente tassati alla stessa identica maniera dei cristiani; essi, compromessi nella causa dei Girondini, dovettero pagare o fuggire per salvarsi la vita, mentre alcuni (49 secondo la Jewish Encyclopedia) furono imprigionati a Parigi come sospetti e 9 di questi finirono sotto la mannaia della ghigliottina.
Il decreto della convenzione nazionale con la quale la fede cattolica venne annullata e sostituita dall'adorazione dei culti della Ragione e dell'Essere Supremo venne fatto applicare dai club provinciali, in particolare da quelli dei distretti tedeschi, anche nei confronti della religione ebraica. Alcune sinagoghe furono incendiate e i sindaci di alcune città orientali (Strasburgo, Troyes ecc.) proibirono la celebrazione dello Shabbat (per sostituirlo con la nuova settimana composta da dieci giorni).

### Dal 1799 al 1815
Napoleone Bonaparte non sapeva molto degli ebrei quando prese il potere, anche se nella sua qualità di comandante dell'Armata d'Italia li emancipò dal ghetto di Venezia e da quello di Ancona.
Sotto il Consolato i prefetti di nuova costituzione furono responsabili per i rapporti di segnalazione nel proprio dipartimento; venne alluso più volte alla sorte degli ebrei. È proprio nella Lorena e in Alsazia che le relazioni risultarono essere maggiormente dettagliate. Esse dimostrano che gli ebrei sono generalmente poveri e che sollevano nella popolazione una certa ostilità in relazione alle loro attività mercantili, mente qualsiasi altro tipo di carriera rimane de facto ad essi preclusa.
L'organizzazione del culto cattolico venne stabilito grazie al Concordato del 1801 e quello protestante dagli Articles organiques del 18 germinale anno X. Tuttavia non venne fissato alcunché per quanto riguardava il culto ebraico. Una tale situazione poté anche soddisfare gli ebrei ben integrati di Bordeaux, mentre in territorio alsaziano si manifestarono agitazioni; furono create delle sinagoghe dissidenti e, soprattutto, i prestiti a tasso d'interesse provocarono molteplici conflitti. Alcuni membri della ristretta cerchia di Napoleone, come Louis de Bonald e Louis-Mathieu Molé, sostennero la necessità d'introdurre misure eccezionali contro gli ebrei; mentre da par loro i liberali reclamarono semplicemente l'applicazione della legislazione già esistente.
Infine il 30 maggio del 1806 un decreto del Consiglio di Stato convocò un'Assemblea dei notabili scelta dai prefetti.

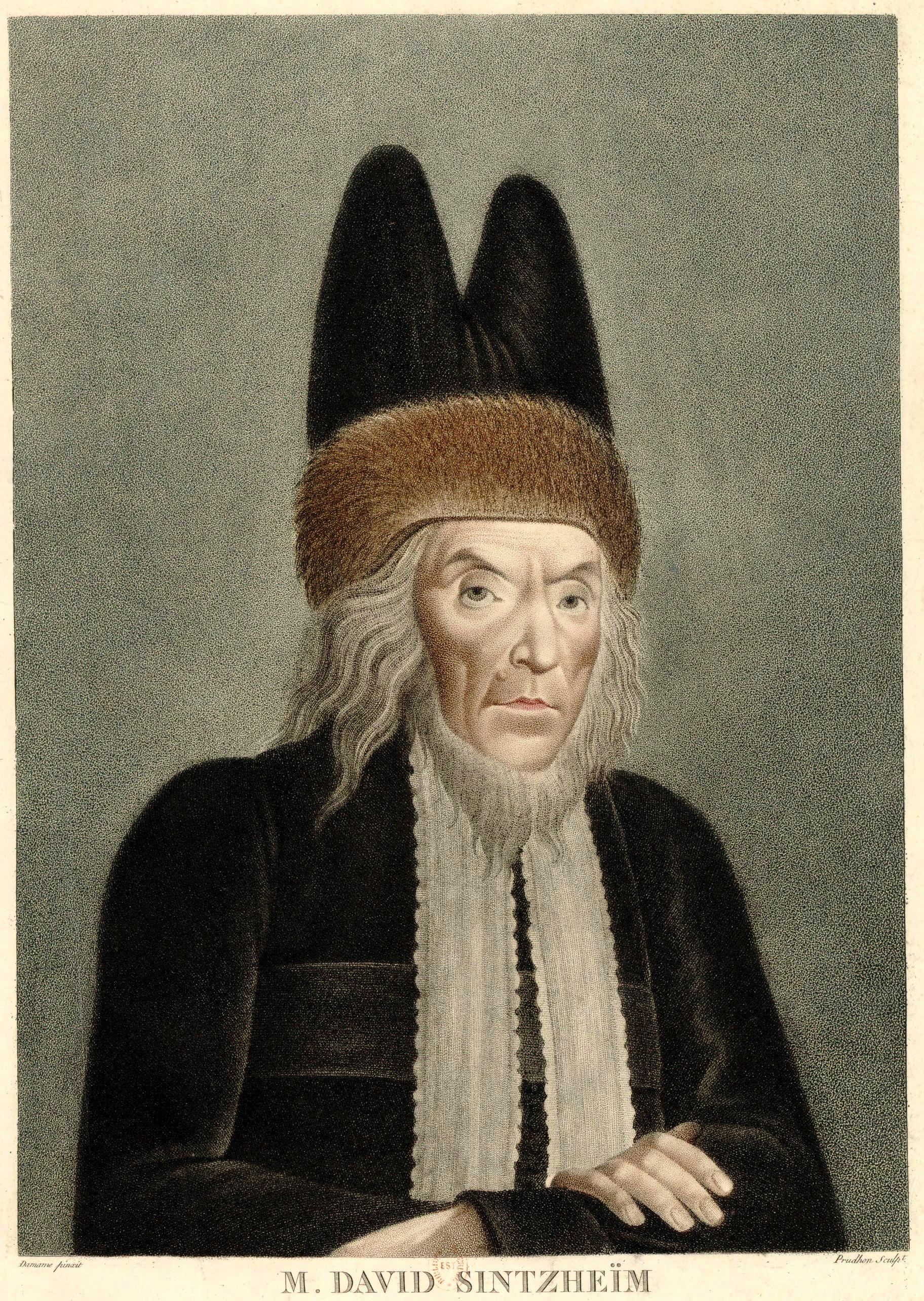
Joseph David Sinzheim fu il presidente del "Gran Sinedrio", un'alta corte ebraica voluta da Napoleone Bonaparte durante il Primo Impero Francese.

#### Assemblea dei Notabili e Gran Sinedrio
I 111 membri dell'Assemblea provennero da tutto il Primo Impero Francese e dal Regno d'Italia; la riunione inaugurale si tenne il 26 luglio del 1806. Il governo delegò 3 commissari, Louis-Mathieu Molé, Joseph-Marie Portalis e Étienne-Denis Pasquier i quali posero 12 questioni all'Assemblea, ma solo quella relativa al matrimonio interreligioso fu delicata ed ottenne una risposta invero molto semplice e naturale: "i rabbini non sarebbero più disposti a benedire i matrimoni di una cristiana con un ebreo o di un ebreo con un cristiano fino a che i preti cattolici non avrebbero consentito a loro volta di benedire tali unioni".
Le risposte soddisfecero Napoleone il quale decise di farle approvare da un'assemblea maggiormente rappresentativa dal punto di vista religioso. Convocò quindi un "Gran Sinedrio" composto da 71 membri, ispirato dal Sinedrio originale antico di Gerusalemme; il rabbino Joseph David Sinzheim ne fu il presidente. Esso ratificò solennemente entro il 9 marzo del 1807 le risposte date dall'Assemblea dei notabili. Quest'ultima si sciolse il 6 aprile senza essere riuscita a definire l'organizzazione del culto: il governo centrale prese allora nelle proprie mani la decisione.

#### Decreti del 1808
Il 17 marzo del 1808 l'imperatore dei francesi promulgò ben tre decreti; i primi due riguardarono l'organizzazione del culto e le istituzioni, confermando quelle già esistenti. Il terzo, passato alla storia come "decreto infame", ripristinò la discriminazione così come era già esistita nella società dell'Ancien Régime.

#### Creazione dei concistori
Napoleone pose la gestione del culto israelitico sotto la responsabilità del "Concistoro centrale israelita di Francia", diffuso in concistori regionali per quei dipartimenti ove vi fossero più di 2.000 fedeli.
Quest'organizzazione centralizzata e gerarchica si pose in netto contrasto con la tradizione ebraica che voleva le comunità auto-amministrarsi senza l'obbligo di dover far riferimento ad un qualche potere centrale. Fu comunque alla fine accettato e per molto tempo esso rimase l'unico interlocutore delle comunità con le autorità; da un lato favorì l'unità dell'ebraismo francese ma dall'altro limitò l'ascesa di quei movimenti che sostenevano un ebraismo riformato maggiormente liberale o, al contrario, un ebraismo ortodosso.

#### "Decreto infame"
Dopo che nel mese di settembre del 1807 venne regolamentato il credito e il tasso d'interesse fissato ad un limite massimo del 5%, Napoleone fece promulgare nella primavera seguente un decreto rivolto specificamente contro gli ebrei dell'Alsazia il quale prevedeva una serie di casi arbitrari in cui si potevano cancellare i reclami e le ordinazioni fatte dai mercanti ebrei; inoltre si rese necessario un brevetto annuale - e pur sempre revocabile - rilasciato dai prefetti.
Gli ebrei dovettero infine soddisfare personalmente la coscrizione non avendo più la possibilità di pagare un sostituto. come potevano invece continuare a fare tutti gli altri cittadini. Venne vietata ogni ulteriore immigrazione in Alsazia. Tale decreto non si applicò agli ebrei di Bordeaux, della Gironda e delle Landes "che non hanno dato origine a denunce e che non si occupano di traffici illeciti". L'atto rimase valido per 10 anni.
Questo decreto suscitò grande emozione; gli ebrei di Parigi e di Bayonne riuscirono ad esserne esenti, ma esso soprattutto impoverì notevolmente gli ebrei dell'Est.

#### Regolarizzazione di status civile
Il 20 luglio del 1808 Napoleone fece approvare il "decreto di Bayonne" il quale impose a tutti gli ebrei di assumere un cognome di famiglia. Alcuni continuarono a mantenere la tradizione di chiamarsi col nome paterno utilizzando esclusivamente antroponimi di derivazione biblica.

### Mantenimento dell'emancipazione dopo il 1815
La caduta napoleonica non ebbe conseguenze significative per gli ebrei francesi. Tutte le legislazioni promosse durante il periodo rivoluzionario ed imperiale - tranne il decreto infame - rimasero in vigore; cosa questa che non avvenne in molti altri paesi europei, dove la Restaurazione rigettò gli ebrei nella loro precedente condizione.

## Dal 1815 al 1848
La restaurazione francese non condusse ad alcun cambiamento nello status degli ebrei e nel 1818 il decreto infame non fu rinnovato da Luigi XVIII di Francia, nonostante le denunce dei consigli alsaziani. All'interno del diritto francese rimase pertanto solo un'unica misura viziata dalla prevaricazione fondata sull'antigiudaismo, il Serment more judaico: i testimoni e gli imputati ebrei dovettero prestare solenne giuramento non nel tribunale, bensì all'interno della sinagoga con il Talled sulle spalle e i Tefillin posti sulla fronte ed intorno al braccio.

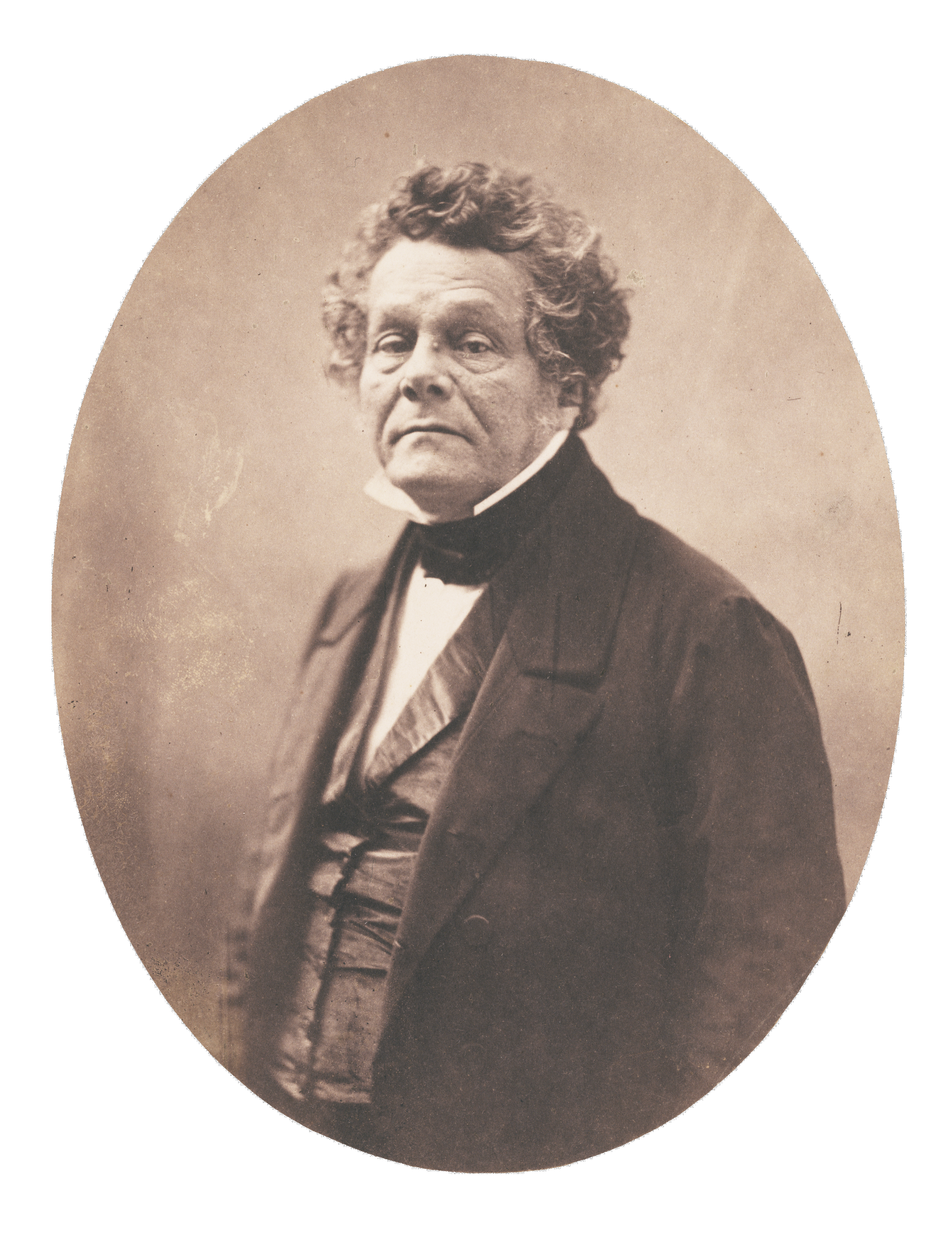
Adolphe Crémieux in una foto di Nadar

Nel 1839 il rabbino di Phalsbourg Lazare Isidor si oppose a questo sistema di giuramento inficiato dalla discriminazione, il che gli causò a sua volta un procedimento penale durante il quale venne difeso da Adolphe Crémieux: nel 1846 quest'ultimo riuscì ad ottenere l'abolizione del "giuramento giudaico" da parte della Corte di cassazione.

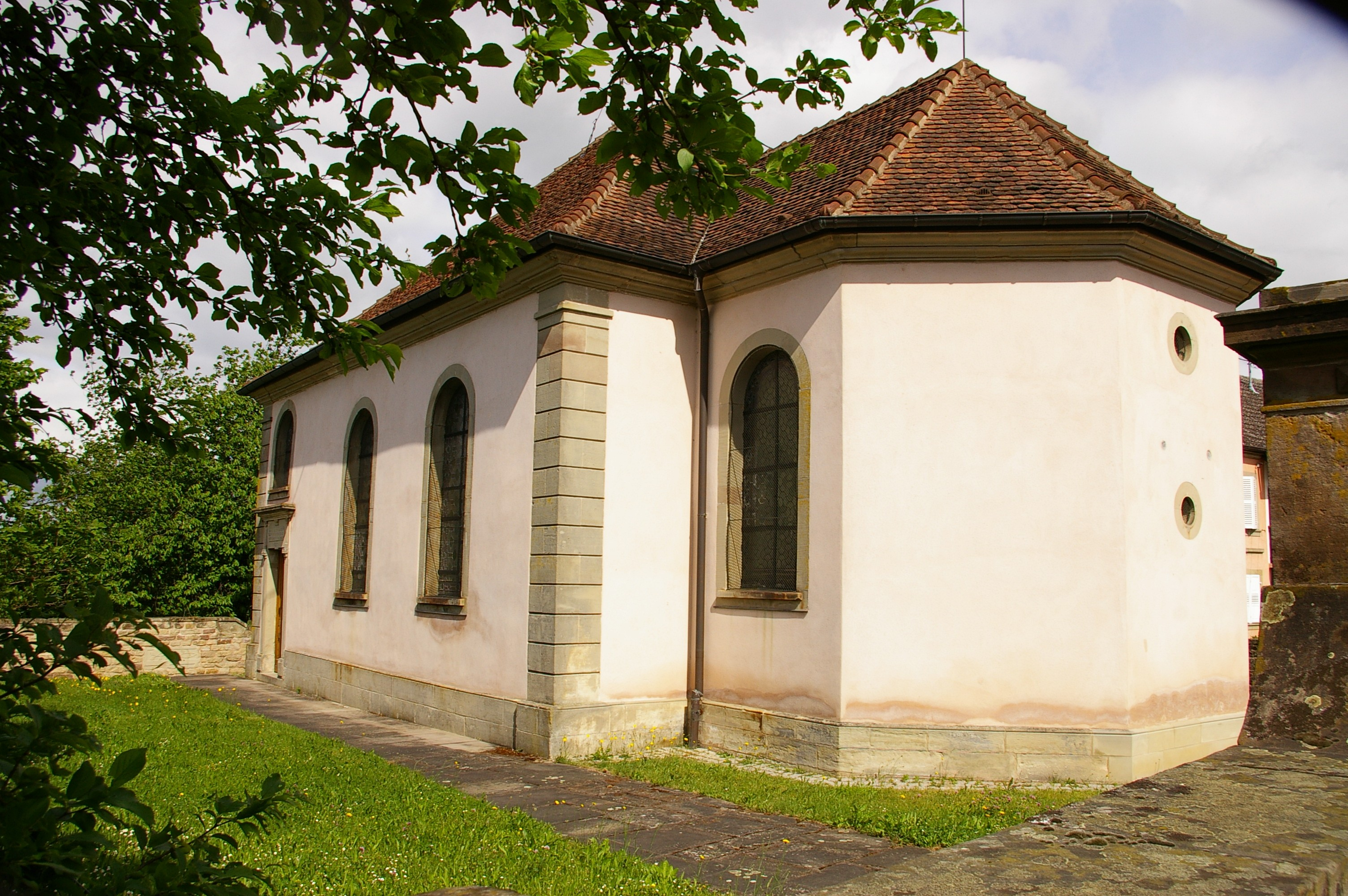
Sinagoga rurale a Struth nel Basso Reno (1839)

Un avvenimento più fondamentale avvenne però prima, appena iniziata la monarchia di luglio, ossia il voto della legge sul finanziamento del culto; una logica conseguenza della nuova Costituzione la quale stabilì che il cattolicesimo fosse solo la religione della maggioranza dei francesi e non più la religione di Stato. Il 1º febbraio del 1831 venne adottato un disegno di legge proposto da Augustin Perier; questo termina affermando: "dal 1º gennaio del 1831 i ministri del culto israelitico riceveranno salari dal tesoro pubblico". La legge, fatta promulgare l'8 febbraio, decretò l'uguaglianza effettiva dei ministri delle diverse religioni.
Questa legislazione, che stabilì la parità tra i culti cattolico, ebraico e protestante, rappresentò un evento eccezionale. Gli ebrei francesi erano allora meno di 100.000 e i loro rabbini diventarono molto semplicemente degli impiegati pubblici pagati dallo Stato; una situazione unica al mondo la quale permetterà un notevole sviluppo della comunità ebraica nel corso del XIX secolo e la costruzione di molte nuove sinagoghe. Questo fu il periodo in cui gli ebrei tedeschi e dell'Europa centrale poterono affermare: "felice come Dio in Francia!"
Lo storico Joseph Salvador (1796-1873) divenne il teorico di questo "franco-giudaismo", volendo reinterpretare l'ebraismo esclusivamente come una religione del tutto parallela alle altre confessioni cristiane.

## Dal 1848 al 1870
La rivoluzione francese del 1848 diede la stura ad una certa violenza antiebraica nell'Alsazia, ma venne presto ricondotta all'ordine: fu l'ultima scossa di antigiudaismo in quella regione.

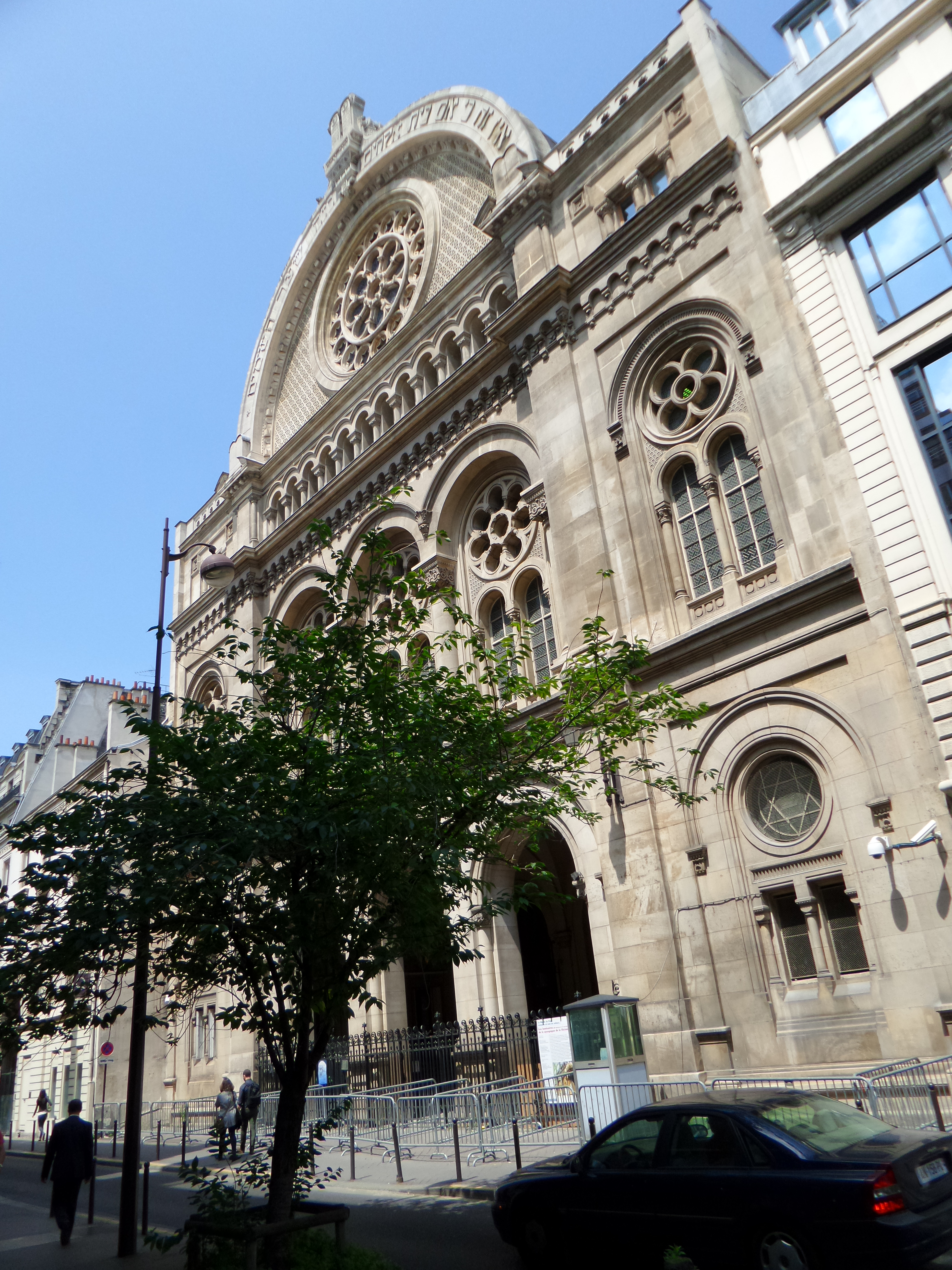
Facciata della grande sinagoga di Parigi (1867)

Le nuove sinagoghe vennero erette dove già si erano trovate quelle più antiche e dove vi era la presenza di nuove comunità. Le grandi sinagoghe di Lione e di Marsiglia furono costruite intorno al 1864; quella di Parigi a "rue de la Victoire" a partire dal 1867. Gli ebrei rimasero grati al governo per averli finalmente condotti alla pace, verso l'uguaglianza sociale e la parità di diritti civili e politici.
La mobilità sociale di molte famiglie ebraiche provocò una forte emigrazione dai loro habitat tradizionali in direzione delle grandi città. Gli ebrei alsaziani cominciarono a lasciare i villaggi delle zone rurali per Strasburgo. Le piccole cittadine del Contado Venassino videro la propria popolazione ebraica scomparire completamente o comunque diminuire in una maniera drastica a favore di Marsiglia. Allo stesso modo le comunità del Sud-Ovest migrarono verso i maggiori centri urbani come Bordeaux; infine ebrei di tutte le comunità francesi confluirono a Parigi.
L'uguaglianza giuridica comportò l'assimilazione culturale di molti ebrei i quali poterono facilmente dimenticare entro poche generazioni ogni pratica dell'ebraismo. Ciò permise ad alcuni anche di raggiungere un pieno successo sociale sia nel settore finanziario con le famiglie Pereire e Rothschild sia in campo politico con Adolphe Crémieux e Achille Fould ed infine anche nelle arti con l'attrice teatrale Elisabeth Rachel Félix e i musicisti Jacques Offenbach e Émile Waldteufel tra gli altri.
La comunità ebraica francese cominciò ad interessarsi ai suoi correligionari meno fortunati. Rivolse la propria attenzione agli ebrei dell'impero coloniale francese e più in generale a quelli del bacino mediterraneo.

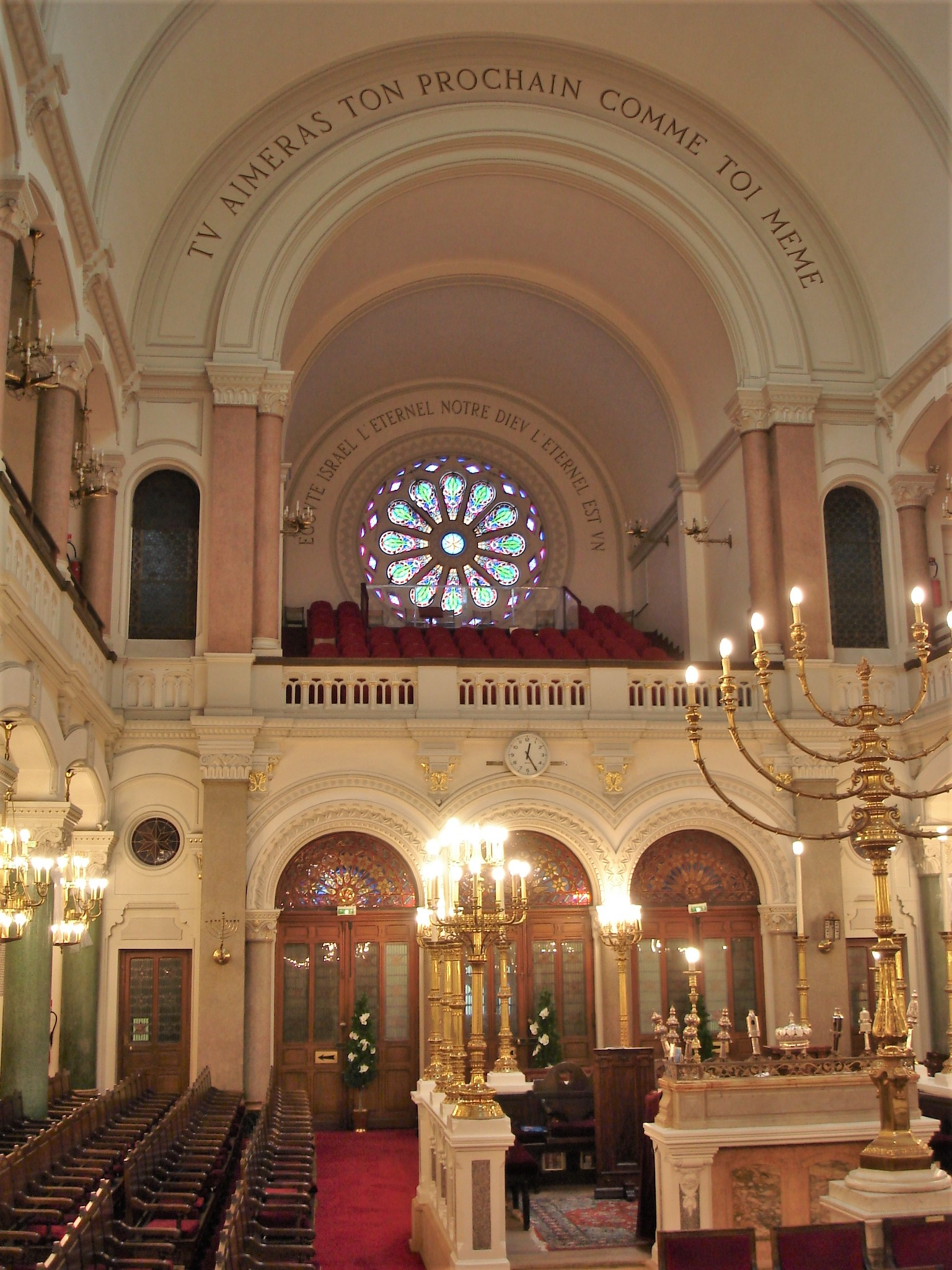
Interno della sinagoga Buffault (1877) nel IX arrondissement di Parigi

### Verso l'integrazione degli ebrei algerini
La prima preoccupazione degli ebrei francesi fu quella di lavorare per migliorare le sorti dei loro correligionari presenti nell'Algeria francese recentemente conquistata; fino a quel momento difatti essi avevano subito lo stato vessatorio riservato ai dhimmi. Sotto il regno di Luigi Filippo di Francia e attraverso il coinvolgimento di Adolphe Crémieux e di Max-Théodore Cerfberr il governo creò tre concistori ad Algeri, Orano e Costantina, facenti riferimento al "Concistoro centrale" a partire dal 1862.
Nel frattempo Crémieux sostenne la concessione della nazionalità francese per tutti gli algerini, sia arabi che ebrei; ma alla proposta si opposero tenacemente i coloni e i militari. L'atto (il Decreto Crémieux) non poté realizzarsi fino al suo ritorno al governo dopo la caduta di Napoleone III. Il 24 ottobre del 1870 un decreto firmato da Léon Gambetta rese tutti gli ebrei algerini dei cittadini francesi; i coloni però continuarono ad opporsi pervicacemente alla sua applicazione anche agli arabi.
Gli ebrei, con la garanzia della cittadinanza, acquisirono la garanzia al diritto d'istruzione e al diritto di voto oltre che l'obbligo di svolgere il servizio militare. Questo decretò aprì loro interamente le porte della società francese, nonostante la persistente ostilità di alcuni coloni.

### Creazione dell'Alleanza israelitica universale
Nel 1860, a seguito del Caso Edgardo Mortara scoppiato nello Stato della Chiesa, venne creata l'Alleanza israelitica universale. I fondatori furono ebrei noti come lo stesso Adolphe Crémieux il quale "porta a questa Società la cooperazione della sua eloquenza e del suo sostegno, della sua fermezza e del suo coraggio".
Lo scopo precipuo dell'Alleanza fu chiaramente indicato fin dall'inizio nella dichiarazione che accompagnò la prima seduta ufficiale: "difendere l'onore del nome d'Israele ogni volta che questo viene attaccato; incoraggiare con ogni mezzo l'esercizio delle professioni laboriose e utili... operare, attraverso il potere della persuasione e l'influenza morale che sarà permesso di esercitare, a favore dell'emancipazione dei nostri fratelli che stanno ancora gemendo sotto il giogo di una legislazione eccezionale".
Essa si costituì "per lavorare ovunque a favore dell'emancipazione ebraica e del progresso morale degli ebrei, per offrire loro un'efficace assistenza quando fossero colpiti dall'antisemitismo e per incoraggiare tutte le pubblicazioni dedicate a promuovere un tale scopo".
Tramite le sue scuole le quali offrirono un'istruzione sia religiosa che laica l'Alleanza diede una cultura ebraica di stampo francese a migliaia di giovani ebrei del bacino del Mediterraneo e del Medio Oriente per oltre un secolo.

### Liberali, conservatori e ortodossi
L'ebraismo francese non conobbe le lotte dottrinali vissute nei territori tedeschi, laddove gli ebrei furono sempre molto più numerosi e i punti di vista maggiormente distinti. I liberali si organizzarono attorno al giornalista Samuel Cahen, traduttore e redattore di una Tanakh bilingue in ebraico-francese. Nel 1840 fondò gli Archives Israélites dove, assieme ad altri, incoraggiò la riforma della liturgia per poter consentire alla sinagoga di competere con la Chiesa; promosse la sostituzione di testi lunghi come i Piyyut con preghiere o predicazioni in lingua francese, nonché l'introduzione dell'organo e dei cori nelle celebrazioni sinagogali.
Nel 1856 i "gran rabbini" accolsero la riduzione dei testi nella pratica effettiva, oltre che la predicazione in francese e l'organo; d'altra parte rimasero nella generalità dei casi conservatori, ovvero sostenitori di soluzioni intermedie di conciliazione.
L'ebraismo ortodosso mancò invece di leader riconosciuti; si riunirono però intorno a Simon Bloch, fondatore di Univers israélite. Anche il gran rabbino di Colmar Salomon Klein venne contato fra di loro e s'indignò profondamente per le risoluzioni riformiste adottate nel 1856; ma sotto l'impulso del gran rabbino di Francia Salomon Ulmann e del presidente del "Concistoro centrale" le contrapposizioni riuscirono un poco alla volta ad appianarsi.

## Dal 1870 al 1940
Secondo il censimento del 1866 il Secondo Impero Francese contava 90.000 ebrei (circa il doppio rispetto all'inizio del secolo, di cui 36.000 nella sola Alsazia. La perdita dell'Alsazia-Lorena a seguito della guerra franco-prussiana risultò essere un'autentica catastrofe per l'ebraismo francese; il censimento del 1872 contò soltanto 49.000 ebrei nella Terza Repubblica Francese. Tuttavia in 15.000 (quasi il 40% della loro presenza), grati per essere stati condotti verso la libertà e per aver ottenuto pari diritti, scelsero di emigrare dall'Alsazia-Lorena divenuta tedesca verso la Francia.
Le stime del Concistoro indicano 60.000 ebrei nel 1882 e 71.000 nel 1897. Queste stime potrebbero essere state sottovalutate in quanto le famiglie in parte de-giudaizzate non ebbero più contatti con la comunità religiosa e i nuovi immigrati che stavano fuggendo dalle persecuzioni nell'Europa orientale non si dichiararono obbligatoriamente. Allo stesso tempo la popolazione dell'Alsazia e della Lorena annesse all'impero tedesco scese da 41 a 32.000 nel 1900.
La perdita dei territori dell'Est accentuò l'evoluzione dell'ebraismo francese. Gli ebrei dell'Est, ma anche quelli delle altre regioni, lasciarono i piccoli borghi per dirigersi nelle città più grandi; nel contempo abbandonarono le loro attività tradizionali come la vendita al dettaglio per diventare commercianti ben consolidati o per diventare dei liberi professionisti. La pratica religiosa diminuì tra gli ebrei celebri del tempo, specialmente in ambito finanziario; solamente alcune famiglie come i Rothschild continuarono a praticare attivamente l'ebraismo, contribuendo alla costruzione e manutenzione di Yeshivah e luoghi di culto.
Tuttavia, sebbene il XIX secolo non fosse stato sfavorevole per gli ebrei francesi, si trovarono a dover affrontare una nuova ondata di antisemitismo, connesso in special modo con il razzismo scientifico e con la teorizzazione della fantomatica "razza ariana".

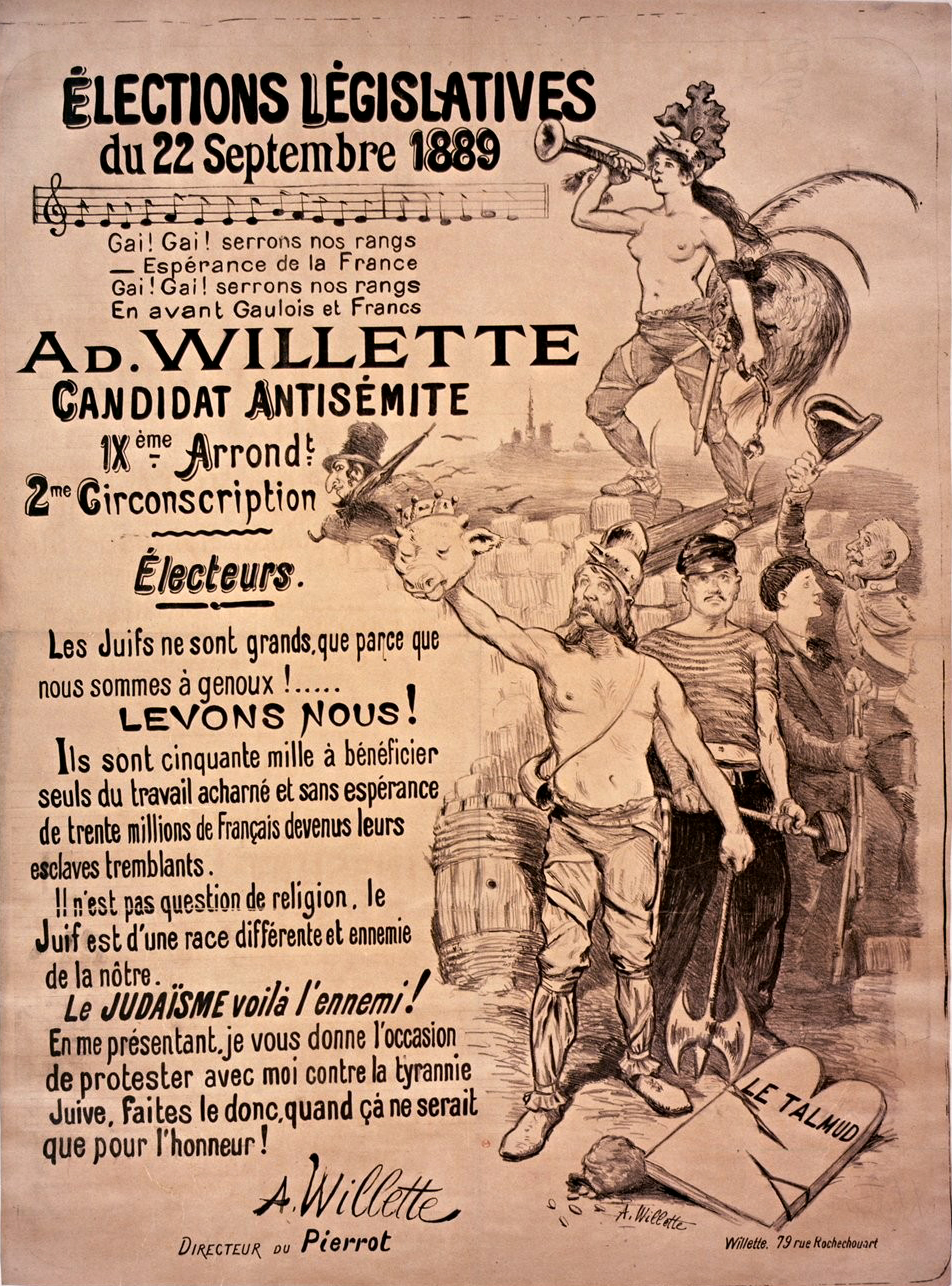
Manifesto elettorale del candidato antisemita Adolphe Willette (1889)

### Sviluppo dell'antisemitismo razziale
L'antisemitismo razziale del XIX secolo si differenziò dall'antigiudaismo classico di matrice cristiana in quanto non si basò sull'ostilità nei confronti della religione ebraica, bensì sull'odio verso la supposta "razza" costituita dagli ebrei. Se Richard Wagner aveva giustificato la propria ostilità - soprattutto nei riguardi di Giacomo Meyerbeer - utilizzando pseudo-teorie razziali (vedi Storia dei concetti razziali nella specie umana), fu il giornalista tedesco Wilhelm Marr ad inventarsi il concetto di "anti-semitismo" nel 1879.
Il fallimento della banca cattolica Union générale nel 1882, fondata da un ex dipendente dei Rothschild, rappresentò solo uno dei fattori scatenanti dell'ondata montante dell'antisemitismo in Francia. Nel 1886 Édouard Drumont iniziò le pubblicazioni di La France Juive, pamphlet su cui François Delpech poté dire: "La prima parte... è una lunga digressione sulla contrapposizione ariano-semita. Le quattro parti seguenti sono una raccolta di pettegolezzi e stereotipi sugli ebrei francesi".
Drumont fondò la Lega antisemitica di Francia nel 1889. Dopo aver trascorso anni di ricerca sul tema riuscì a sviscerare tre grandi filoni antisemitici: il primo era l'atteggiamento cattolico tradizionale nei confronti degli "assassini di Cristo" (Deicidio) accentuati da una forte antipatia nei confronti della rivoluzione francese; il secondo era l'ostilità al capitalismo, del tipo promosso dal movimentismo del socialismo; il terzo filone era il razzismo scientifico, basato sull'argomento che le "razze umane" (vedi storia dei concetti razziali nella specie umana) hanno caratteristiche fisse e gli ebrei in particolar modo ne possiedono di molto negative.

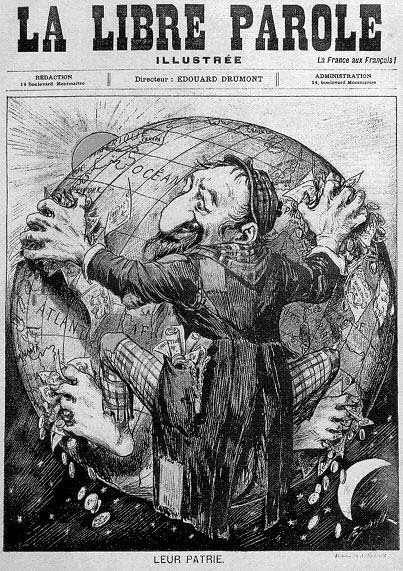
Copertina del 1893 di La Libre Parole che mostra la caricatura dell'ebreo che cerca d'impossessarsi del mondo intero

Nel 1890 La Croix, giornale d'ispirazione cattolica, poté proclamarsi "il foglio più antisemita di Francia". Nel 1892 Drumont lanciò il giornale apertamente antisemita La Libre Parole il quale però non ebbe un gran successo. Poi scoppiò l'affare Dreyfus.

### Affare Dreyfus e sue conseguenze
Il caso giudiziario riguardante Alfred Dreyfus fu un grande scandalo politico che sconvolse l'intero paese dal 1894 fino alla sua risoluzione nel 1906, con strascichi i quali si riverberarono per più di due decenni. La vicenda viene spesso vista come un simbolo universale di palese ingiustizia promossa dalla "ragion di Stato" e rimane uno degli esempi più sorprendenti di un complesso errore giudiziario dove un ruolo centrale è stato svolto dalla stampa e dalla stessa opinione pubblica.
Tutta la questione ruotò fondamentalmente attorno all'antisemitismo esplicito così come veniva praticato dall'esercito e difeso dai cattolici tradizionalisti contro le forze del secolarismo e del repubblicanesimo, tra le quali vi era una folta presenza ebraica.
Nel 1894 Dreyfus, un ufficiale di stato maggiore ebreo venne falsamente accusato di alto tradimento e condannato da un consiglio di guerra all'umiliazione del degrado militare e alla deportazione perpetua nella Guyana francese. Solo i suoi più stretti amici rimasero persuasi della sua innocenza, la cui testimonianza fu raccolta solo nel 1896.

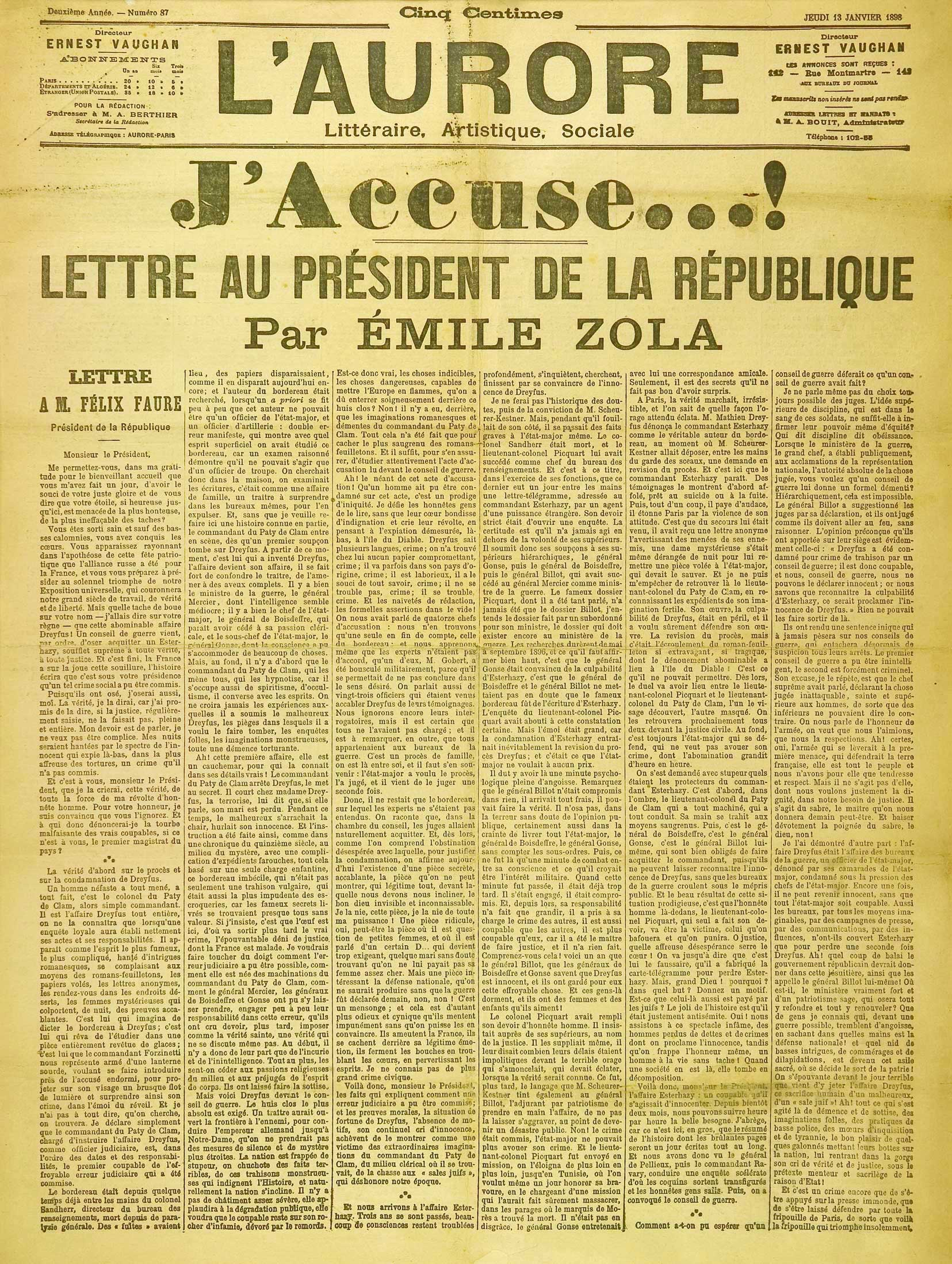
J'accuse di Émile Zola

Il vero colpevole, il maggiore Ferdinand Walsin Esterhazy, sarà successivamente identificato. Nonostante questo e i numerosi appelli da parte dei suoi sostenitori, compresi Émile Zola (con il celeberrimo editoriale intitolato J'accuse) e Georges Clemenceau, la revisione processuale del 1899 portò solamente ad un'attenuazione della condanna. Dreyfus ottenne la "Grazia" dal Presidente della Repubblica francese Émile Loubet e nel 1906 venne completamente riabilitato dalla Corte di cassazione.
In occasione di questa lunga vicenda giudiziaria gli ebrei francesi scoprirono la nuova faccia dell'antisemitismo. La stampa e la folla scatenatasi pronunciarono i peggiori temi propagandistici dell'antisemitismo; colpito fortemente dagli eventi il giornalista viennese Theodor Herzl si mise a scriver il testo fondativo del sionismo, Lo Stato ebraico. Tumulti antiebraici ebbero luogo sia durante il processo intentato a Zola che nel corso della revisione di Rennes nel 1899.
In quello stesso anno Édouard Drumont, l'autore di La France Juive, risultò eletto come deputato di Algeri e Max Régis conquistò il comune alla testa di una "lista antisemita". Tuttavia il 26 luglio del 1906, dopo la completa riabilitazione di Dreyfus, gli Archives israélites scrissero: "In ogni caso l'affare Dreyfus è finito per i figli d'Israele e dalla sua conclusione avremmo sperato di più, se solo fosse stato possibile, per il nostro caro paese".
Eppure ancora nel 1908 Dreyfus rimase vittima di un attentato a sfondo antisemita, quando fu ferito in un attacco durante il trasferimento delle ceneri di Zola al Pantheon. Il suo aggressore fu assolto nel processo che ne seguì.
Gli ebrei non si alzarono in massa per difendere Dreyfus. Léon Blum scrive nelle sue memorie: "il sentimento predominante è stato espresso in una formula come questa: è qualcosa in cui gli ebrei non dovrebbero intromettersi". Le istituzioni ebraiche non si schierarono nella vicenda e solo il Gran rabbino di Francia Zadoc Kahn ebbe l'ardire di protestare.
Alcuni ebrei, tuttavia, a titolo personale sostennero Dreyfus e tra loro vi era anche Bernard Lazare — il cui pamphlet Une erreur judiciaire. La vérité sur l'Affaire Dreyfus pubblicato nel 1896 ebbe una vasta risonanza — e Joseph Reinach.

### Gli ebrei francesi e il sionismo
Se la pluriennale vicenda giudiziaria Dreyfus ispirò Theodor Herzl per il suo Lo Stato ebraico del 1896, gli ebrei francesi non rimasero assenti dallo sviluppo del sionismo. Già nel 1870 l'Alleanza israelitica universale sotto l'impulso di Charles Netter e grazie al sostegno finanziario di Edmond James de Rothschild inaugurò la prima scuola agricola Mikveh Israel in Terra d'Israele, ancor oggi collegio franco-israeliano. Il barone Rothschild s'impegnò con decisione nell'istituzione d'insediamenti ebraici in Palestina acquistando i terreni coltivabili e finanziando i primi Kibbutz. Aiutò infine nella fondazione d'intere città come Rishon LeZion e Zikhron Ya'aqov.
Questo ruolo fondamentale svolto dal barone (le cui ceneri vennero fatte trasferire in Israele nel 1954) non deve far dimenticare l'indifferenza che provava a quel tempo la gran parte dell'ebraismo francese nei riguardi del sionismo. Solo il Gran rabbino di Francia Zadoc Kahn inviò un proprio messaggio d'auguri e simpatia al primo congresso sionista tenutosi a Basilea nel 1897.

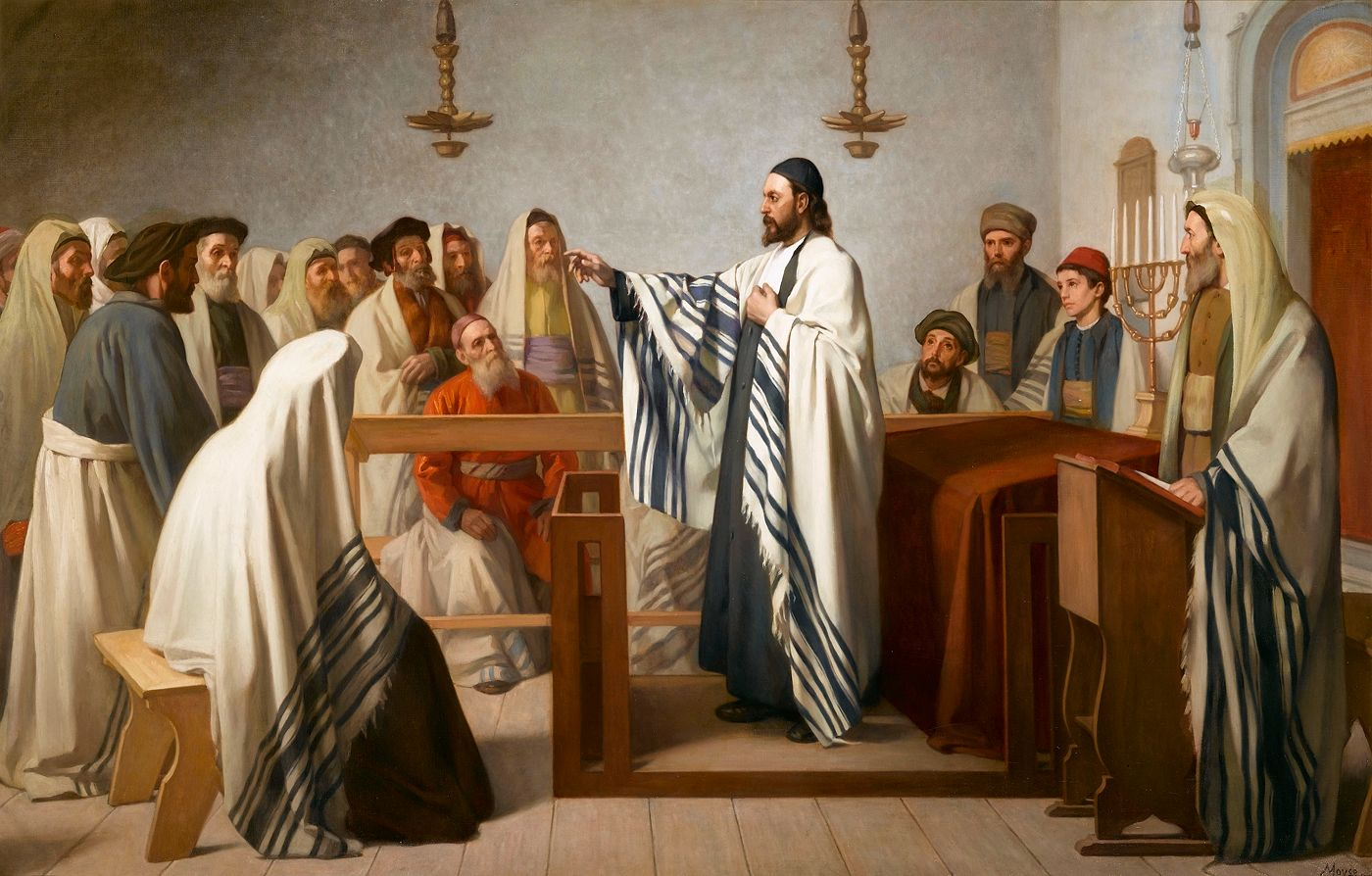
Sermon dans un oratoire israelite di Édouard Moyse (1897)

### Immgrazione dall'Europa centro-orientale
Nonostante l'affare Dreyfus la Terza Repubblica Francese rimase molto attraente per gli ebrei dell'Europa centrale e dell'Europa orientale i quali continuavano ancora ad essere vittime di persecuzione e di discriminazione diffusa nei loro paesi d'origine. A partire dal 1880 un'ondata d'immigrati ebrei che fuggivano dai pogrom scatenati nell'Est europeo raggiunsero la Francia; questi migranti parlavano la lingua yiddish ed erano perlopiù operai e artigiani. Molti di loro si stabilirono nel quartiere parigino del Marais.

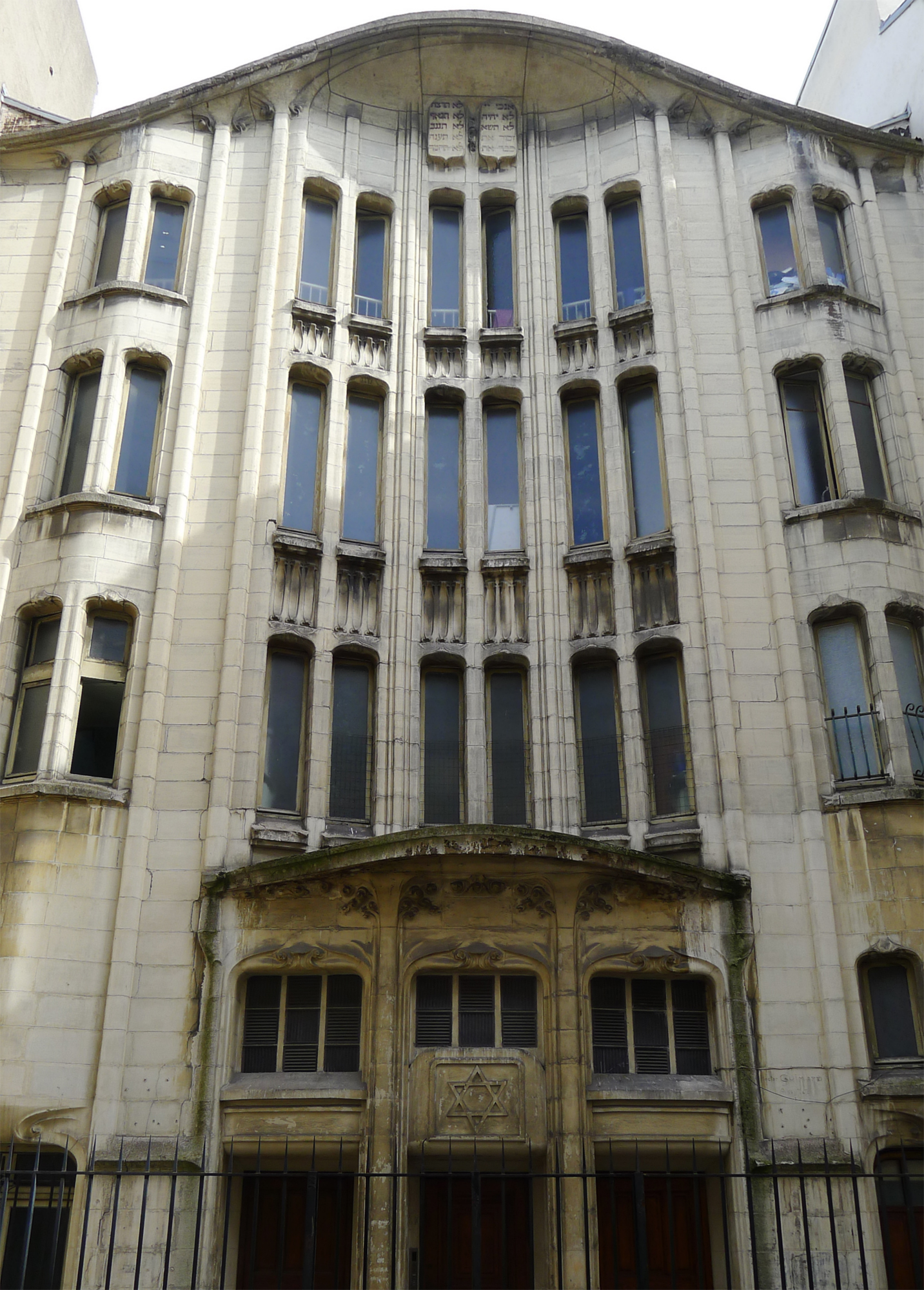
La sinagoga russo-polacca di Le Marais (1914)

Le relazioni con gli ebrei locali furono tese; i nuovi arrivati videro i loro correligionari come dei "piccoli ebrei", mentre da par loro gli ebrei francesi videro i profughi dell'Est come molto più evocativi di pregiudizi antisemitici di quanto non lo fossero mai stati loro stessi. L'inaugurazione della sinagoga russo-polacca di "rue Pavée" nel 1914 venne celebrata senza la presenza del Concistoro e del rabbinato.
Da questi immigrati emersero alcune grandi figure le quali parteciperanno a pieno titolo dell'influenza artistica prodotta dalla cultura della Francia nel mondo. Il pittore bulgaro Jules Pascin giunse nel 1905; lo scultore lituano Jacques Lipchitz e il russo Ossip Zadkine nel 1909; il pittore bielorusso Marc Chagall nel 1910; il russo Chaïm Soutine nel 1912; l'ucraino Emmanuel Mané-Katz nel 1913. Questi, insieme ad altri immigrati come l'italiano Amedeo Modigliani giunto nel 1906, sono tra i membri più eminenti e persino fondatori della Scuola di Parigi.
Quest'immigrazione massiccia contribuì alla crescita del numero totale degli ebrei francesi il quale viene stimato nel 1914, alla vigilia della prima guerra mondiale, in 120.000 persone di cui 1/3 di provenienza straniera. Altri 30.000 vivevano nell'Alsazia-Lorena, dove rimasero spesso molto francofili, mentre altri

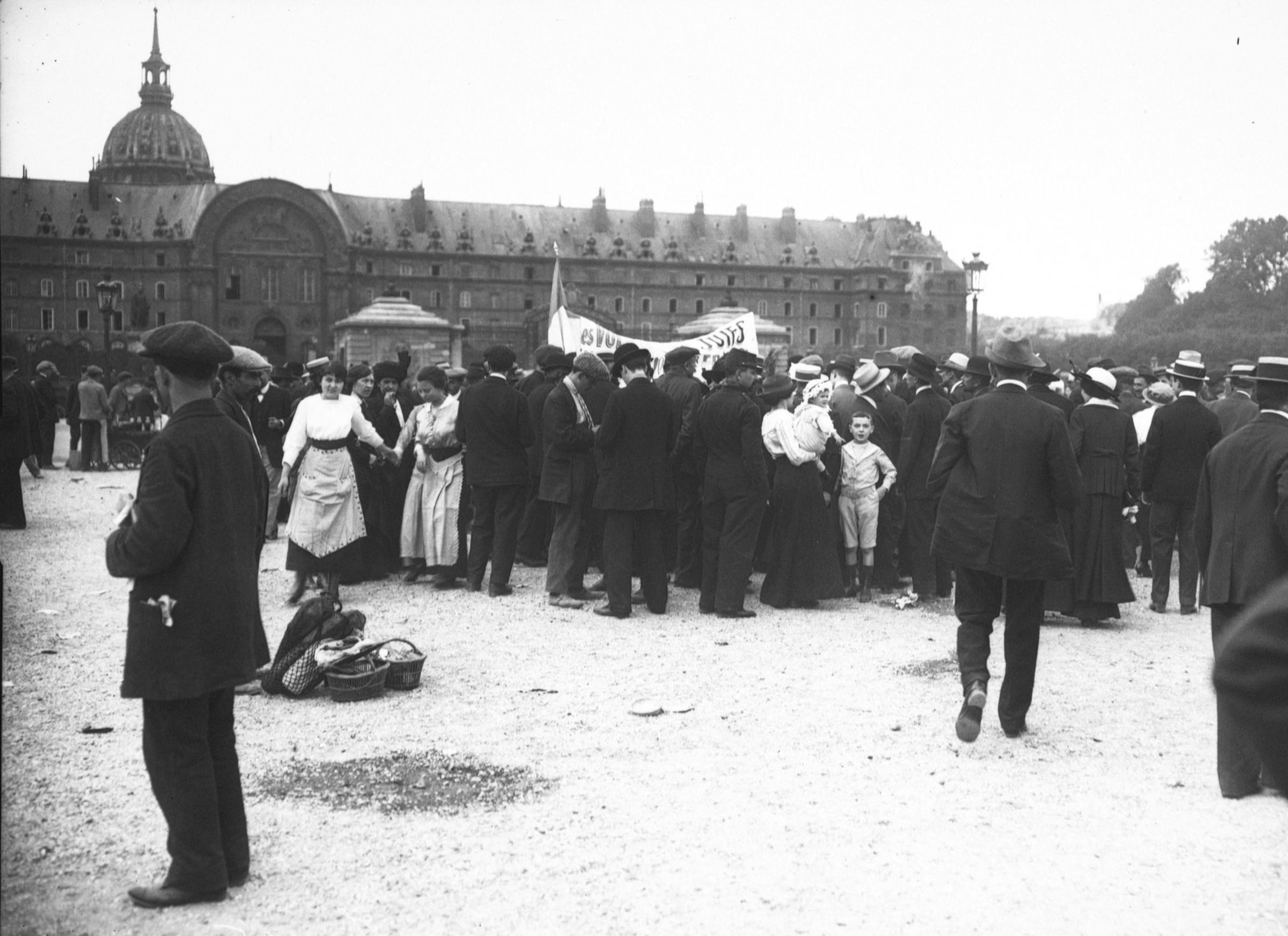
Volontari ebrei davanti all'Hôtel des Invalides nel 1914

70.000 vivevano nell'Algeria francese.

### Prima guerra mondiale
Gli ebrei francesi e algerini furono mobilitati allo scoppio della guerra e 6.500 di loro caddero sui campi di battaglia. Oltre ai cittadini anche molti ebrei stranieri s'impegnarono a favore del paese che aveva dato loro asilo.
Il movimento dell'"Union sacrée", che segna l'inizio del conflitto, è simboleggiato religiosamente dalla morte sul "campo dell'onore" del rabbino cappellano militare Abraham Bloch, ucciso il 29 agosto del 1914 da un obice tedesco mentre stava porgendo un crocifisso a un soldato francese agonizzante.
La vittoria francese permise il reintegro del territorio dell'Alsazia-Lorena; in tal modo 30.000 ebrei riacquistarono la nazionalità francese, portando così la stima totale a 150.000 nel 1919 senza contare gli ebrei algerini.

### Periodo interbellico
Al termine della "Grande Guerra" gli ebrei francesi pensarono d'aver raggiunto l'obiettivo che si erano posti, quello cioè di fondersi completamente con la nazione di cui erano dei componenti, allo stesso identico modo dei cattolici e dei protestanti; diedero il loro sangue e tutte le proprie capacità, raggiungendo posizioni elevate in molte aree della vita sociale. Gli ebrei alsaziani ritrovarono ancora una volta la via della Francia e si riunirono alla comunità nazionale ma, assieme alla Mosella, l'Alsazia rimase esclusa dal regime concordatario di separazione tra Stato e Chiesa votato nel 1905 e pertanto esso non venne applicato a quelle regioni: i rabbini rimasero quindi remunerati dallo Stato.
Durante il periodo interbellico la comunità ebraica francese subì una rapida trasformazione. L'avvenuta rivoluzione russa, il sempre risorgente antisemitismo nell'Europa orientale, lo stesso successo ottenuto dall'Alleanza israelitica universale la quale diede una cultura prettamente francese agli ebrei provenienti dalla Grecia e dalla Turchia centrale e, ancora una volta, l'avviarsi di una forte immigrazione dall'Est che portò ad una stima di 200.000 ebrei francesi nel 1930. L'ascesa sempre più prepotente del nazionalsocialismo nell'oramai morente repubblica di Weimar accelerò questo movimento: nel 1939 la presenza ebraica era salita a 300.000 unità, a cui si dovevano aggiungere i 110.000 ebrei algerini.
Gli ebrei francesi nativi divennero una minoranza; molti tra i migranti furono artigiani e, anche se alcuni riuscirono con rapidità ad elevarsi socialmente, la maggior parte di loro venne a formare un proletariato che visse nel quartiere parigino di Le Marais e a Place de la Bastille. La maggioranza dei nuovi arrivati non si riconobbe nel Concistoro ebraico, troppo lontano dalle tradizioni religiose degli Aschenaziti; gli stessi ebrei francesi rimasero spesso assai riluttanti nei confronti di questi correligionari con un forte accento orientale i quali chiedevano regolarmente la loro assistenza.

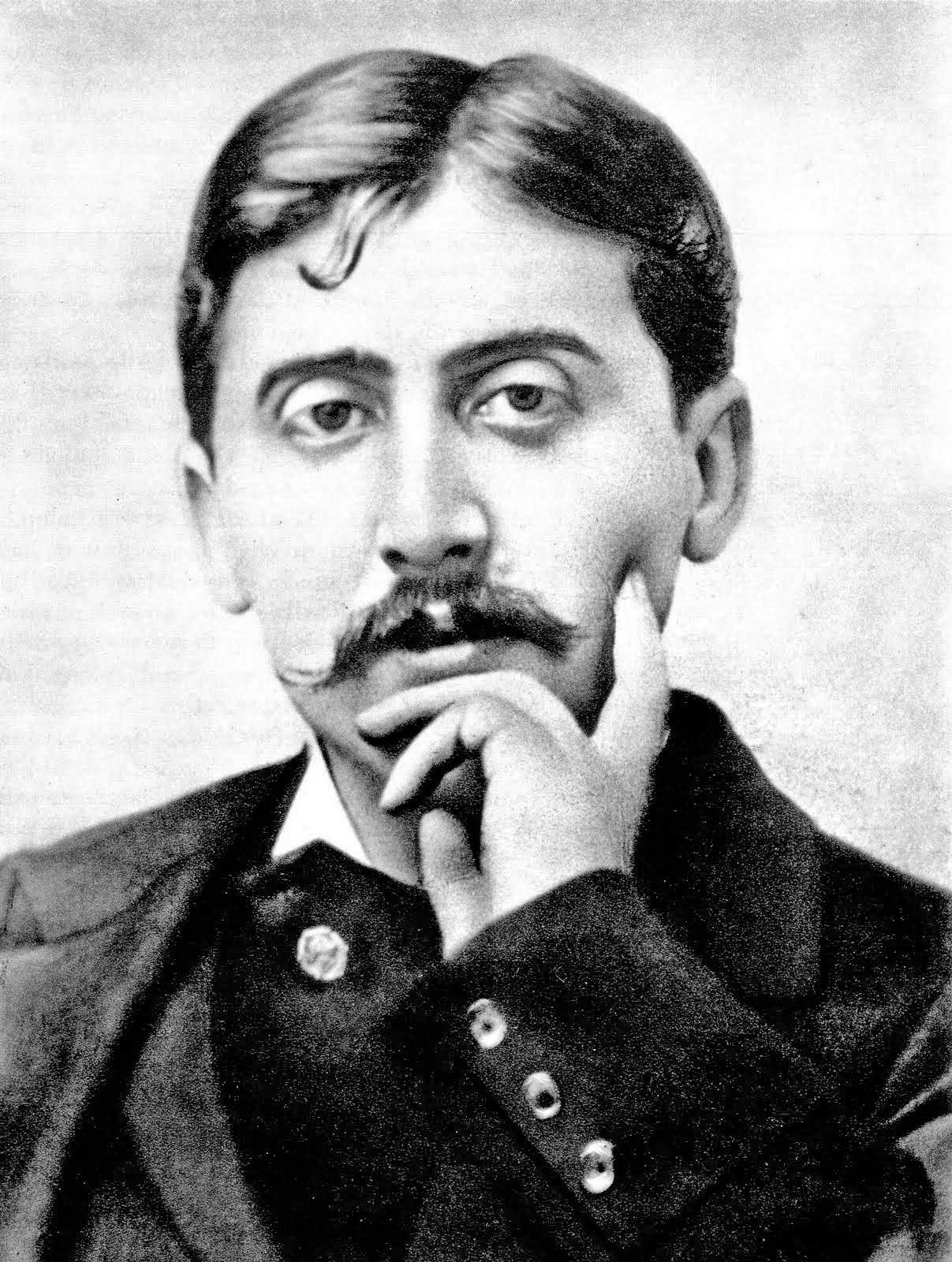
Marcel Proust nel 1900 circa

Nel corso di questo breve periodo gli ebrei francesi giunsero ad occupare un posto privilegiato all'interno della cultura della Francia, sia nell'ambito artistico che in quelli industriali e politici. L'espressione "felice come Dio in Francia" parve corrispondere sempre più al vero.
Oltre ai membri della già citata Scuola di Parigi si vennero a distinguere nella letteratura francese Marcel Proust (la cui madre era ebrea, autore omosessuale di Alla ricerca del tempo perduto), il poeta Max Jacob, il filosofo Henri Bergson, lo scrittore Julien Benda, il drammaturgo Tristan Bernard, il romanziere-biografo André Maurois, la filosofa critica del marxismo Simone Weil e l'ucraina Irène Némirovsky. L'imprenditore André Citroën diede vita alla Citroën, rivoluzionando l'intero comparto automobilistico brevettando la Citroën Traction Avant.
La Terza Repubblica Francese fu anche uno dei primi paesi europei - preceduto dal Regno d'Italia con Luigi Luzzatti dal 1910 al 1911 e con Sidney Sonnino nel 1906 e dal 1909 al 1910 il quale era però un convertito all'anglicanesimo; mentre Benjamin Disraeli era anch'egli d'origine ebraica, seppur convertito al cristianesimo - in cui un ebreo, Léon Blum, venne nominato Presidente del Consiglio; dal 1936 al 1939 con la coalizione del Fronte Popolare. Proprio in quanto ebreo divenne il bersaglio designato di feroci attacchi antisemitici i quali non fecero che rafforzarsi parallelamente con l'aumento della presenza ebraica, contenente nel suo seno praticanti religiosi, assimilati e anche qualche convertito.

#### Aumento dei pericoli
Nel 1920 furono pubblicati anche in Francia, dopo l'impero tedesco e il Regno Unito, i famigerati Protocolli dei Savi di Sion, un pamphlet antisemitico creato ad hoc dalla polizia segreta zarista dell'Ochrananel 1905; ebbe la prefazione di Roger Lambelin. Nonostante l'approfondita indagine condotta da The Times, che ne smascherò la frode nel 1921, questo testo venne ripetutamente fatto ristampare; esso è noto con molte varianti ma tutte incentrate sul "pericolo ebraico". L'antisemitismo razziale, ancorato all'estrema destra, prese la forma della denuncia di una "trama occulta" volta al "dominio del mondo" perpetrata dal Giudeo-bolscevismo.
L'antisemitismo diminuì nel corso dei primi anni venti, in parte perché il fatto che molti ebrei fossero morti per difendere la "Patria" durante la guerra mondiale rese molto più difficile l'accusa a loro rivolta di non avere abbastanza patriottismo. Il giornale antisemitico La Libre Parole chiuse nel 1924 e l'ex anti-Dreyfusardo Maurice Barrès incluse gli ebrei tra le "famiglie spirituali" della nazione.
Nel 1926 l'esponente ebreo dell'anarchismo in Russia Sholom Schwartzbard uccise l'Atamano ucraino Simon Petljura, implicato in vari pogrom, nel bel mezzo di una strada parigina con 8 colpi di pistola.
Manifestazioni antisemitiche accompagnarono l'esibizione di un'opera teatrale di Jean Richepin incentrata sull'affare Dreyfus sia nel 1931 che nel 1933. Ma già nel 1921 i fratelli Jérôme Tharaud e Jean Tharaud scrissero a quattro mani un libro dal titolo significativo Quand Israël n'est plus roi: "quello che stupisce di più è vedere sessantacinque milioni di tedeschi che autorizzano a farsi dominare in questo modo da seicentomila Ebrei".
L'afflusso massiccio di rifugiati ebrei tedeschi e l'ebraismo dichiarato del leader del Fronte Popolare Léon Blum contribuirono invece alla rinascita dell'antisemitismo durante gli anni trenta. Scrittori come Paul Morand, Pierre Gaxotte, Marcel Jouhandeau e il leader dell'Action française Charles Maurras non mancarono di denunciare gli ebrei.
L'antisemitismo si fece più duro e aspro a seguito del caso inerente al truffatore Alexandre Stavisky, soprannominato "la bella Sacha", uno scandalo politico-economico scoppiato nel gennaio del 1934 il quale scoperchiò la corruzione presente all'interno del 2º governo di Camille Chautemps e che contribuì alla sua caduta e ai successivi tumulti antiparlamentari del 6 febbraio. In quello stesso 1934 ci fu la traduzione completa in lingua francese del Mein Kampf.

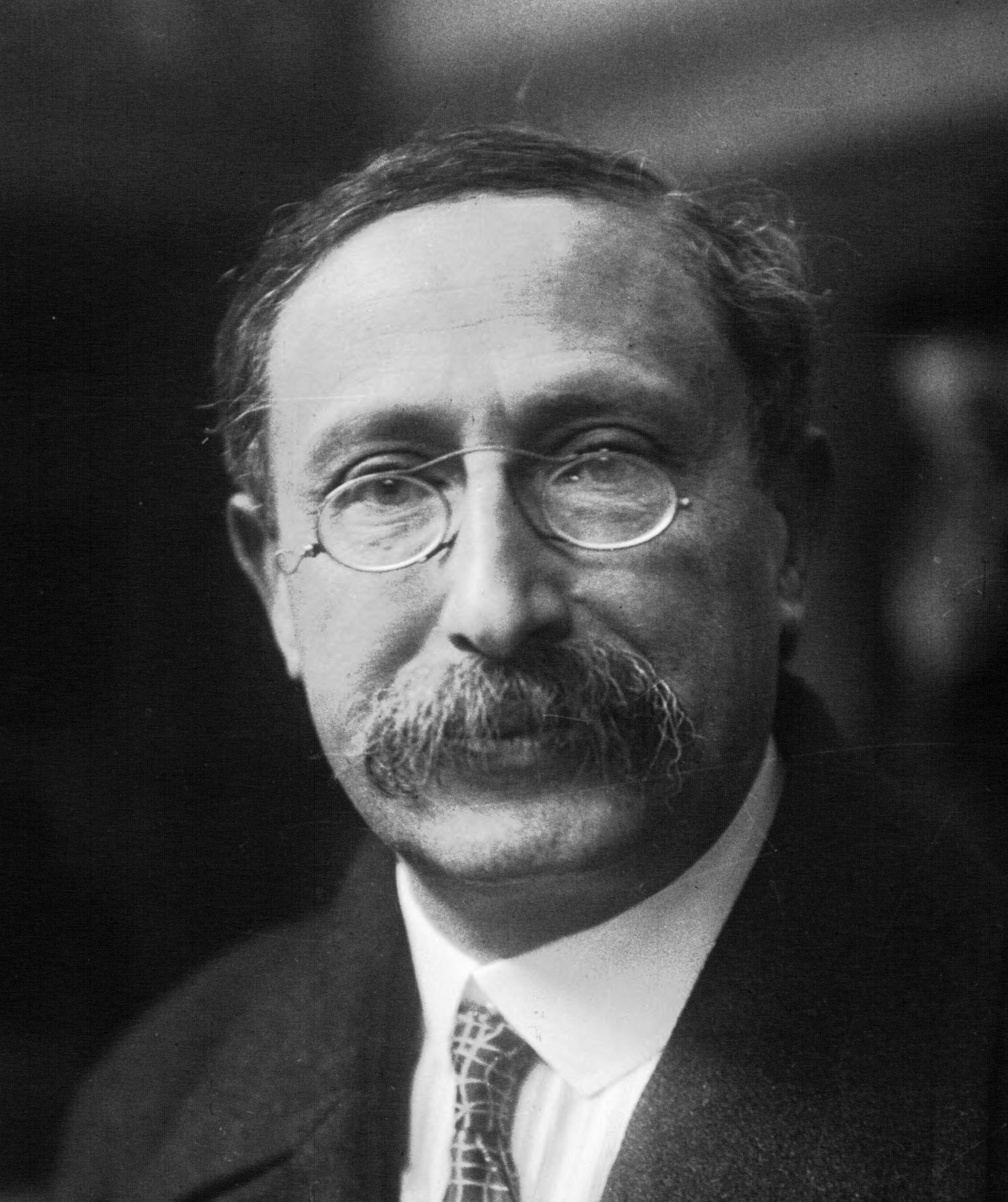
Léon Blum nel 1927

La vittoria del "Fronte Popolare" nel 1936 vide l'avvento al governo di Blum, che la lega di estrema destra "Solidarité française" designò come "nemico pubblico numero uno"; ciò scatenò l'ira della destra parlamentare e delle varie leghe ad essa affiliate. Xavier Vallat declamò alla tribuna della Camera: "per la prima volta quest'antico paese gallo-romano sarà governato da un giudeo".
L'antisemitismo si radicò quindi anche nella vita politica, in particolar modo tra le file della "Fédération républicaine" di centro-destra, del cui gruppo parlamentare era vicepresidente Vallat.
Nel 1937 apparve Bagatelle per un massacro di Louis-Ferdinand Céline; l'autore diventò improvvisamente un profeta dell'antisemitismo: "lasciateli morire tutti di fame, poi si vedrà". Violentemente dichiarò: "mi sento molto amichevole nei riguardi di Adolf Hitler e di tutti i tedeschi, che considero come dei fratelli... I nostri veri nemici sono ebrei e la massoneria... Sono delle cimici".
Nel 1937 anche i tradizionali conservatori e socialisti, precedentemente non associati ai temi propagandistici dell'antisemitismo, denunciarono la presunta influenza ebraica che stava spingendo - a loro dire - il paese in una "guerra giudaica" contro la Germania nazista. L'alto livello di antisemitismo nel biennio 1938-39 fu un precursore della politica di collaborazionismo attivo intrapresa dal governo di Vichy di Philippe Pétain tra il 1940 e il 1944.

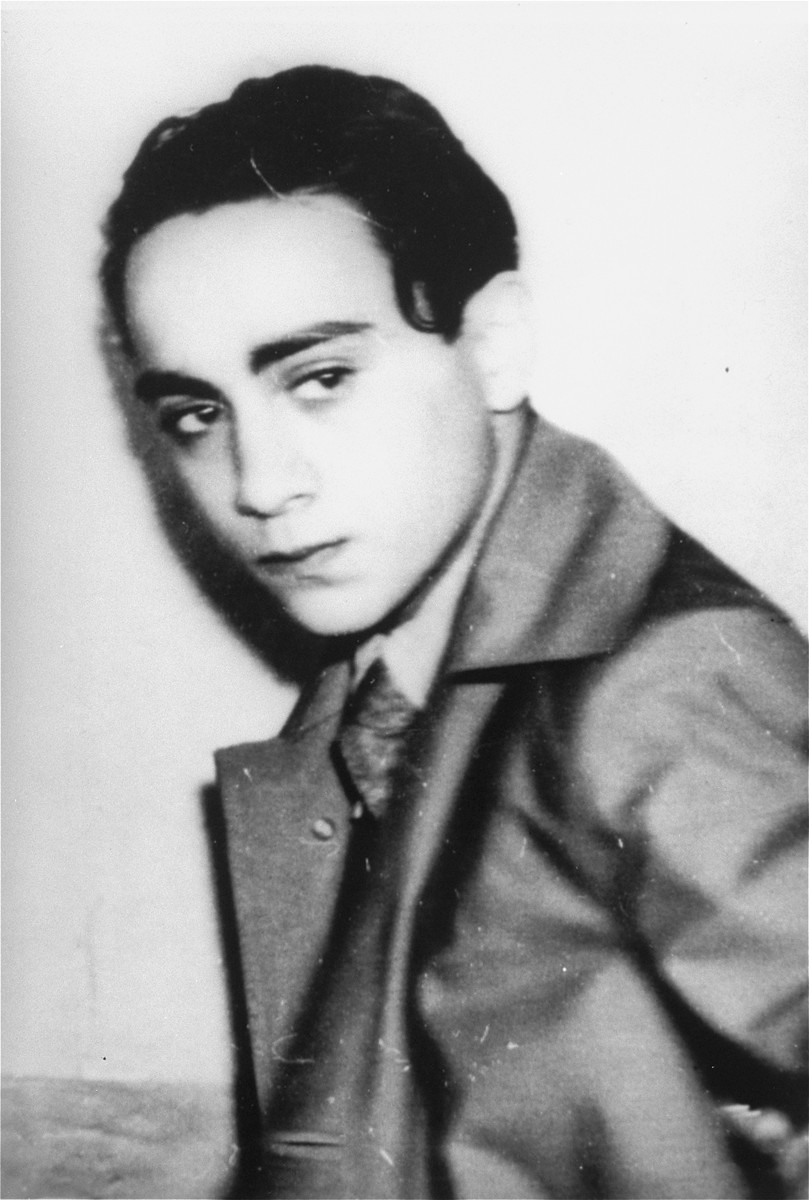
Herschel Grynszpan subito dopo l'arresto

Nel novembre del 1938 l'omicidio di un consigliere dell'ambasciata tedesca parigina, Ernst vom Rath, da parte del rifugiato adolescente Herschel Grynszpan (si ipotizzò perfino una relazione omosessuale tra i due) fornì il pretesto al nazionalsocialismo per innescare il massacro che sarà conosciuto sotto il nome di Notte dei cristalli.
Tutti questi fatti sommati l'uno all'altro accrebbero l'ansia e l'imbarazzo degli ebrei francesi e dei loro leader i quali reagirono sempre molto sommessamente a questo stato di cose. Venne istituito un comitato nazionale nel tentativo di salvare le vittime dell'antisemitismo nella Germania oramai del tutto nazificata, ma ebbe vita breve. La comunità si divise tra coloro che volevano a tutti i costi mantenere un basso profilo davanti agli eventi, come il giovane Edgar Morin e coloro che chiedevano invece a gran voce una resistenza attiva, come Julien Benda.

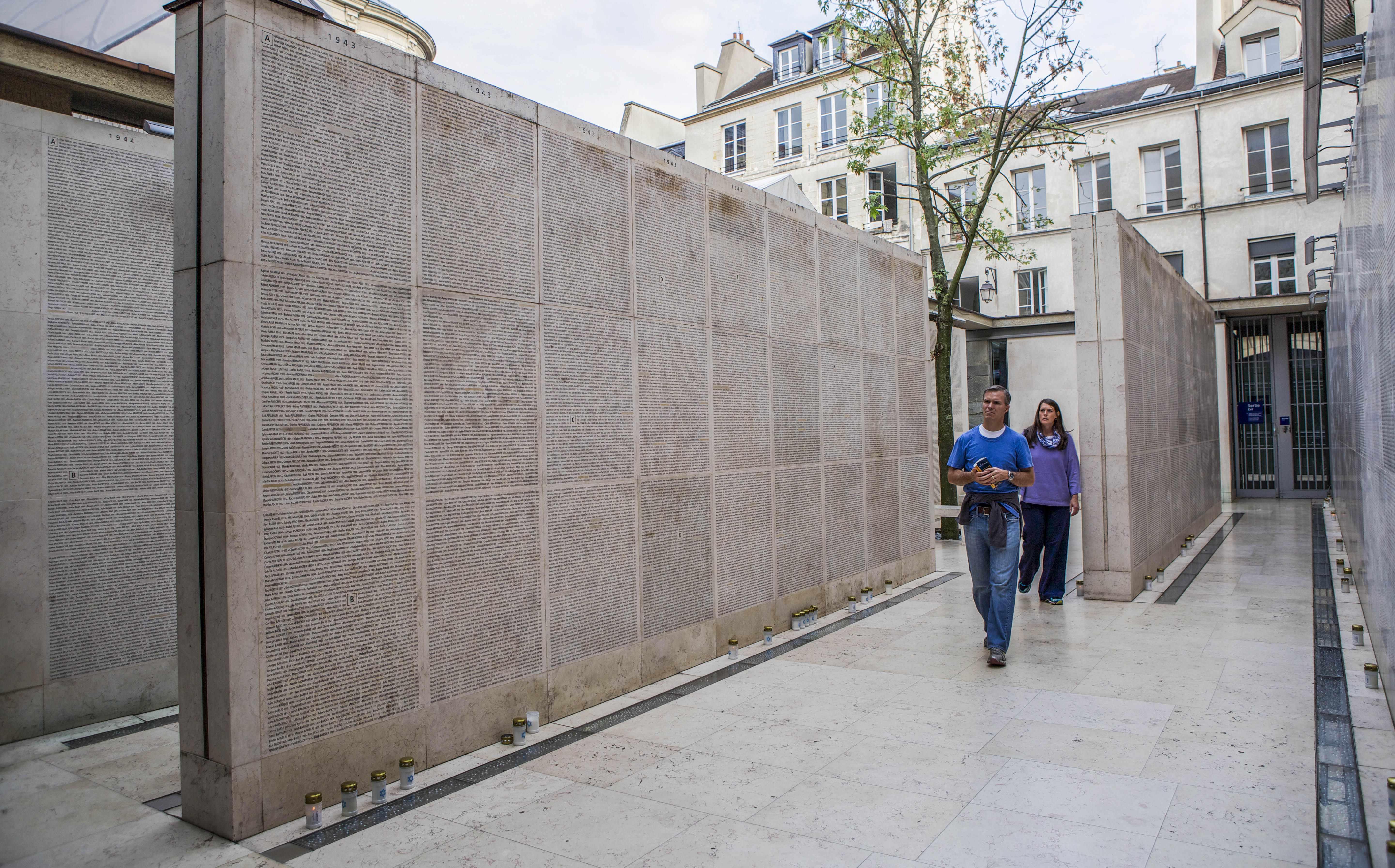
Il "Muro dei nomi" nel memoriale della Shoah a Le Marais

## Seconda guerra mondiale
Con la dichiarazione di guerra gli ebrei francesi furono mobilitati come tutti i loro compatrioti, e, esattamente come accadde anche nel 1914, molti ebrei stranieri si unirono ai reggimenti di volontari; si stima che circa 40.000 di loro vennero incorporati. Gli ebrei tedeschi rifugiati in Francia subirono l'incarcerazione in quanto appartenenti alla "nazionalità nemica".
Come regola generale gli ebrei rimasero rassicurati della capacità francese di proteggerli dal nazionalsocialismo. Un gran numero di ebrei dell'Alsazia e della Mosella vennero costretti ad abbandonare le proprie abitazioni poste proprio sulla linea di confine e cercarono rifugio nella zona non occupata già a partire dai primi di luglio del 1940.
L'accordo del Secondo armistizio di Compiègne del 22 giugno firmato tra il rappresentante della Germania nazista e quello del governo di Philippe Pétain, anche non comprendente alcun disposizione esplicita per gli ebrei, previde due clausole che collegheranno il loro destino alla politica antisemitica tedesca:
- l'articolo 3 prevede che nelle regioni occupate dal Reich tedesco il governo e l'amministrazione francesi devono «facilitare in ogni modo i regolamenti relativi all'esercizio dei diritti del Reich;
- gli articoli 16 e 19 prevedono che il governo francese debba effettuare il rimpatrio della popolazione nei territori occupati, "il governo francese deve consegnare su richiesta tutti i cittadini tedeschi nominati dal governo del Reich e che si trovano in Francia, così come nei possedimenti francesi, nelle colonie, nei territori sotto protettorato e sotto mandato" (Vedi Armistice du 22 juin 1940.).

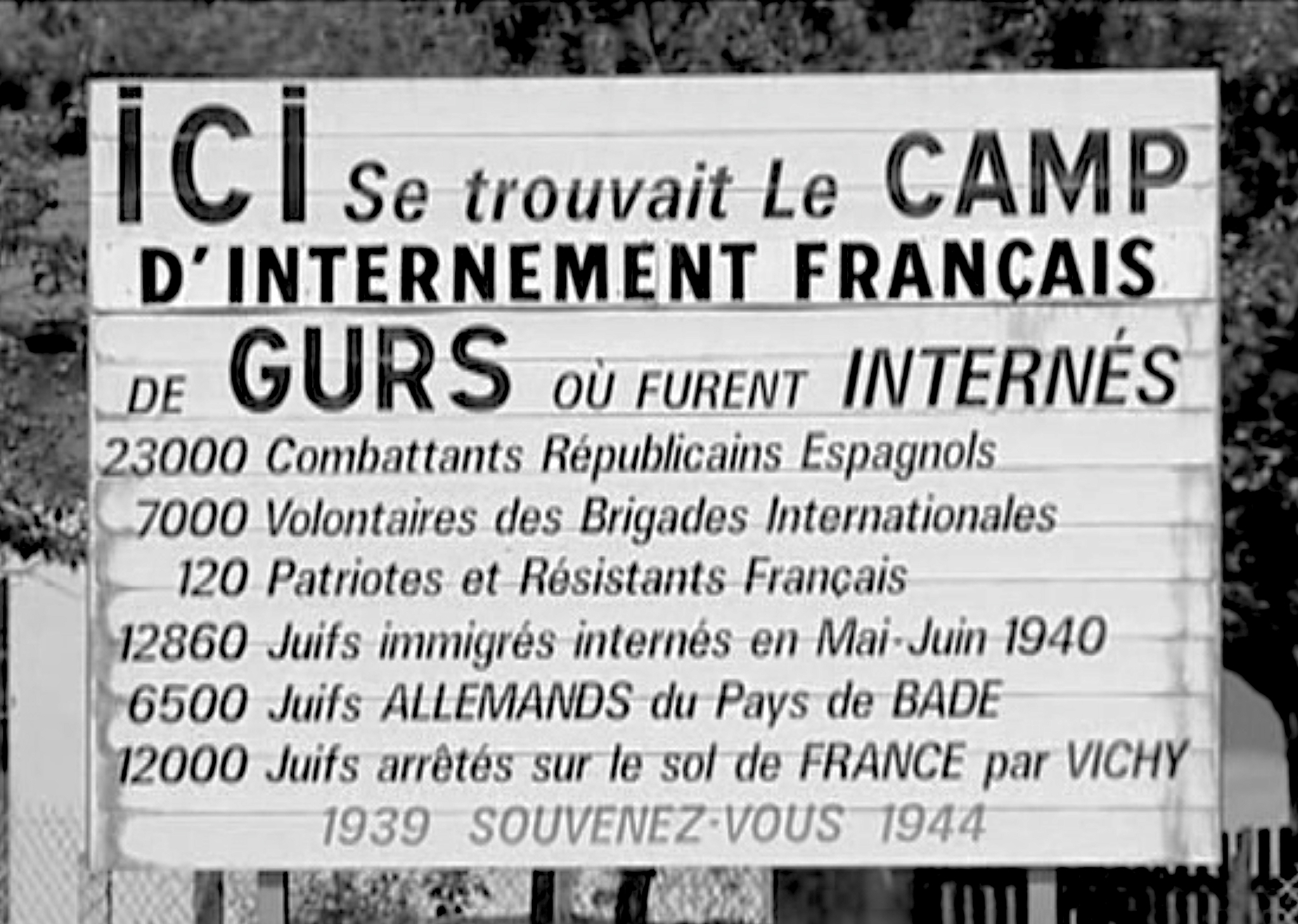
Pannello commemorativo all'ingresso del campo d'internamento di Gurs

### Misure antisemitiche tedesche e di Vichy
Quando ebbe termine la campagna di Francia e il paese fu occupata dai tedeschi nel giugno 1940 vi erano circa 330.000 ebrei residenti (più altri 370 000 in tutto il Nordafrica). Di questi meno della metà deteneva la cittadinanza; gli altri erano stranieri, soprattutto esuli provenienti dalla stessa Germania nazista e dall'Europa centrale che avevano migrato nel corso degli anni trenta. Altri 110.000 vivevano nella colonia dell'Algeria francese.

#### Dall'armistizio all'invasione della zona libera
Nell'estate del 1940 Otto Abetz, ambasciatore tedesco a Parigi, organizzò l'esproprio delle famiglie ebraiche più ricche. Il governo di Vichy intraprese le prime misure antiebraiche immediatamente dopo le autorità tedesche, verso l'autunno; lo Statut des Juifs preparato da Raphaël Alibert, ma reso ancora più duro dallo stesso Pétain - secondo un documento rinvenuto e fatto pubblicare nel 2010 dallo storico Serge Klarsfeld - vietò agli ebrei francesi alcune professioni (insegnante, giornalista, avvocato ecc.).
La successiva legge del 4 ottobre pianificò di rinchiudere gli ebrei stranieri in campo d'internamento nelle zone del Sud, come quello sorto a Gurs il quale venne presto raggiunto da convogli di ebrei deportati dalle zone che il "Reich millenario" voleva annettere in modo permanente come l'Alsazia, la Lorena e l'intero Belgio.

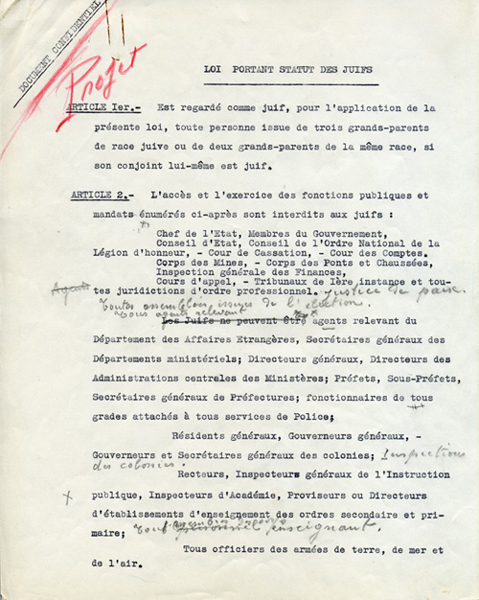
Prima pagina dello Statut des Juifs annotato di proprio pugno dallo stesso Philippe Pétain

Il "Commissariat général aux questions juives" creato dall'amministrazione dello "Stato francese" nel marzo del 1941 organizzò il saccheggio della proprietà privata ebraica e orchestrò i temi propagandistici dell'antisemitismo, mentre i tedeschi attivarono nella zona occupata centri informativi di identificazione degli ebrei e che il Second statut des Juifs del 2 giugno del 1941 ne completò l'istituzione sistematica in tutto il territorio. Tali rapporti, come quello stilato dal prefetto parigino André Tulard, assecondarono la Gestapo nella sua politica di deportazione; l'assenza della "stella gialla", che non fu obbligatorio indossare nella "zona libera", non protesse comunque gli ebrei dai maggiori rastrellamenti.

Le vie di deportazione verso il campo di concentramento di Auschwitz

Per poter controllare più da vicino la comunità ebraica i tedeschi crearono il 9 novembre del 1941 l'"Union générale des israélites de France", responsabile dell'unificazione di tutte le opere di assistenza ebraica: i tedeschi poterono in tal modo venire a conoscenza di tutte le residenze ebraiche. I leader dell'Union previdero troppo tardi la misura del rischio costituito dal dialogo con i nazisti e René-Raoul Lambert e André Baur scomparvero presto sommersi dalla politica di deportazione.
Un'ordinanza tedesca ordinò il 29 maggio del 1942 l'utilizzo della "stella gialla" per tutti gli ebrei di età superiore ai 6 anni.

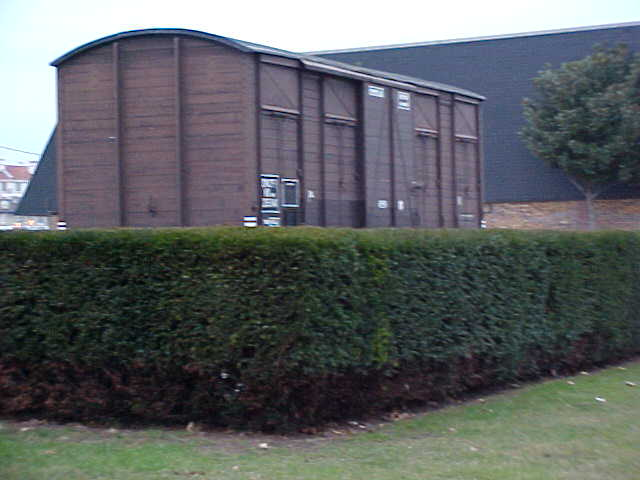
Uno dei convogli usati per la deportazione al campo d'internamento di Drancy

Gli arresti degli ebrei francesi iniziarono nel 1940 in forma individuale e in maniera massiccia dall'anno seguente. Il primo rastrellamento ebbe luogo il 14 maggio del 1941; 3.747 uomini in totale furono internati nei primi campi di transito a Pithiviers e a Beaune-la-Rolande. Il secondo si verificò tra il 20 e il 21 agosto e riguardò 4.232 uomini; finirono nel campo d'internamento situato a Drancy.
La vera e propria deportazione iniziò il 27 marzo del 1942, la data di partenza da Parigi per il campo di concentramento di Auschwitz del primo convoglio; essa si rivolse anche alle donne e ai bambini nel Rastrellamento del Velodromo d'Inverno del 16-17 luglio, nel corso del quale 13.000 ebrei vennero fatti arrestare dalla polizia francese. Nella zona occupata l'amministrazione civile e la polizia rimasero sotto la diretta autorità tedesca; i francesi quindi applicarono alla lettera gli ordini tedeschi contro gli ebrei ed entro il 1942 consegnarono tutti gli stranieri presenti nei campi d'internamento. Aiutarono attivamente a condurre più di 10.000 persone verso la morte nei campi di sterminio attraverso il campo di Drancy.
Nella zona non direttamente occupata a partire dall'agosto del 1942 gli ebrei stranieri o apolidi che erano stati deportati a seguito dell'armistizio nei campi profughi del Sud-Ovest del paese vennero nuovamente arrestati e fatti deportare in convogli nella zona occupata, per finire nei campi di sterminio tedeschi e polacchi del governatorato generale.

#### Dall'invasione della zona libera alla capitolazione tedesca
Entro il novembre del 1942 l'intero territorio francese si trovava sotto il diretto controllo tedesco ad eccezione della zona d'occupazione italiana (vedi Occupazione italiana della Francia meridionale), ove gli ebrei vennero perlopiù risparmiati; questo almeno fino alla caduta del regime di Benito Mussolini e alla sostituzione della truppe italiane con quelle tedesche nel settembre del 1943 dopo l'armistizio di Cassibile.
Il banchiere italiano Angelo Donati e il "Comité d'Aide aux Refugees" cercarono di salvare gli ebrei dalle deportazioni promosse dalla polizia francese tra il novembre del 1942 e il settembre del 1943. Donati riuscì a convincere le autorità italiane di occupazione a proteggere gli ebrei. Importante fu la collaborazione con il capo della "polizia razziale" Guido Lospinoso con cui, grazie anche agli uffici di Padre Maria Benedetto organizzarono la salvaguardia della comunità ebraica in località protette e la loro graduale e segreta entrata in Italia e in altre nazioni ritenute più sicure. Dopo la caduta di Mussolini, nell'agosto del 1943 cercò di organizzare il trasporto di migliaia di ebrei in Nordafrica con l'aiuto della Città del Vaticano, del regno d'Italia e degli Alleati della seconda guerra mondiale, ma l'annuncio dell'armistizio dell'8 settembre fece fallire il piano.
Le autorità tedesche assunsero sempre più il controllo degli ebrei, mentre il governo di Vichy dovette affrontare il "problema" di una sensibilizzazione graduale dell'opinione pubblica nei riguardi della persecuzione e il primo strutturarsi di una forma di "resistenza ebraica". Tuttavia la Milice française, composta da francesi che avevano abbracciato l'ideologia nazista, raddoppiarono il loro impegno nel consegnare ai tedeschi le famiglie ebraiche della cui esistenza fossero stati a conoscenza. Il ritmo dei convogli in direzione dell'Europa orientale s'intensificò; gli ultimi, provenienti da Drancy, lasciarono la stazione di Bobigny il 31 luglio del 1944.
Nel'Algeria francese il generale Henri Giraud prima e Charles de Gaulle poi fecero ritardare il ripristino della legalità repubblicana; gli ebrei non riconquistarono la cittadinanza francese fino al 20 ottobre del 1943.
Tra il 1942 e il 1943 i gruppi clandestini della resistenza francese contribuirono a creare il "Service d'évacuation et de regroupement d'enfants", ribattezzato nel 1944 2Œuvre de protection des enfants Juifs". La sua missione principale fu quella di salvare i bambini ebrei i cui genitori erano stati deportati o scomparsi; questi minori, minacciati d'arresto e deportazione, furono protetti da famiglie ed istituzioni francesi sia laiche che religiose non ebraiche. Già nel settembre del 1944 si riuscì a raggruppare i bambini nelle ex abitazioni dei deportati le quali vennero a loro riservate.
René Carmille ("Mort pour la France"), a capo del servizio nazionale di statistica, riuscì a sabotare l'utilizzo da parte delle autorità d'occupazione dei documenti d'archivio indicanti la "razza ebraica", costituiti da scheda perforata da usare nei sistemi meccanografici. Camille fu arrestato a Lione nel febbraio del 1944 e morì nel campo di concentramento di Dachau l'anno seguente.
Grazie al sussistere di una zona non occupata - e anche grazie all'aiuto di molti francesi (i "Giusti tra le Nazioni") spesso rimasti anonimi - i 3/4 degli ebrei francesi riuscirono a sfuggire alle misure di genocidio: il 90% di sopravvissuti se ci si riferisce agli ebrei di nazionalità francese, invece fu il 60% degli ebrei stranieri a potersi salvare. Questo è un taso relativamente elevato se confrontato con quello degli altri paesi europei occupati, come il Belgio il quale non ebbe più del 55% di sopravvissuti e i Paesi Bassi con il 20%.
Malgrado ciò 74.182 dei 330.000 ebrei francesi subirono la deportazione, inclusi 11.000 bambini e 55.000 stranieri: solamente il 3% di tutti loro uscì dai campi della morte ancora vivo. A questi numeri debbono essere aggiunti i 1.200 ebrei assassinati dai tedeschi o dai loro complici francesi e i 3.000 che morirono per esaurimento o malattia nei campi situati in territorio francese. Si giunge così ad un totale di oltre 76.000 vittime.

### Sopravvivenza degli ebrei francesi durante la guerra
Di fronte ai pericoli che pesarono su di loro gli ebrei francesi che non furono in grado di mettersi in salvo all'estero non ebbero altra scelta che nascondersi o combattere.

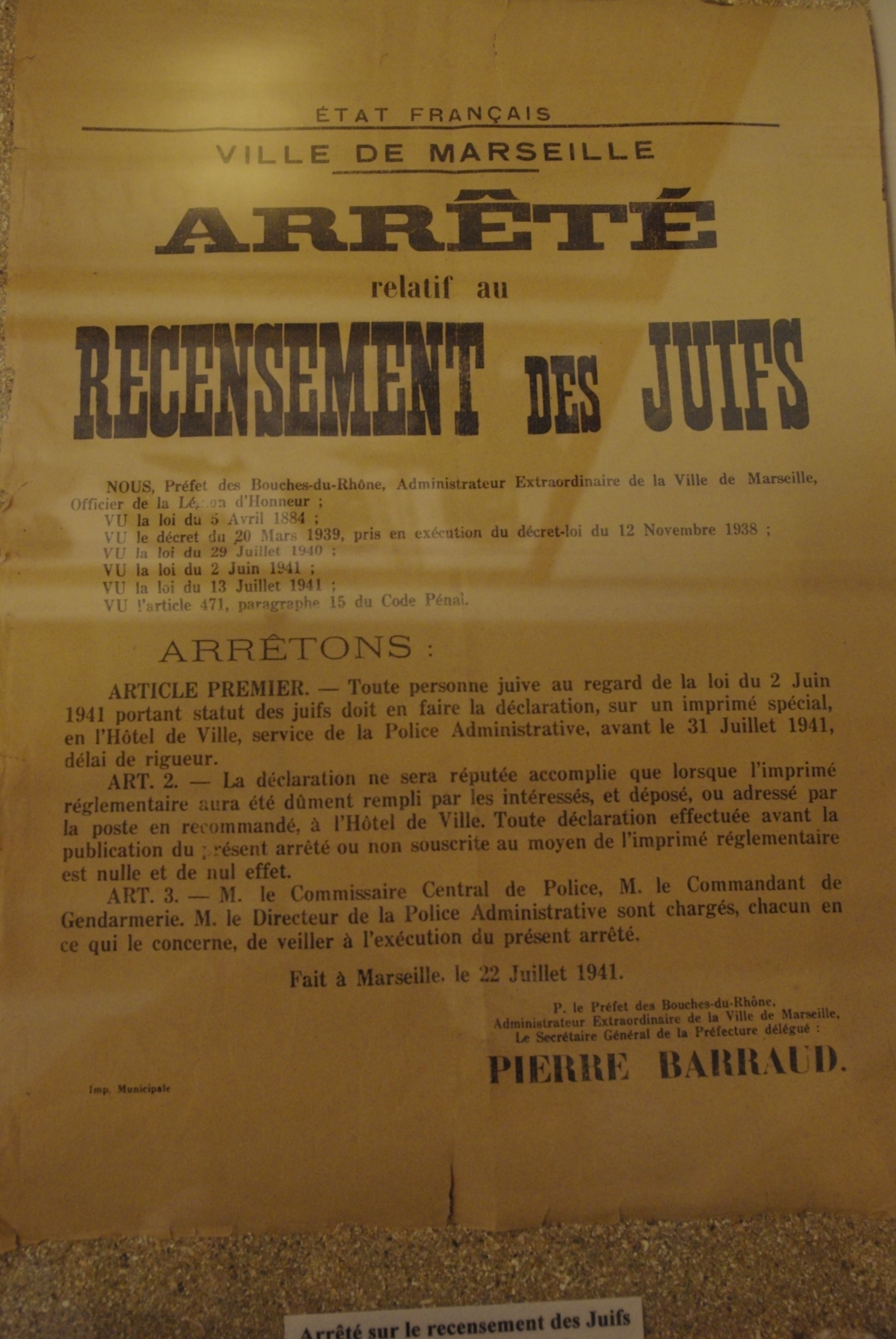
Poster affisso a Marsiglia nel luglio del 1941 che ordina il censimento di tutti gli ebrei

#### Nascosti per sopravvivere
Per gli ebrei si trattò essenzialmente di una questione di mera sopravvivenza. Sopravvivere significava evitare l'arresto che conduceva direttamente ai campi di concentramento francesi — come quelli di Gurs e Les Milles al Sud e quelli di Beaune-la-Rolande e Pithiviers nella zona occupata — e poi nel campo di Drancy, prima del trasferimento verso i campi di sterminio principalmente dalle stazioni di Le Bourget (1942-43) e Bobigny (1943-44).
Per evitare denunce e arresti risultò necessario essere il più discreti possibile e, nel caso di cattivi incontri con la polizia tedesca o francese, fu preferibile avere documenti falsi i quali non indicavano più nomi e luoghi ebraici di nascita nell'Europa centrale e nell'Europa orientale. Divenne indispensabile scegliersi il nuovo nome in modo da mantenere le stesse iniziali, per non contraffare troppo la propria firma ed infine cercare di essere convincenti declinando la propria identità senza alcun residuo d'accento straniero.
Sopravvivere significò anche alimentarsi sufficientemente e rimanere uniti alla famiglia. In virtù dello status acquisito molti ebrei perdettero il diritto di poter esercitare la propria professione, ad esempio medici, insegnanti o ufficiali pubblici. Tutti gli imprenditori, dal patrono delle Galeries Lafayette ai piccoli negozianti, persero le loro aziende a seguito dell'ordinanza tedesca del 18 ottobre del 1940 la quale organizzò l'arianizzazione delle imprese appartenenti agli ebrei. Dovettero pertanto svolgere occupazioni che richiedessero uno scarso investimento o protezione nella loro qualità di rappresentanti commerciali. Prima dell'invasione della zona libera le grandi città del Midi come Marsiglia poterono ancora offrire riparo e occupazione.
Dopo il novembre del 1942 con l'occupazione tedesca di quasi tutto il territorio meridionale, Marsiglia e Tolosa divennero pericolose tanto quanto Parigi. Molti ebrei si rifugiarono allora verso le zone rurali dell'interno; molti francesi fornirono loro riparo e protezione o ne impedirono l'arresto avvisandoli per tempo. Uno degli atti più feroci si verificò nel corso del rastrellamento di Nancy, con i poliziotti francesi preposti che lo fecero fallire e salvando in tal maniera da 350 a 385 persone.

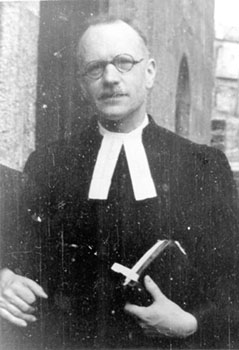
Il pastore André Trocmé, con l'assistenza dei suoi compaesani di Le Chambon-sur-Lignon, riuscì a mettere in salvo molti ebrei.

Alcuni di questi francesi furono eletti "Giusti" da Yad Vashem. La vicenda degli abitanti di Le Chambon-sur-Lignon e del loro pastore André Trocmé è stata spesso celebrata; ma migliaia di altri ebrei dovettero sopravvivere cercando il più possibile di rimanere del tutto sconosciuti. Anche altre piccole cittadine costituirono esempi nel fornire protezione ai figli dei profughi e ad intere famiglie, come accadde a Dieulefit e a Moissac.
Migliaia di famiglie dovettero affidare i propri figli ai Gentili per proteggerli sotto un falso nome. Questi bambini sono generalmente stati risparmiati, ma non tutti poterono riabbracciare i propri genitori ed alcuni di loro persero del tutto la conoscenza delle loro radici ebraiche.
Sopravvivere fu infine organizzarsi per l'aiuto reciproco; il lituano Wladimir Rabinovitch ha lasciato scritto: eravamo talmente soli! I proclami delle misure antiebraiche non crearono una grande agitazione nell'opinione pubblica generale; gli ebrei sparirono semplicemente dai loro posti di lavoro. André Neher, professore di tedesco, lo testimoniò. La Chiesa cattolica romana attese passivamente almeno fino ai rastrellamenti del 1942; le prese di posizione dei vescovi Pierre-Marie Gerlier e Jules-Géraud Saliège provocarono un sentimento di partecipazione e in certi casi spinsero i fedeli a proteggere gli ebrei che cercavano asilo.
La gerarchia ecclesiastica nel governo di Vichy rimase, tranne rare eccezioni, del tutto indifferente nei riguardi delle sorti della popolazione ebraica; mentre alcun cattolici agirono individualmente nell'ombra, sempre a basso livello ma in maniera efficace a partire dal momento della proclamazione delle misure antiebraiche.

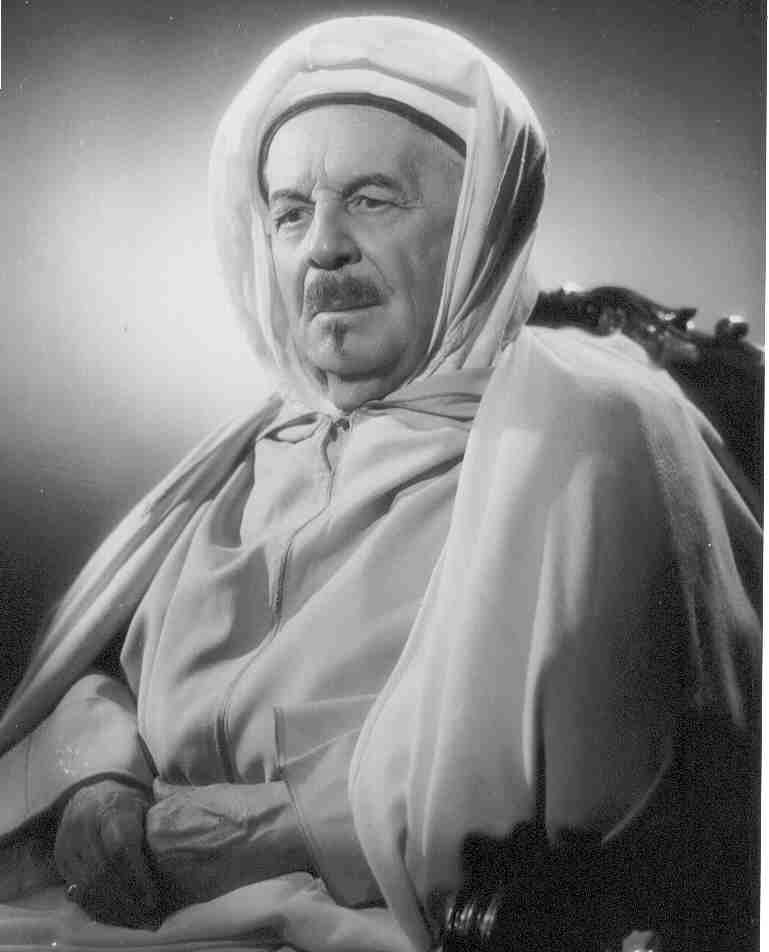
Si Kaddour Benghabrit, imam della Grande Moschea di Parigi, salvò centinaia di famiglie ebraiche nascondendole negli appartamenti della Moschea e realizzando per loro documenti che attestassero che fossero musulmani.

Nella capitale, Si Kaddour Benghabrit, imam della Grande Moschea di Parigi, si attivò per trarre in salvo centinaia di famiglie ebraiche, principalmente originarie del Maghreb. La Moschea realizzò documenti falsi per centinaia di ebrei per certificarli come musulmani, ospitandoli poi negli appartamenti insieme alle famiglie musulmane ivi residenti, per poi affidarli alla resistenza in modo che li portasse fuori dai confini del paese. Gli ebrei salvati dalla moschea, essendo originari del Maghreb, condividevano gran parte dei tratti culturali e somatici con i membri della comunità musulmana maghrebina tra i quali furono nascosti, fatto che rese più semplice la loro copertura. Molti musulmani legati alla moschea presero parte alla resistenza durante l'occupazione. Gli ebrei salvati dalla Moschea di Parigi si contano nell'ordine delle centinaia, e tra loro si ricorda il cantante algerino Salim Halali.
Le associazioni ebraiche come l'"Éclaireuses et éclaireurs israélites de France" (lo scautismo) e l'"Œuvre de secours aux enfants" riuscirono a salvare molti bambini organizzandone la fuga in direzione della Svizzera. Il "Concistoro centrale", sotto la guida del suo presidente Jacques Heilbronner e del "Gran rabbino di Francia Isaïe Schwartz assieme al suo vice Jacob Kaplan, creò fondi di soccorso e moltiplicò i contatti con le autorità di Vichy e la Chiesa cattolica in Francia per ottenere il loro supporto.
Nel tentativo di evitare un disastro totale fu necessario coordinare gli sforzi di tutti. Nel luglio del 1943 tali negoziazioni permisero la formazione del "Comité général de défense juive". Un accordo con il "Concistoro centrale" condusse alla creazione clandestina del "Conseil représentatif des institutions juives de France" il cui statuto venne definitivamente elaborato nel 1944: il suo primo compito fu quello di unificare le azioni di salvataggio.

#### Resistenza
Molti ebrei e persone di origini ebraiche (poiché i nazisti promettevano loro lo stesso destino) scelsero di combattere contro la Germania nazista e il loro coinvolgimento nella resistenza francese interna o in France libre fu talvolta precoce. Il primo civile ad aderire al Governo provvisorio della Repubblica francese guidato dal Generale Charles De Gaulle fu un ebreo, il giurista René Cassin (futuro Premio Nobel per la pace).
Molti altri lo seguirono, tra cui François Jacob, Maurice Schumann, Pierre Mendès France, Pierre Dac, Pierre Laroque e Jean-Pierre Lévy, quest'ultimo leader nazionale del movimento di resistenza "Franc-Tireur" e di cui fece parte anche lo storico Marc Bloch. Si può anche citare il caso di Michel Debré, funzionario anziano di Vichy che si unì alla rete di "Ceux de la Résistance" nel febbraio del 1943 ed il cui nonno paterno era un rabbino.
La specificità della minaccia incombente su tutti gli ebrei incitò alcuni di loro a raggrupparsi per portare aiuto agli internati nei campi francesi, favorire i tentativi di evasione, produrre documenti falsi e infine anche combattere con le armi per la "Liberazione". Le prime reti clandestine si formarono attorno agli scout già nel 1941 con Robert Gamzon e all'"Œuvre de secours aux enfants" attraverso il medico Joseph Weill e l'insegnante di educazione fisica Georges Loinger.
Anche la resistenza più prettamente militare venne organizzata, soprattutto grazie all'opera di Jacques Lazarus, attorno all'"Armée juive" la quale si diede alla macchia nelle Montagne Noire attorno a Castres (Tarn).
L'industriale russo Isaac Schneersohn creò nel 1943 il "Centre de documentation juive contemporaine" per raccogliere prove documentali sulla "Shoah", con lo storico Léon Poliakov che ne prese la direzione dopo l'avvenuta liberazione: il Centro sta all'origine dell'edificazione del "Memoriale della Shoah".

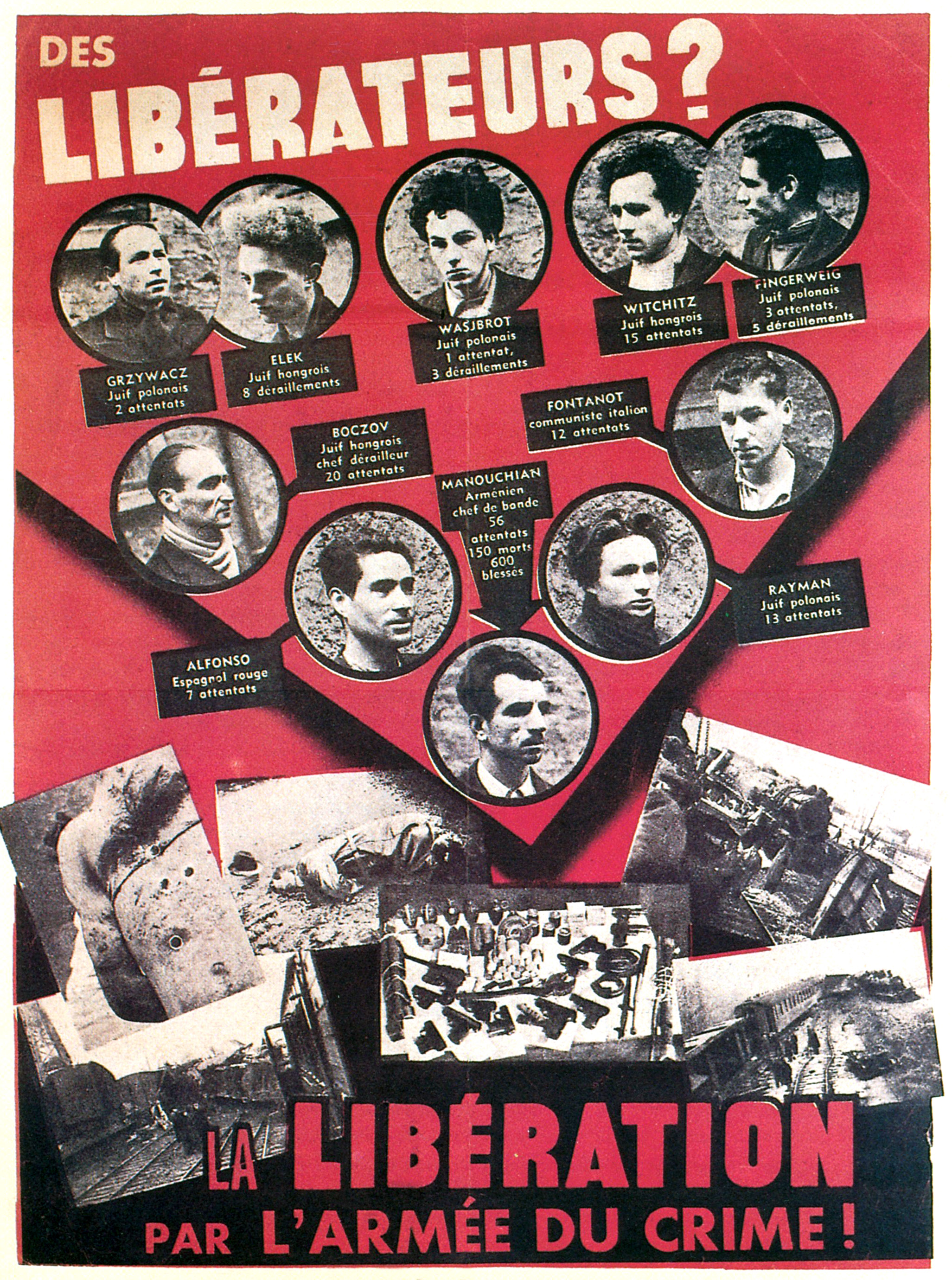
L'affiche rouge

Il governo di Vichy pose un particolar accento alla persecuzione della "Main-d'œuvre immigrée", un'organizzazione comunista ai margini dei raggruppamenti ebraici ma principalmente composta da ebrei. L'affiche rouge, un manifesto propagandistico fatto affiggere da Vichy in cui si presentano diversi resistenti ebrei, testimonia il loro coraggio così come è stato celebrato da Louis Aragon e da Léo Ferré.

## Dopo il 1945
Al termine della guerra l'ebraismo francese era esangue. Più di un quarto degli ebrei presenti sul territorio nazionale nel 1940 erano scomparsi e migliaia di bambini si ritrovarono orfani e del tutto privi di familiari; vennero ospitati (e in molti casi anche adottati) da estranei cristiani. Molti che risiedevano nelle province dell'Est si erano spostati verso il centro del paese; una buona parte delle sinagoghe rimasero inagibili, quando non del tutto distrutte. Ufficialmente morirono 23 rabbini e 35 officianti del culto.
Le certezze che avevano sempre animato gli ebrei francesi vennero specialmente annientate dal fatto che le istituzioni pubbliche non furono in grado di proteggerli dal nazionalsocialismo e che, anzi, talvolta contribuirono alla loro persecuzione. Al tempo della "Liberazione" e per diversi decenni l'atteggiamento ufficiale consistette, come dice Bernard-Henri Lévy in Ce grand cadavre à la renverse, nel tentativo di "cancellare dalla nostra storia" la Francia di Vichy, il che è antinomico rispetto all'obbligo ebraico della "memoria" ("zakhor" זכור).
Si aprì così una crepa profonda nel rapporto degli ebrei con la Francia, ben illustrata dalla partenza di un centinaio di giovani in direzione del neonato Israele nel 1948 a seguito dell'ex resistente Robert Gamzon.

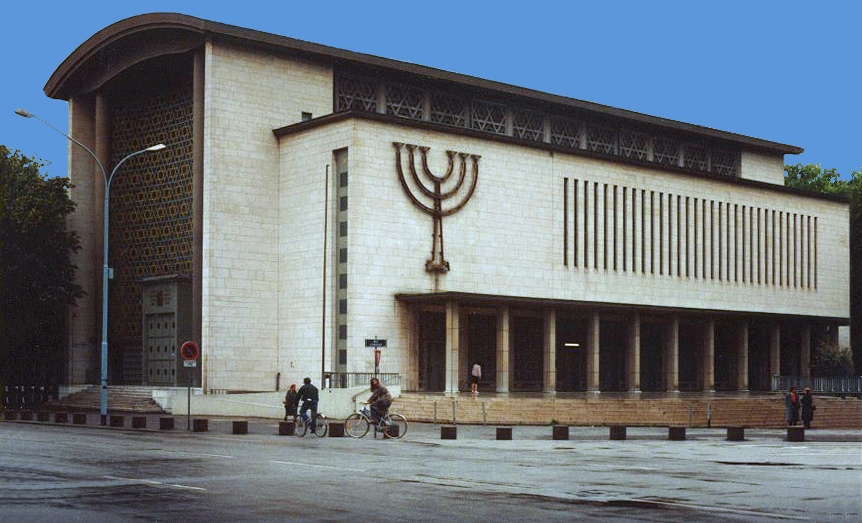
La "Grande synagogue de la Paix" a Strasburgo, inaugurata nel 1958.

### Ricostruzione
La struttura tradizionale della comunità fondata sul "Concistoro Centrale" non fu sufficiente a coprire le immense necessità nell'affrontare il nuovo mondo. Nel 1949 venne creato il " Fonds social juif unifié"., responsabile della raccolta di beneficenza ebraica, del tutto simile al "American Jewish Joint Distribution Committee". Sotto la direzione di Élie de Rothschild esso gestì anche la ridistribuzione degli aiuti provenienti da oltreoceano prima e poi - dal 1954 - dalle riparazioni tedesche; venne sovvenziona tutta l'assistenza ai giovani (campi di festa, patrocinio, materiale scolastico...). Contribuì a riparare sinagoghe o a costruire nuovi centri comunitari: la "Grande synagogue de la Paix" sarà inaugurata nel 1958 a Strasburgo.
La ricostruzione non fu solo materiale, ma anche politica. Jacob Kaplan, futuro "Gran rabbino di Francia", combatte con perseveranza per risolvere il cosiddetto "affare Finaly", in cui la tutrice dei due fratelli Finaly rifiutò di consegnare alle proprie famiglie i figli a lei affidati durante la guerra con il pretesto che li aveva fatti battezzare; ricevette molti sostenitori da parte della Chiesa cattolica in Francia. La diplomazia di Kaplan e la perseveranza di un amico stretto della famiglia Finaly, Moses Keller, aiutarono questi due bambini a tornare alle loro famiglie nel 1953, 8 anni dopo la fine della guerra. La buona risoluzione di questa vicenda consentì di ristabilire il dialogo ebraico-cristiano.
Ma è a Jules Isaac che andò il merito di analizzare le cause dell'antisemitismo cristiano e soprattutto ad aprire una "porta di condivisione" con i Dieci punti di Seelisberg nel 1947. La sua lotta continuò con la pubblicazione di Jésus et Israël e L'Enseignement du mépris. Fu ricevuto in udienza privata da Papa Giovanni XXIII il 13 giugno del 1960; la dichiarazione Nostra aetate del Concilio Vaticano II, pubblicata da Papa Paolo VI nel 1965, sancì la vittoria delle sue idee.
La ricostruzione si rivelò essere anche spirituale e l'ebraismo francese ebbe la possibilità di partorire tre notevoli pensatori. Emmanuel Lévinas reinserì l'ebraismo come oggetto filosofico; André Neher cercò di portare l'ebraismo fuori dall'angoscia esistenziale che seguì la "Shoah" e che fece riconoscere la lingua ebraica moderna come materia d'insegnamento dall'università francese; Leon Ashkénazi addestrò una generazione di studenti e trasmise il messaggio del rav Kook: «coinvolgere nel dialogo interreligioso.

### Arrivo degli ebrei dal Maghreb
Dal 1948 al 1975 centinaia di migliaia di ebrei abbandonarono i paesi arabi; ebbe così inizio l'esodo ebraico dai paesi arabi. Alcuni ebrei si andarono a stabilire nel neonato stato di Israele per ideali politici e religiosi oltre che per motivi economici e di sicurezza.
A partire dal 1948 e fino al 1967 circa 235.000 ebrei maghrebini trovarono rifugio nella Quarta Repubblica francese prima e nella Quinta Repubblica francese poi, soprattutto dall'Algeria francese, dal Marocco e dalla Tunisia. Parte di questi ebrei maghrebini costituirono una parte importante dei cosiddetti pieds-noirs; come diretta conseguenza tra il 1950 e il 1976 la popolazione ebraica francese salì da 225 a 650.000 persone.
La scelta migratoria fu una risposta a differenti questioni; la possibilità d'impiego, l'esistenza di una comunità che avrebbe consentito loro di praticare apertamente l'ebraismo, il clima mediterraneo del tutto simile a quello dei luoghi di provenienza ecc. Presero residenza in gran parte nell'Île-de-France - nei nuovi centri urbani di Sarcelles e Créteil - oltre che a Marsiglia, Nizza, Tolosa, Lione, Nizza e Strasburgo.
Il Concistoro lanciò dagli anni cinquanta l'"operazione dei cantieri" sotto la direzione del banchiere e filantropo Alain de Rothschild.
Con l'arrivo in massa dei pieds-noirs dall'Algeria, le necessità si fecero enormi e ciò condusse alla moltiplicazione di edifici abitativi molto più funzionali che estetici. A Parigi, Villiers-le-Bel, Massy, Sarcelles e Fontainebleau vennero costruite delle nuove sinagoghe prima del 1965; a poco a poco il loro modello tradizionale dedicato esclusivamente al culto lasciò il posto ad un centro comunitario in cui potevano svolgersi tutte le attività culturali, innanzitutto ricevimenti familiari. Nel solo 1982 ben 36 nuove sinagoghe furono create.
La comunità ebraica francese, fino a quel momento composta quasi esclusivamente da aschenaziti, diventò principalmente sefardita. Meno assimilati rispetto ai loro correligionari presenti da più tempo, i sefarditi contribuirono a rilanciare l'osservanza delle pratiche religiose - incluso il rispetto per la Casherut - il che si tradusse con la comparsa di negozi kosher nelle città con una forte prevalenza ebraica.
A causa dell'insoddisfazione nei riguardi degli uffici comuni che si affacciò tra aschenaziti e sefarditi, i leader rabbinici e concistoriali si sforzarono di attivare nuove strutture adeguate ai fedeli recentemente acquisiti. Nel 1980, per la prima volta, un ebreo nordafricano (René-Samuel Sirat) diventò "Gran rabbino di Francia".
L'immigrazione dal Maghreb contribuì ad approfondire i legami della comunità ebraica francese con Israele. Fino ad allora infatti gli ebrei francesi non ebbero quasi nessuna parentela in comune con gli israeliani; le famiglie provenienti dai paesi del Maghreb spesso si separarono ed alcune di loro presero la direzione dello Stato ebraico. Avvicinati in tal modo alle famiglie israeliane, la guerra dei sei giorni giunse a produrre una forte emozione tra la comunità.

### Ebrei francesi ai giorni nostri
Come fece buona parte dell'elettorato, anche quello ebraico svoltò a destra al secondo turno delle Elezioni presidenziali in Francia del 1995, dando in tal modo il proprio contributo per la vittoria finale di Jacques Chirac.
Nonostante il processo contro Klaus Barbie e Paul Touvier nel 1994 il malessere causato dal rifiuto di assunzione delle responsabilità francesi nel governo di Vichy è stato per la prima volta a chiare lettere dissipato dal nuovo presidente della Repubblica Francese il 16 luglio del 1995 in occasione del 53º anniversario del Rastrellamento del Velodromo d'Inverno:
Quest'affermazione è stata confermata il 12 febbraio del 2009 dalla più alta autorità giudiziaria francese, il Consiglio di Stato il quale ha dichiarato di credere che la "responsabilità dello Stato fu acclarata a causa dei danni prodotti da azioni che non ebbero luogo a seguito di una coercizione diretta da parte dell'occupante, bensì permise o facilitò la deportazione dalla Francia di persone vittime della persecuzione antisemitica".
Il presidente della Société Nationale des Chemins de fer Français Guillaume Pepy ha ammesso la stessa cosa quando ha dichiarato il 25 gennaio del 2011 che le ferrovie statali furono un ingranaggio della macchina di morte nazista.
Il bicentenario del Concistoro caduto nel 2008 è stata l'occasione per celebrare ufficialmente le buone relazioni intercorrenti tra la comunità ebraica francese e la Repubblica. Tale situazione si è rafforzata in occasione della visita di Stato di Nicolas Sarkozy in Israele nel giugno del 2008, durante la quale ha iniziato il suo discorso davanti alla Knesset con le parole: "Esiste una profonda amicizia che lega Israele alla Francia".
In questo contesto il presidente eletto François Hollande ha dato un lustro speciale alla commemorazione del 70º anniversario del "rastrellamento" il 22 luglio del 2012, affermando che "l'antisemitismo non è un'opinione qualunque, bensì è un'abiezione. Per questo deve essere guardato in faccia appena appare. Dev'essere nominato e riconosciuto per quello che è. Ovunque si svolga, esso verrà smascherato e punito". Due mesi dopo, il 21 settembre del 2012, ha inaugurato al "campo d'internamento di Drancy" il "memoriale della Shoah".
Nel mese di aprile del 2013 la comunità ebraica francese ha vissuto molto male le confessioni del "Gran Rabbino di Francia" Gilles Bernheim sul plagio commesso in molti dei suoi lavori e sull'usurpazione del titolo di professore aggiunto di filosofia; ha annunciato la sua disposizione ad accettare la messa in congedo forzato alla fine del consiglio speciale del "Concistoro Centrale israelita di Francia".
I sondaggi e il risultato del primo turno delle Elezioni presidenziali in Francia del 2017 hanno suscitato "molte preoccupazioni tra gli ebrei francesi" a causa della crescita sia dell'estrema destra del Fronte Nazionale di Marine Le Pen che dell'estrema sinistra di La France Insoumise di Jean-Luc Mélenchon. A questo proposito il "Conseil représentatif des institutions juives de France" ha notato "con preoccupazione", in una dichiarazione, che "i candidati dei due estremismi rappresentano più del 40% dei suffragi espressi".
Nel luglio del 2017, durante una cerimonia al sito del "Vélodrome d'Hiver", l'appena eletto presidente della Repubblica francese Emmanuel Macron ha denunciato il ruolo del paese nell'Olocausto e il revisionismo storico che ha negato la responsabilità francese nel rastrellamento del 1942 e nella successiva deportazione di 13.152 persone (tra cui 4.051 bambini). Ha confutato le affermazioni che volevano il governo di Vichy, al potere durante la seconda guerra mondiale, non rappresentativo dello Stato. "Fu in effetti la Francia che ha organizzato la gendarmeria la quale ha a sua volta collaborato con i nazisti. Non un solo tedesco" era direttamente coinvolto, ha aggiunto.
Né Chirac né Hollande avevano mai espressamente affermato che l'"amministrazione Vichy", in carica durante gli anni 1940-44, rappresentasse nei fatti lo Stato francese. D'altronde, Macron ha chiarito che quel governo era in realtà quello della Francia. "È conveniente vedere il regime di Vichy come nato dal nulla, restituito al nulla. Sì, è conveniente, ma è falso, non possiamo ricostruire il nostro orgoglio basandoci su una menzogna".
Macron ha fatto un sottile riferimento anche all'apologia di Chirac del 1995 quando ha aggiunto: "lo dico ancora una volta qui: è stata la Francia che ha organizzato il rastrellamento, la deportazione e perciò stesso anche quasi tutti gli omicidi degli ebrei francesi".

#### Scelte elettorali e possibili cause
Secondo uno studio condotto da Jérôme Fourquet, direttore dell'"Institut français d'opinion publique", gli elettori ebrei sono passati da sinistra a destra tra il 1981 e il 2014. Nel 1981 e nel 1988 la sinistra aveva una maggioranza netta tra l'elettorato ebraico; ma da quel momento in poi non v'è più stata alcuna crescita e nel 2012 questa si è fermata del tutto, anche in relazione alle tensioni intracomunitarie e alle posizioni sempre più filo-israeliane da parte dei candidati della destra come Alain Madelin. Nicolas Sarkozy ha ottenuto il 45% dei voti dell'elettorato ebraico al primo turno; mentre esso ha sempre votato marginalmente anche per la destra Marine Le Pen è riuscita a raccoglierne il 13,5%. Fourquet spiega questo progresso attraverso tre fattori:
- l'effetto combinato di un clima di persistente insicurezza a seguito dell'avvio dell'islamismo radicale (gli Attentati di Tolosa e Montauban del 2012) e delle forti tensioni intracomunitarie;
- la strategia di "dédiabolisation" condotta da Marine Le Pen ha permesso di far saltare le serrature finora molto solide nei riguardi del "Fronte";
- tra gli elettori ebrei, così come in tutto il proprio elettorato, la frangia più di destra è rimasta delusa da Sarkozy il quale non ha mantenuto le promesse, in particolare in materia di lotta contro la criminalità[303].

### Opere di riferimento
- Benjamin de Tudèle, Voyage de Rabbi Benjamin, fils de Jona de Tudèle, en Europe, en Asie et en Afrique depuis l'Espagne jusqu'à la Chine, Jean-Philippe Baratier, 1732. Quest'opera, scritta da un rabbino, grande viaggiatore del XII secolo, è disponibile sul sito Gallica. Descrive, tra l'altro, la vita degli ebrei nel sud della Francia e menziona la comunità di Strasburgo.
- Maurice Gelbard, 1808-2008, Bicentenaire de l'organisation du culte israélite par Napoléon Ier, 2007, ISBN 2-9505795-8-2.
- Site du Judaïsme d'Alsace et de Lorraine., fonte d'informazioni dettagliate sulla storia delle comunità ebraiche di Alsazia e Lorena.

### Stampa ebraica francese
- Actualité juive, hebdomadaire disponible dans certains kiosques et dans les magasins cachères
- L'Arche, publiée par le Fonds social juif unifié (FSJU), qui devrait reparaître trimestriellement en septembre 2011
- L'Information juive. URL consultato il 2 agosto 2019 (archiviato dall'url originale l'11 settembre 2017)., mensile del Consistoire central israélite de France